# Автобусні маршрути Львова

Автобусна мережа Львова (вересень 2022)

Автобусна маршрутна мережа міста Львова впродовж всієї історії зазнавала значних змін. Постійні зміни маршрутів відбуваються і сьогодні. В статті зафіксовано стан маршрутної мережі на різних етапах.
В таблицях подано перелік міських автобусних маршрутів з проміжними зупинками, а також приміських маршрутів, що курсують через місто. Де потрібно, уточнюється розміщення кінцевої зупинки. Курсивом виділені вулиці, де маршрут пролягає лише в одну сторону.

## Мережа міських автобусних маршрутів загального користування

### Початки автобусного руху у Львові у радянський період (1940— 1960-ті рр.)
Спеціалізоване автопідприємство для обслуговування міських, приміських і міжміських автобусних маршрутів у Львові створене у 1946 році. На початках воно носило назву «Автобусно-таксомоторна база Облавтотресту» (нині — ТзОВ «Львівське АТП-14631» і розташовувалося на вул. Личаківській. Першим керівником цього підприємства був Борис Зайцев.
У травні 1948 році Автобусно-таксомоторна база Облавтотресту почала обслуговувати два міські автобусні маршрути Львова: Оперний театр — вул. Городоцька (межа міста) та вул. Горького (нині — вул. Гнатюка) — Львівський цивільний аеропорт. Ці маршрути обслуговувалися довоєнними автобусами ЗІС-16.
У 1950-х рр. Автобусно-таксомоторна база Облавтотресту було перейменована у Львівський автобусно-таксомоторний парк і отримало нову територію за адресою Львів, пл. Ярослава Мудрого (нині — пл. Князя Святослава). Поруч із автопідприємством розмістився львівський автовокзал, який обслуговував міжміські та міжобласні автобусні рейси. Міська автобусна станція приміського сполучення у той час знаходилася на вул. Пильникарській, 2 (пл. Старий Ринок).
У місті Львові станом на 1956 рік діяло 5 міських автобусних маршрутів із кінцевою біля Оперного театру: до аеропорту, Зимної Води, Левандівки, Сихова та вул. Варшавської. Тогочасні довідники не подають нумерації цих автобусних маршрутів.
У 1956 році відбулася реорганізація Львівського автобусно-таксомоторного парку — від нього відокремився таксомоторний парк, який отримав територію на вул. Федьковича, 34б. Таксомоторний парк в кінці 1980-х — на початку 1990-х років отримав назву «Львівське АТП № 14606», нині — ТзОВ «Фіакр-Львів». Автотранспортне підприємство, яке обслуговувало автобуси, отримало назву «Львівське АТП — 13122».
Тривалий час розвиток міського автобусного руху у Львові значно відставав від розвитку тролейбусного руху. У документі «Огляд львівського облплану про економічний та культурний розвиток міста», що датований кінцем 1955 року і опублікований у виданні «Історія Львова у документах і матеріалах» йдеться наступне: «Реконструйовано трамвай. Створено тролейбусне сполучення. Однак ще не створено умови для розвитку автомобільного транспорту через вузькість вулиць (проїзної частини), значної кількості перехресть і чисельних ухилів на низці вулиць».
Автобусне сполучення у Львові почало активно розвиватися у першій половині 1960-х років. У вже згаданому виданні «Історія Львова у документах і матеріалах» на ст. 390 є наступна інформація: у 1961 році у Львові працювало 15 автобусних маршрутів, які обслуговували 43 автобуси, у 1962 році працювало вже 17 автобусних маршрутів, на які виходило 49 автобусів. У 1963 році на автобусних маршрутах Львова працювало вже 87 автобусів, а у 1964 році працювало 18 автобусних маршрутів із 110 автобусами. У 1964 році було перевезено міськими автобусами Львова 23 мільйони пасажирів. Для порівняння, у 1960 році у Львові налічувалося 55 тролейбусів, довжина тролейбусних ліній становила 35 км, а у 1964 році тролейбусний парк Львова мав уже 100 тролейбусів, а довжина ліній — 44 км.
Навесні 1966 року на базі Львівського АТП — 13122 було створено міський автобусний парк № 13121. Відповідний наказ № 62 по Львівському виробничому тресту пасажирського автотранспорту Міністерства автомобільного транспорту і шосейних доріг Української РСР було підписано 21 березня 1966 р. Нове автопідприємство почало обслуговувати міські автобусні маршрути Львова. На початку на балансі підприємства перебувало 173 автобуси різних моделей, у штаті підприємства працювало біля 200 працівників. За часів СРСР міський автобусний парк — АТП № 13121 кілька раз змінював свій номер: із вересня 1977 р. це було Львівське АТП № 31421; із квітня 1986 р. — Львівське АТП № 34630, а із 27 липня 1988 р. — Львівське АТП № 14630. Зараз це ПАТ «Львівське АТП-14630»

### Автобусні маршрути Львова у 1970 році
На сайті «Центру міської історії Центрально-Східної Європи» розміщено туристичну карту-схему міста Львова [Архівовано 18 жовтня 2021 у Wayback Machine.] на якій нанесено траси 15 міських автобусних маршрутів міста Львова із номерами №№ 1 - 20. №№ 4, 6, 11, 13, 15, 16 на той час не були присвоєні міським автобусним маршрутам. За даними дослідника історії Винник Андрія Байцара № 6 тоді був присвоєний приміському автобусному маршруту вул. Валова - м. Винники.
| № маршруту | Траса маршруту Назви вулиць подаються станом на 1970 рік. Сучасні назви вулиць у дужках. | Примітка |
| 1          | вул. Валова – вул. Радянська (Винниченка) – вул. Івана Франка – пл. Івана Франка – вул. Дзержинського (Вітовського) – вул. Суворова (Академіка Сахарова) – вул. Боженка (Кн. Ольги) – вул. Артема (Володимира Великого). У зворотному напрямку – через пл. Возз'єднання (Соборну) і вул. Сербську                                                                                         |          |
| 2          | пл. Липнева – вул. Тургенєва (Героїв УПА) – вул. Кульпарківська – вул. Артема (Володимира Великого) – Львівський автобусний завод |          |
| 3          | пл. Липнева – вул. Тургенєва (Героїв УПА) – вул. Бестужева (Копистинського) – вул. Любінська – вул. Окружна – вул. Сяйво – вул. Повітряна – вул. Хабарівська (Калнишевського) |          |
| 5          | пл. Центральна (Св. Теодора) – вул. 700-річчя Львова – вул. 1 Травня (Городоцька) – вул. Шевченка – вул. Кузнєцова (Клепарівська) – вул. Варшавська. Кінцева зупинка розміщувалася біля клубу на Голоско |          |
| 7          | вул. Театральна – пл. Данила Галицького – вул. Підвальна – пл. Радянська (Митна) – вул. Леніна (Личаківська) – пр. Ленінського комсомолу (Пасічна) – вул. Радгоспна – вул. Каштанова – вул. В. Пересади (Медова Печера). У зворотному напрямку – пл. Радянська (Митна) – пл. Возз'єднання (Соборна) – пл. Галицька – пл. Міцкевича – вул. Театральна                                      |          |
| 8          | пл. Центральна (Св. Теодора) – вул. 700-річчя Львова (пр. Чорновола – вул. Липинського) – вул. Калініна (Замарстинівська) – вул. Гайдамацька – вул. Б. Хмельницького – вул. Механічна – вул. Новознесенська – вул. Польова. У зворотному напрямку – вул. Силікатна (Пластова) – вул. Ковельська                                                                                           |          |
| 9          | вул. 17 Вересня (Січових Стрільців) – вул. Горького (Гнатюка) – вул. Міцкевича (Листопадового Чину) – вул. Олександра Невського (Митрополита Андрея) – вул. Бестужева (Копистинського) – вул. Любінська – вул. В. Терешкової (Виговського) – Мотозавод. У зворотньому напрямку – вул. Окружна – вул. Волгоградська (Антоновича).                                                          |          |
| 10         | вул. Шевченка – вул. 1 Травня – пл. Торгова – пл. Данила Галицького – вул. Підвальна – пл. Радянська (Митна) – вул. Леніна (Личаківська) – вул. Танкістів (Долішня) – вул. Ніщинського – вул. Дорога Кривчицька – Кривчиці. У зворотному напрямку – пл. Радянська (Митна) – пл. Возз'єднання (Соборна) – пл. Галицька – пл. Міцкевича – вул. Театральна – вул. Лесі Українки              |          |
| 12         | пл. Возз'єднання (Соборна) – пл. Галицька – вул. Ватутіна (Кн. Романа) – вул. І. Франка – вул. Зелена – ст. Сихів |          |
| 14         | вул. Воровського (Зарицьких) – вул. Стрийська – с. Сокільники |          |
| 15         | ЦУМ (вул. Шпитальна) – вул. Проїзна (Данилишина) – вул. 1 Травня (Городоцька) – вул. Шевченка – вул. Індустріальна (Левандівська) – вул. Повітряна – вул. Хабаровська (Калнишевського). Кінцева зупинка – біля перехрестя із вул. Широкою |          |
| 17         | пл. Центральна (Св. Теодора) – вул. 700-річчя Львова (пр. Чорновола) – вул. Хімічна – вул. Калініна (Замарстинівська) – вул. Городницька – вул. Бойова – вул. Декабристів (Жовківська) – вул. Донецька – вул. Промислова – вул. 700-річчя Львова (Липинського) – вул. Б. Хмельницького – вул. Трудова (Збоїще)                                                                            |          |
| 18         | пл. Возз'єднання (Соборна) – пл. Галицька – вул. Ватутіна (Кн. Романа) – вул. Івана Франка – вул. Зелена – вул. Дністровська – вул. Дунайська |          |
| 19         | вул. Валова – пл. Радянська (Митна) – вул. Леніна (Личаківська) – Глинянський тракт – вул. Богданівська – вул. Силікатна (Пластова) – вул. Ковельська – вул. Новознесенська – вул. Механічна – вул. Б. Хмельницького – вул. Гайдамацька – вул. Калініна (Замарстинівська) – вул. Хімічна – вул. 700-річчя Львова (пр. Чорновола) – вул. Мстислава Удатного – пл. Центральна (Св. Теодора) |          |
| 20         | вул. Валова – пл. Радянська (Митна) – вул. Леніна (Личаківська) – пр. Ленінського комсомолу (вул. Пасічна) – вул. Батальна (Дж. Вашингтона) – вул. Зелена – вул. Луганська – вул. Криворізька (пр. Червоної Калини) – вул. Угорська – вул. Красучинська (Карбишева, Віденська) – вул. Моріса Тореза (Литвиненка) – вул. Угорська (завод «Полярон»)                                        |          |

Окрім автобусних маршрутів, які курсували у звичайному режимі, починаючи із середини 1960-х років у Львові працювали автобусні маршрути у режимі «маршрутне таксі». Кінцева зупинках маршрутних таксі в кінці 1960-х років знаходилася на пл. Возз'єднання (нині - Соборна) про що свідчать тогочасні світлини. У ролі «маршрутних таксі» на початку 1970-х років виступали мікроавтобуси РАФ-977ДМ.

### Автобусні маршрути Львова у середині 1970-х років
Схему руху міських та приміських автобусних маршрутів відтворено на основі туристичних карт-схем Львова 1976 та 1977 років, які розміщені на сайті Центру міської історії Центрально-Східної Європи. Загалом на той час у Львові діяло 23 (із них 2 у м. Винники) міських та 7 приміських автобусних маршрути.
| № маршруту | Траса маршруту Назви вулиць подаються станом на 1976 р. Сучасні назви вулиць в дужках | Примітка   |
| ---------- | --- | ---------- |
| 1          | пл. Я. Галана (Петрушевича) – вул. Зелена – вул. Івана Франка – пл. Івана Франка – вул. Дзержинського (Вітовського) – вул. Суворова (Академіка Сахарова) – вул. Боженка (Княгині Ольги) |            |
| 2          | пл. Липнева – вул. Федьковича – вул. Сар’яна – вул. Тургенєва (Героїв УПА) – вул. Кульпарківська – вул. Артема (Володимира Великого) – вул. Стрийська (Львівський автобусний завод). У зворотному напрямку – вул. Оборонна (Рубчака) – вул. Тролейбусна – вул. Артема (Володимира Великого) – вул. Кульпарківська – вул. Волгоградська (Антоновича) – вул. Смоленська (Опільського) – пл. Липнева.                                                                  |            |
| 3          | пл. Липнева – вул. Федьковича – вул. Сар’яна – вул. Тургенєва (Героїв УПА) – вул. Бестужева (Копистинського) – вул. Любінська – вул. Окружна – вул. Сяйво – вул. Повітряна – вул. Хабарівська (Калнишевського). В зворотному напрямку – вул. Низинна – вул. Широка – вул. Сяйво – вул. 1 Травня (Городоцька) – вул. Кондукторська – вул. Любінська – вул. Окружна – вул. Волгоградська (Антоновича) – вул. Смоленська (Опільського) – пл. Липнева.                  |            |
| 4          | вул. Ботвіна (Куліша), пл. 700-річчя Львова – вул. Проїзна (Данилишина) – вул. 1 Травня (Городоцька) – вул. Шевченка – вул. Новоросійська (Левандівська) – вул. Широка – вул. Низинна – вул. Білогірська (Рудненська) – вул. Рульова (П’ясецького). |            |
| 5          | пл. Центральна (Св. Теодора) – вул. 700-річчя Львова (пр. Чорновола) – вул. Космонавтів (Під Дубом) – вул. Варшавська – вул. Калініна (Інструментальний завод, із 1972 р.). |            |
| 6          | пл. Галицька – вул. Ватутіна (Князя Романа) – вул. Івана Франка – вул. Панаса Мирного. У зворотному напрямку – вул. Івана Франка – пл. Возз'єднання (Соборна) – вул. Сербська – вул. Валова. |            |
| 7          | вул. Театральна – пл. 300-річчя Возз'єднання (Ярослава Осмомисла) – пл. Данила Галицького – вул. Підвальна – пл. Радянська (Митна) – вул. Леніна – пр. Ленінського Комсомолу (вул. Пасічна) – вул. Радгоспна (Ярошинської) – вул. Каштанова – вул. В. Пересади (Медова Печера). У зворотному напрямку по вул. В. Пересади (Медова Печера), через вул. Радянську (Винниченка), пл. Возз'єднання (Соборну), пл. Галицьку і пл. А. Міцкевича - вул. Театральну.        |            |
| 8          | вул. Валова – пл. Радянська (Митна) – вул. Івана Франка – вул. Шота Руставелі – вул. Стрийська – вул. Наукова. У зворотному напрямку – пл. Возз'єднання (Соборна), вул. Сербська |            |
| 9          | пл. Галицька – вул. Ватутіна (Князя Романа) – вул. Івана Франка – вул. Зелена – вул. Дніпровська – вул. Дунайська. |            |
| 10         | вул. Шевченка – вул. 1 Травня – пл. Торгова – пл. 300-річчя Возз'єднання (Ярослава Осмомисла) – пл. Данила Галицького – вул. Підвальна – пл. Радянська (Митна) – вул. Леніна (Личаківська) – вул. Ніщинського – вул. Дорога Кривчицька – Кривчиці. У зворотному напрямку – пл. Возз'єднання (Соборна) – пл. Галицька – пл. Міцкевича – вул. Театральна. |            |
| 11         | вул. Радянська (Винниченка), кінцева біля перехрестя із вул. Дарвіна, нині Просвіти – вул. Лисенка – вул. Гуцульська – вул. Кривоноса – вул. Опришківська (кінцева в районі фармацевтичної фабрики – нині «Галичфарм»). |            |
| 12         | Тютюнова фабрика – вул. Забава | м. Винники |
| 13         | Тютюнова фабрика (м. Винники) – Радгосп (по вул. Івана Франка) | м. Винники |
| 14         | вул. Воровського (Зарицьких) – вул. Стрийська – с. Сокільники. |            |
| 15         | вул. Шпитальна (ЦУМ) – вул. Проїзна (Данилишина) – вул. 1 Травня (Городоцька) – вул. Шевченка – вул. Новоросійська (Левандівська) – вул. Повітряна – вул. Хабарівська (Калнишевського). У зворотному напрямку – вул. Хабарівська (Калинишевського) – вул. Низинна – вул. Широка – вул. Новоросійська (Левандівська) |            |
| 16         | пл. Центральна (Св. Теодора) – вул. 700-річчя Львова (пр. Чорновола) – вул. Долинського – вул. Богдана Хмельницького – вул. Мідна. У зворотному напрямку по вул. Гайдамацькій, Калініна (Замарстинівська), Медовій. |            |
| 17         | пл. Центральна (Св. Теодора) – вул. 700-річчя Львова (пр. Чорновола) – вул. Хімічна – вул. Калініна (Замарстинівська) – вул. Бойова – вул. Декабристів (Жовківська) – вул. Донецька – вул. Промислова – вул. 700-річчя Львова (Липинського) – вул. Трудова (Збоїще). У зворотному напрямку – по вул. Калініна (Замарстинівська) і вул. Медовій. |            |
| 19         | пл. Центральна (св. Теодора) – вул. 700-річчя Львова (пр. Чорновола) – пл. 700-річчя Львова – вул. Калініна (Замарстинівська) (у зворотному напрямку – по вул. Калініна і Медовій) – вул. Гайдамацька, вул. Богдана Хмельницького – вул. Механічна – вул. Новознесенська – вул. Ковельська – вул. Силікатна (Пластова) – вул. Богданівська – вул. Глинянський Тракт – вул. Леніна (Личаківська) – пл. Радянська (Митна) – пл. Возз'єднання (Соборна) – вул. Валова. |            |
| 20         | вул. Леніна (Личаківська), кінцева в районі вул. Яловець – пр. Ленінського Комсомолу (вул. Пасічна) – вул. Батальна (Дж. Вашингтона) – вул. Зелена – вул. Луганська – вул. Угорська – вул. Карбишева (Віденська) – вул. Моріса Тореза (Литвиненка) (у зворотному напрямку – вул. Угорська) – вул. Панаса Мирного – вул. Козельницька – вул. Стрийська – вул. Наукова (кінцеву показано поруч із перехрестям із вул. Стрийською).                                    |            |
| 21         | пл. Центральна (Св. Теодора) – вул. 700-річчя Львова (пр. Чорновола – вул. Липинського) – вул. Промислова (?, можливо початково рух здійснювався по вул. Льняній, на карті кінцевий відрізок не показаний) – вул. Ковпака (вул. Миколи Хвильового) |            |
| 24         | пл. Я. Галана – вул. Шота Руставелі – вул. Стрийська – вул. Артема (Володимира Великого) |            |
| 26         | пл. Б. Хмельницького – вул. Олександра Невського (Митрополита Андрея) – вул. Тургенєва (Героїв УПА) – вул. Бестужева (Копистинського) – вул. Любінська – вул. Маршала Рибалко (Симона Петлюри). У зворотному напрямку – вул. Окружна – вул. Волгоградська (Антоновича) |            |
| 38         | пл. Галицька – вул. Ватутіна (Князя Романа) – вул. Івана Франка – вул. Шота Руставелі – вул. Стрийська – вул. Броньова |            |
|            | Приміські автобусні маршрути |            |
| 43         | вул. Ботвіна (Куліша), кінцева в районі сучасного ТЦ «Форум» – пл. 700-річчя Львова – вул. Замарстинівська – смт. Брюховичі. |            |
| 44         | вул. Ботвіна (Куліша), кінцева в районі сучасного ТЦ «Форум» – вул. Проїзна (Данилишина, зворотно – Шпитальна) – вул. 1 Травня (Городоцька) – вул. Шевченка – вул. Брюховицька – смт. Брюховичі. |            |
| 46         | вул. Мечникова (кінцева на перехресті вул. Мечникова і Леніна), вул. Некрасова – вул. Борсоєва (Котика), в зворотному напрямку – вул. Леніна (Личаківська) – вул. Леніна (Личаківська) – м. Винники. |            |
| 60         | вул. Театральна – пл. 300-річчя Возз'єднання (Ярослава Осмомисла) – вул. Богдана Хмельницького – м. Дубляни. |            |
| 72         | вул. Мечникова (кінцева на перехресті вул. Мечникова і Леніна), вул. Некрасова – вул. Борсоєва (Котика), в зворотному напрямку – вул. Леніна (Личаківська) – вул. Леніна (Личаківська) – вул. Глинянський Тракт – с. Лисиничі. |            |
| 84         | пл. Липнева – вул. Федьковича – вул. Сар’яна – вул. Тургенєва – вул. Бестужева (Копистинського) – вул. Любінська – вул. Окружна – вул. 1 Травня (Городоцька) – с. Зимна Вода – смт. Рудне. У зворотному напрямку по вул. Кондукторській. |            |
| 88         | пл. Центральна (Св. Теодора) – вул. 700-річчя Львова (пр. Чорновола) – пл. 700-річчя Львова – вул. Калініна (Замарстинівська) – вул. Гайдамацька – вул. Б. Хмельницького – с. Сороки-Львівські. |            |

Порівняно із 1970 роком введено наступні міські автобусні маршрути №№ 4, 6, 11, 12, 13, 16, 21, 24, 26, 38.
Автобусний маршрут № 6 запроваджено після закриття трамвайного маршруту № 10, який курсував від пл. Галицької вгору по вул. Івана Франка до вул. Козельницької до 27 травня 1972 р.
Автобусний маршрут № 11 запроваджений після закриття трамвайного маршруту № 12 вул. Радянська - Високий Замок у 1970 р.
Автобусні маршрути № 12 і 13 у місті Винники, за інформацією Андрія Байцара, зароваджені у середині 1970-х рр.
Схему автобусного маршруту № 8 між 1970 і 1976 р. було докорінно змінено.

### Маршрути у 1980-х роках

Схема автобусних маршрутів Львова станом на 1988 рік

Станом на 1986 рік у Львові було 32 (40) автобусних маршрути. З них дев'ять — за межі міста: по одному в Винники, Дубляни, Лисиничі, Рудне, Рясне, Сокільники, Великі Кривчиці; два — в Брюховичі.
У 1988 році у Львові було 29 міських автобусних маршрутів та 12 маршрутів маршрутного таксі. Також курсувало одинадцять приміських маршрутів до навколишніх населених пунктів, які також зупинялися на міських зупинках. Крім цього, були приміські маршрути, які зупинялися лише на кінцевих автостанціях.
Жоден автобусний маршрут до 1992 року не перетинав центр і пасажирам доводилося робити декілька пересадок. Кінцеві автобусних маршрутів були, як правило, недалеко від трамвайних зупинок. Головними кінцевими пунктами були пл. Св. Теодора, пл. Липнева, пл. Петрушевича, вул. Валова, Личаківська рогачка, вул. Куліша.
Найпопулярнішими пересадковими зупинками були:
- пл. Липнева (Привокзальний ринок) — маршрути № 2, 3, 84
- пл. Петрушевича (кол. пл. Я. Галана) — № 8, 14, 24, 27, 28
- пл. Галицька та вул. Валова — № 6, 7, 10 та 30, 32, 36, 38, 38а, 39
- пл. Св. Теодора (кол. пл. Центральна) — № 5, 17, 19, 21, 88
- вул. Куліша (вул. Ботвіна і пл. 700-річчя Львова) — № 4, 15, 44, 81
- вул. Шпитальна (ЦУМ) — № 16

Станом на 1989 в місті налічувалось 815 тис. мешканців.
У 1980—1994 містом курсували такі маршрути (назви вулиць сучасні):
| №   | Режим           | Маршрут |
| --- | --------------- | --- |
| 1   | експрес         | спочатку: пл. Петрушевича — вул. Шота Руставелі — вул. Стрийська — вул. Володимира Великого — вул. Кульпарківська — вул. Наукова (Нептун) — вул. Стрийська — вул. Шота Руставелі — пл. Петрушевича; згодом змінений: пл. Св. Юра — вул. Митрополита Андрея — вул. Героїв УПА (назад по Антоновича) — Кульпарківська — Наукова — Хуторівка — Червоної Калини (К-тр ім. О. Довженка, а згодом Санта-Барбара)                                                               |
| 2   | звичайний       | Автобусний завод — вул. Стрийська — вул. Рубчака — вул. Тролейбусна — вул. Володимира Великого — вул. Кульпарківська — вул. Антоновича — вул. Опільського — пл. Липнева (розворот через вул. Федьковича — Сар'яна — Героїв УПА) (згодом продовжений далі від ЛАЗу через вул. Хуторівку на вул. Сихівську (Іскра), а з пл. Липневої до залізничного вокзалу) |
| 3   | звичайний       | вул. Калнишевського (Левандівка) — вул. Низинна — вул. Широка — вул. Сяйво — вул. Городоцька — вул. Кондукторська (назад по Окружній) — вул. Любінська — вул. Окружна (назад по Копистинського) — вул. Антоновича — вул. Опільського — пл. Липнева (розворот через вул. Федьковича — Сар'яна — Героїв УПА) |
| 4   | звичайний       | Площа 700-річчя Львова — вул. Куліша — вул. Данилишина — вул. Городоцька — вул. Шевченка — вул. Леванідвська — вул. Широка — вул. Низинна — вул. Гніздовського — вул. Рудненська — вул. Курмановича — вул. Конюшинна |
| 5   | звичайний       | пл. Св. Теодора — пр. Чорновола — вул. Липинського — вул. Варшавська — вул. Замарстинівська (Інструментальний завод) |
| 6   | звичайний       | вул. Валова (пл. Галицька) — вул. Кн. Романа — вул. Франка — пл. Франка — вул. Франка — вул. Панаса Мирного (УКУ) |
| 7   | звичайний       | вул. Театральна (Вернісаж) — площа Ярослава Осмомисла — вул. Гавришкевича — вул. Підвальна — вул. Личаківська — вул. Пасічна — вул. Ярошинської — вул. Каштанова — вул. Медової Печери (згодом кінцеву в центральній частині міста перенесли на пл. Галицьку) |
| 8   | експрес         | пл. Петрушевича — вул. Шота Руставелі — вул. Стрийська — вул. Наукова — вул. Наукова-Симоненка (кінцева) — вул. Кульпарківська — вул. Володимира Великого — вул. Стрийська — вул. Шота Руставелі — пл. Петрушевича |
| 9   | звичайний       | вул. Чукаріна — пр. Червоної Калини — вул. Сихівська — вул. Зелена — вул. Луганська — вул. Угорська — вул. Литвиненка — вул. Панаса Мирного — вул. Чмоли — вул. Стрийська — вул. Володимира Великого (кільце з Кн. Ольги); згодом змінений: вул. Сихівська — пр. Червоної Калини — Хуторівка — Стрийська — Рубчака — Тролейбусна — Володимира Великого — Кульпарківська — Антоновича — Опільського — пл. Липнева (розворот через вул. Федьковича — Сар'яна — Героїв УПА) |
| 10  | звичайний       | вул. Театральна (Вернісаж) — пл. Галицька — пл. Соборна — вул. Личаківська — Ніщинського — Кривчицька дорога — Великі Кривчиці (Богданівська) (пізніше в центрі кінцеву було перенесено на вул. Валову) |
| 11  | звичайний       | вул. Винниченка (Порохова вежа) — через Високий замок — вул. Барвінських — Лікарня ОхМатДит (певний час курсував на вул. Кордуби) |
| 14  | звичайний       | спочатку: вул. Зарицьких — вул. Стрийська — вул. Гашека; згодом: пл. Петрушевича — вул. Шота Руставелі — вул. Стрийська — вул. Хуторівка — Червоної Калини (К-тр ім. О. Довженка, а згодом Санта-Барбара) |
| 15  | звичайний       | площа 700-річчя Львова — вул. Куліша — вул. Данилишина — вул. Городоцька — вул. Шевченка — вул. Левандівська — вул. Повітряна — вул. Калнишевського (кінцева) — вул. Низинна — вул. Широка — вул. Сяйво — вул. Повітряна — вул. Левандівська — вул. Шевченка — вул. Городоцька — вул. Куліша — площа 700-річчя Львова |
| 16  | звичайний       | вул. Шпитальна (ЦУМ) — вул. Данилишина — вул. Городоцька — вул. Шевченка — Рясне-1 (або за шляхопроводом) |
| 17  | звичайний       | пл. Св. Теодора — пр. Чорновола — вул. Липинського — вул. Замарстинівська — вул. Городницька — вул. Жовківська — вул. Донецька — вул. Б. Хмельницького — вул. Грінченка |
| 18  | експрес         | Автовокзал — вул. Стрийська — вул. Наукова — вул. Кульпарківська — вул. Садова — вул. Любінська — вул. Окружна — вул. Кульпарківська — вул. Антоновича — вул. Опільського — пл. Липнева — вул. Федьковича — вул. Тобілевича — вул. Чернівецька — Залізничний вокзал |
| 19  | звичайний       | пл. Св. Теодора — пр. Чорновола — вул. Під Дубом — вул. Замарстинівська — вул. Гайдамацька — вул. Б. Хмельницького — вул. Новознесенська — вул. Ковельська — вул. Пластова — вул. Богданівська — вул. Глинянський Тракт — Автостанція № 6 (вул. Личаківська) |
| 20  | звичайний       | Автостанція № 6 (вул. Ялівець) — вул. Пасічна — вул. Вашингтона — вул. Зелена — вул. Луганська (або Навроцького) — вул. Угорська — вул. Литвиненка —вул. Панаса Мирного — вул. Козельницька — вул. Стрийська — вул. Наукова-Тролейбусна (кінцева) |
| 21  | звичайний       | пл. Св. Теодора — пр. Чорновола — вул. Липинського — вул. Миколайчука — вул. Лінкольна — вул. Тичини (кінцева) — вул. Хвильового — вул. Миколайчука — вул. Липинського — пр. Чорновола — пл. Св. Теодора |
| 22  | маршрутне таксі | пл. Катедральна — вул. Театральна — пл. Івана Підкови — пр. Свободи — Кн. Романа — вул. Франка — вул. Вітовського — вул. Сахарова — вул. Кн. Ольги — вул. Наукова |
| 23  | звичайний       | спочатку: вул. Кульчицької — вул. Виговського — вул. Володимира Великого — вул. Стрийська — вул. Шота Руставелі — вул. Зелена — вул. Сихівська змінено: вул. Патона (БК ЛОРТА) — Виговського — Володимира Великого — Стрийська — Чмоли — Панаса Мирного — Угорська — Луганська — Зелена — вул. Сихівська |
| 24  | звичайний       | пл. Петрушевича — вул. Шота Руставелі — вул. Стрийська — вул. Володимира Великого — вул. Кульпарківська — вул. Наукова — Наукова-Тролейбусна (кінцева) — вул. Наукова — вул. Стрийська — вул. Шота Руставелі — пл. Петрушевича |
| 25  | звичайний       | Залізничний вокзал — вул. Городоцька — вул. Сяйво — вул. Рудненська — вул. Гніздовського — вул. Низинна — вул. Широка — вул. Роксоляни — с. Білогорща |
| 26  | звичайний       | Рясне — кільцева дорога — вул. Городоцька — Залізничний вокзал |
| 27  | звичайний       | пл. Петрушевича — вул. Зелена — вул. Сихівська |
| 28  | звичайний       | пл. Петрушевича — вул. Стрийська — вул. Чмоли — вул. Панаса Мирного — вул. Угорська — вул. Луганська — вул. Зелена — вул. Сихівська — пр. Червоної Калини — вул. Хоткевича — вул. Чукаріна (до 2004 року не існувало шляхопроводу між вул. Угорською і Сихівським масивом); згодом маршрут продовжили в Рясне-2 через пр. Чорновола — пр. Свободи — на Сихів. |
| 29  | звичайний       | вул. Митрополита Андрея — вул. Героїв УПА (назад по Антоновича) — вул. Кульпарківська — вул. Наукова — вул. Хуторівка — пр. Червоної Калини — вул. Сихівська |
| 30  | маршрутне таксі | пл. Соборна — вул. Личаківська — вул. Пасічна — вул. Вашингтона — вул. Шафарика |
| 31  | маршрутне таксі | Залізничний вокзал — вул. Тобілевича — вул. Шептицьких — вул. Листопадового Чину — вул. Гнатюка — пр. Свободи — пр. Чорновола — вул. Замарстинівська — вул. Гетьмана Мазепи — вул. Пилипа Орлика (Дитяча лікарня) |
| 32  | маршрутне таксі | пл. Соборна — вул. Зелена — Туберкульозна лікарня |
| 34  | маршрутне таксі | площа Катедральна — вул. Театральна — пл. Івана Підкови — вул. Гнатюка — вул. Листопадового Чину — вул. Митрополита Андрея — вул. Героїв УПА (назад по Антоновича) — вул. Кульпарківська — вул. Володимира Великого — вул. Кн. Ольги — Аквапарк |
| 35  | маршрутне таксі | пл. Двірцева (Залізничний вокзал) — вул. Чернівецька — вул. Городоцька — вул. Виговського — вул. Любінська — Аеропорт |
| 36  | маршрутне таксі | пл. Соборна — вул. Личаківська — вул. Пасічна — вул. Вашингтона — вул. Зелена — вул. Сихівська (Іскра) |
| 37  | маршрутне таксі | Автовокзал — Стрийська — Рубчака — Тролейбусна — Володимира Великого — Виговського — Любінська — Аеропорт |
| 38  | маршрутне таксі | пл. Соборна — вул. Кн. Романа — вул. Франка — вул. Зелена — вул. Дністерська — поліклініка |
| 39  | маршрутне таксі | пл. Соборна — вул. Кн. Романа — вул. Франка — вул. Шота Руставелі — вул. Волоська — вул. Снопківська — вул. Стуса — вул. Литвиненка — вул. Угорська — Хімічний завод |
| 40  | звичайний       | вул. Винниченка (Порохова вежа) — вул. Підвальна — пл. Соборна — вул. Кн. Романа — вул. Франка — вул. Шота Руставелі — вул. Стрийська — вул. Гашека (онколікарня) |
| 43  | звичайний       | вул. Лемківська — вул. Замарстинівська — смт. Брюховичі |
| 44  | звичайний       | площа 700-річчя Львова — вул. Куліша — вул. Данилишина — вул. Городоцька — вул. Шевченка — вул. Брюховицька — смт. Брюховичі |
| 46  | звичайний       | вул. Личаківська [Круп'ярська] (розворот через Мечнікова — Некрасова — Котика) — вул. Личаківська — м. Винники |
| 60  | звичайний       | вул. Театральна — вул. Б. Хмельницького — вул. Замарстинівська — вул. Долинського — вул. Б. Хмельницького — м. Дубляни |
| 72  | звичайний       | Автостанція № 6 (вул. Личаківська) — вул. Глинянський Тракт — с. Лисиничі |
| 79  | звичайний       | с. Березівка |
| 81  | звичайний       | площа 700-річчя Львова — пр. Чорновола — вул. Липинського — вул. Замарстинівська — с. Збиранка |
| 84  | звичайний       | пл. Липнева — вул. Федьковича — вул. Сар'яна — вул. Героїв УПА — вул. Копистинського — вул. Окружна (назад Кондукторська — Любінська — Окружна — Антоновича — Опільського) — вул. Городоцька — смт. Рудне |
| 88  | звичайний       | пл. Св. Теодора — с. Сороки-Львівські |
| 89  | звичайний       | c. Скнилів — Автостанція № 3 (вул. Петлюри) |
| 112 | звичайний       | вул. Шпитальна (ЦУМ) — с. Рясне-Руське |
| 118 | звичайний       | вул. Зарицьких — вул. Стрийська — Автовокзал — с. Сокільники |
| 127 | звичайний       | Станція «Підзамче» — вул. Б. Хмельницького — АС-2 — м. Дубляни |

Примітка: в таблиці подано лише маршрути, які зупинялись на міських автобусних зупинках.

### Маршрути у 1990-х роках
В середині 1990-х років всі три найбільших АТП Львова (які до цього були державними) — № 14606, № 14630 і № 14631 — приватизували і влада міста Львова вже не мала впливу на цих перевізників.
У листопаді 1995 року створено Львівське комунальне АТП № 1, для якого місто придбало 26 нових автобусів моделі ЛАЗ-42021. Ці автобуси почали обслуговувати найбільш навантажений сихівський напрямок і працювали на маршрутах № 2 «вул. Сихівська — Головний вокзал» та № 9 «Вул. Сихівська — площа Липнева». Трохи згодом ЛК АТП № 1 також почало обслуговувати автобусами ЛАЗ-42021 маршрут № 55 "Автостанція № 6 (вул. Личаківська) — завод «ЛОРТА»).
В 90-их роках в місті одночасно курсували маршрути в режимі «звичайний», «експрес» та «маршрутне таксі».
Станом на 1998 рік маршрутна мережа міста виглядала так:
| №   | Режим           | Маршрут | Автобуси                         |
| --- | --------------- | --- | -------------------------------- |
| 1   | експрес         | пл. Св. Юра — Митрополита Андрея — Героїв УПА (назад по Антоновича) — Кульпарківська — Наукова — Хуторівка — пр. Червоної Калини (Санта-Барбара) | Ikarus                           |
| 2   | звичайний       | Залізничний вокзал — Городоцька — Любінська — Виговського — Володимира Великого — Стрийська — Хуторівка — Сихівська — Зелена — Вашингтона — Пасічна — Личаківська (АС-6) | ЛАЗ                              |
| 3   | експрес         | Площа 700-річчя Львова — вул. Куліша — вул. Городоцька — вул. Шевченка — Рясне-2 | ЛАЗ                              |
| 4   | звичайний       | вул. Щурата — Гетьмана Мазепи — пр. Чорновола — вул. Куліша — вул. Данилишина — вул. Городоцька — вул. Шевченка — вул. Леванідвська — вул. Широка — вул. Низинна — вул. Гніздовського — вул. Рудненська — вул. Курмановича — вул. Конюшинна | ПАЗ                              |
| 5   | звичайний       | вул. Хмельницького (р-к «Галицьке перехрестя») — вул. Грінченка — вул. Гетьмана Мазепи — пр. Чорновола — вул. Куліша — вул. Данилишина — вул. Городоцька — вул. Кондукторська (назад по Окружній) — вул. Любінська — вул. Виговського — вул. Патона — вул. Городоцька (маг. «Мотор») | ЛАЗ                              |
| 6   | маршрутне таксі | пр. Червоної Калини — Трильовського — Коломийська — Кавалерідзе — Сихівська — Зелена — Луганська — Стуса — Руставелі — Франка — кн. Романа — пр. Свободи — пр. Чорновола — Мазепи — Миколайчука — Щурата | Peugeot Karsan                   |
| 7   | експрес         | вул. Медової Печери — вул. Пасічна — вул. Личаківська — вул. Мечникова — вул. Левицького — вул. кн. Романа — пл. Галицька — пл. Соборна — вул. Личаківська — вул. Пасічна — вул. Медової Печери | ЛіАЗ                             |
| 8   | маршрутне таксі | АС-5 — Пасічна — Вашингтона — Зелена — Франка — кн. Романа — пр. Свободи — пр. Чорновола — Мазепи — Грінченка | Peugeot Karsan, Iveco TurboDaily |
| 8а  | маршрутне таксі | вул. Медової Печери — Пасічна — Личаківська — Винниченка — пл. Соборна — пл. Галицька — пр. Свободи — пр. Чорновола — Мазепи – Грінченка — Хмельницького — с. Малехів | Peugeot Karsan                   |
| 9   | експрес         | вул. Сихівська — просп. Червоної Калини — вул. Хуторівка — вул. Стрийська — вул. Рубчака — вул. Тролейбусна — вул. Володимира Великого — вул. Кульпарківська — вул. Антоновича — вул. Опільського — пл. Липнева (розворот через вул. Федьковича — вул. Сар'яна — вул. Героїв УПА) | ЛАЗ                              |
| 10  | звичайний       | пл. Св. Юра — вул. Митрополита Андрея — вул. Героїв УПА (назад по Антоновича) — вул. Кульпарківська — вул. Наукова — вул. Хуторівка — пр. Червоної Калини (Санта-Барбара) | ЛАЗ                              |
| 14  | експрес         | пл. Петрушевича — вул. Шота Руставелі — вул. Стрийська — вул. Хуторівка — пр. Червоної Калини (Санта-Барбара) | ЛАЗ                              |
| 15  | експрес         | вул. Хвильового — вул. Лінкольна — вул. Липинського — пр. Чорновола — Куліша — Данилишина — Городоцька — Шевченка — Левандівська — Широка — вул. Суботівська | ЛіАЗ                             |
| 17  | звичайний       | вул. Винниченка (Порохова вежа) — вул. Підвальна — вул. Личаківська — вул. Глинянський Тракт — с. Лисиничі | ПАЗ, ЛАЗ                         |
| 17а | звичайний       | Приміський вокзал — вул. Городоцька — вул. Торгова — вул. Гонти — вул. Підвальна — вул. Личаківська — вул. Глинянський Тракт — с. Лисиничі | ПАЗ                              |
| 18  | звичайний       | пл. Двірцева (Залізничний вокзал) — Городоцька — Кульпарківська — Любінська — АС-3 — Петлюри (?) — вул. Стрийська — Автовокзал | ЛАЗ                              |
| 19  | експрес         | Автостанція № 6 (вул. Личаківська) — вул. Пасічна — вул. Медової Печери — вул. Ярошинської — вул. Пасічна — вул. Вашингтона (Шафарика?) — вул. Зелена — АС-5/ДБК — вул. Луганська — вул. Угорська — вул. Тернопільська — вул. Панаса Мирного — вул. Чмоли — вул. Стрийська — вул. Тролейбусна (?) — вул. Наукова — вул. Пулюя | Ikarus                           |
| 19а | звичайний       | Автостанція № 6 (вул. Личаківська) — вул. Пасічна — вул. Медової Печери — вул. Ярошинської — вул. Пасічна — вул. Вашингтона (Шафарика?) — вул. Зелена — АС-5/ДБК — вул. Луганська — вул. Угорська — вул. Тернопільська — вул. Панаса Мирного — вул. Чмоли — вул. Стрийська — вул. Тролейбусна (?) — вул. Наукова — вул. Пулюя | Ikarus                           |
| 21  | звичайний       | Рясне-1 — вул. Шевченка — вул. Левандівська — вул. Сяйво — вул. Городоцька — вул. Бандери — вул. Героїв УПА (назад по вул. Антоновича) — вул. Кульпарківська — вул. Володимира Великого — вул. Стрийська — вул. Хуторівка — вул. Сихівська — просп. Червоної Калини (Санта-Барбара) | ЛАЗ                              |
| 22  | звичайний       | пр. Червоної Калини (Санта-Барбара) — вул. Коломийська — вул. Кавалерідзе — вул. Сихівська — Червоної Калини — вул. Хуторівка — вул. Наукова — вул. Кульпарківська — вул. Антоновича (назад по вул. Героїв УПА) — вул. Бандери — вул. Митрополита Андрея — вул. Озаркевича (назад по вул. Гоголя і Листопадового Чину) — вул. Городоцька — пр. Чорновола — вул. Мазепи — вул. Грінченка — вул. Хмельницького (р-к «Галицьке перехрестя»)                                                                       | ЛАЗ                              |
| 23  | звичайний       | Станція «Скнилів» — вул. Городоцька — вул. Ряшівська — вул. Патона — вул. Виговського — вул. Володимира Великого — вул. Стрийська — вул. Чмоли — вул. Панаса Мирного — вул. Угорська — вул. Луганська — вул. Зелена — вул. Сихівська — просп. Червоної Калини — Дитяча поліклініка (Сихів) | ЛАЗ                              |
| 24  | звичайний       | вул. Грінченка (кінцева тролейбуса № 13) — вул. Б.Хмельницького — вул. Липинського — пр. Чорновола — пр. Свободи — вул.кн. Романа — вул. Зелена — вул. Сихівська — кін. Довженка — пр. Червоної Калини (Санта-Барбара) | ЛАЗ                              |
| 26  | звичайний       | Залізничний вокзал — вул. Городоцька — кільцева дорога — Рясне-2 | ЛАЗ                              |
| 28  | звичайний       | Рясне-2 — вул. Шевченка — вул. Винниця — вул. Тунельна — вул. Варшавська — вул. Панча — пр. Чорновола — пр. Свободи — пл. Галицька — вул. Личаківська — вул. Мечнікова — вул. Левицького — вул. Руставелі — вул. Снопківська — вул. Стуса — вул. Литвиненка — вул. Угорська — вул. Луганська — вул. Зелена — вул. Сихівська — пр. Червоної Калини — вул. Хоткевича — вул. Чукаріна | ЛАЗ                              |
| 29  | маршрутне таксі | Приміський вокзал — Городоцька — пл. Кропивницького — Бандери — Коперника — кн. Романа — Франка — Зелена — Вашингтона — Пасічна – Медової Печери (кінцева) — Пасічна — Личаківська — Винниченка — пл. Соборна — пл. Галицька — пр. Свободи — Дорошенка — Бандери — пл. Кропивницького — Городоцька — Приміський вокзал | Peugeot Karsan                   |
| 29а | маршрутне таксі | Приміський вокзал — Городоцька — пл. Кропивницького — Бандери — Коперника — пл. Галицька — пл. Соборна — Винниченка — Личаківська — Пасічна — Медової Печери (кінцева) — Пасічна — Вашингтона — Зелена — Франка — кн. Романа — пр. Свободи — Дорошенка — Бандери — пл. Кропивницького — Городоцька — Приміський вокзал | Peugeot Karsan                   |
| 30  | звичайний       | пр. Червоної Калини (Дитяча поліклініка) — вул. Сихівська — вул. Зелена — вул. Вашингтона — вул. Пасічна — вул. Личаківська — вул. Франка — вул. Шухевича — вул. Кн. Романа — пл. Галицька | ЛАЗ                              |
| 31  | маршрутне таксі | Університет ім. І. Франка — Листопадового Чину — пл. Св. Юра — Митрополита Андрея — Героїв УПА (назад по Антоновича) — Копистинського (назад по Окружній) — Любінська — Виговського — Патона — вул. Ряшівська | Peugeot Karsan, Iveco TurboDaily |
| 31т | маршрутне таксі | вул. Суботівська — Широка — Сяйво — Городоцька — Виговського — Володимира Великого — Стрийська — Хуторівка — пр. Червоної Калини | Iveco TurboDaily                 |
| 32  | маршрутне таксі | пл. Кропивницького — ??? — Крушельницької (назад по Листопадового Чину) — Січових Стрільців — пр. Свободи — пл. Галицька — пл. Соборна — Винниченка — Личаківська — Долішня — Ніщинського — Дорога Кривчицька | РАФ                              |
| 34  | звичайний       | вул. Хмельницького (Автостанція № 2) — вул. Липинського — пр. Чорновола — вул. Куліша — вул. Данилишина — вул. Городоцька — вул. Гоголя — вул. Листопадового Чину — вул. Митрополита Андрея — вул. Героїв УПА (назад по вул. Антоновича) — вул. Копистинського — вул. Любінська — вул. Петлюри — вул. Садова(?) — вул. Кульпарківська — вул. Володимира Великого — вул. Княгині Ольги (Аквапарк) | ЛАЗ                              |
| 34  | маршрутне таксі | пл. Кропивницького — вул. Городоцька — пр. Чорновола — Варшавська — Тунельна — Винниця — Шевченка — Рясне-2 | Peugeot Karsan                   |
| 34  | маршрутне таксі | вул. Кн. Ольги — вул. Володимира Великого — вул. Виговського — вул. Кульчицької — вул. Петлюри — вул. Любінська — вул. Окружна — вул. Антоновича (назад по Героїв УПА) — вул. Митрополита Андрея — вул. С.Крушельницької — вул. Листопадового Чину — пр. Шевченка — пр. Свободи — пр. Чорновола — вул. Липинського — АС-2 | Iveco TurboDaily                 |
| 35  | маршрутне таксі | пл. Липнева — вул. Героїв УПА (назад по Антоновича) — Копистинського (назад по Окружній) — Любінська — Виговського — Патона — Ряшівська — Городоцька — с. Холодновідка — с. Зимна Вода | РАФ                              |
| 36  | маршрутне таксі | пл. Кропивницького — Бандери — Вербицького — Коперника — Вітовського — Франка — Зелена — Вашингтона — Пасічна — Пагорб Слави | РАФ                              |
| 37  | звичайний       | вул. Хмельницького (р-к «Галицьке перехрестя») — вул. Б.Хмельницького — вул. Грінченка — вул. Мазепи — пр. Чорновола — вул. Куліша — вул. Городоцька — вул. Кульпарківська — вул. Садова — вул. Петлюри — вул. Любінська — вул. Виговського — вул. Володимира Великого — вул. Рубчака — вул. Стрийська — Автовокзал | ЛАЗ                              |
| 38  | звичайний       | пр. Червоної Калини (Санта-Барбара) — вул. Коломийська — вул. Кавалерідзе — вул. Сихівська — вул. Зелена — вул. Вашингтона — вул. Пасічна — вул. Личаківська — пл. Соборна — пл. Галицька — пр. Свободи — вул. Гнатюка — Листопадового Чину (назад по вул. Устияновича — вул. Крушельницької — вул. Дорошенка) — вул. Митрополита Андрея — вул. Героїв УПА (назад по вул. Антоновича) — вул. Копистинського — вул. Любінська — вул. Виговського — вул. Патона — вул. Ряшівська — вул. Городоцька — с. Лапаївка | ЛАЗ                              |
| 39  | маршрутне таксі | вул. Сихівська (ТЦ Іскра) — пр. Червоної Калини — Хуторівка — Стрийська — Руставелі — Франка — Винниченка — Підвальна — пр. Чорновола — Липинського — Галицьке перехрестя | Iveco TurboDaily                 |
| 39а | маршрутне таксі | вул. Валова — Підвальна — Личаківська — через Винниківський ліс — Тютюнова фабрика — вул. Забава | Iveco TurboDaily                 |
| 40  | звичайний       | вул. Щурата — вул. Миколайчука — вул. Грінченка — вул. Хмельницького — АС-2 — вул. Липинського — пр. Чорновола (або по вул. Замарстинівській та Під Дубом) — вул. Куліша — вул. Данилишина — вул. Городоцька — вул. Сяйво — вул. Широка — вул. Суботівська | ЛАЗ                              |
| 40а | маршрутне таксі | Тракт Глинянський (де саме?) — Богданівська — Старознесенська — Польова — Новознесенська — Хмельницького — Гайдамацька — Замарстинівська — Мулярська — пл. Св. Теодора | РАФ                              |
| 45  | маршрутне таксі | пр. Червоної Калини — Угорська — Віденська (назад по Литвиненка) — Стуса — Руставелі — Франка — кн. Романа — пр. Свободи — пр. Чорновола — Липинського — Галицьке перехрестя | Iveco TurboDaily                 |
| 47  | маршрутне таксі | с. Сокільники — вул. Стрийська — Сахарова — ??? — Університет ім. І. Франка | Газель                           |
| 50  | маршрутне таксі | пл. Галицька — Франка — Вітовського — Сахарова — кн. Ольги — вул. Наукова | Peugeot Karsan                   |
| 51  | маршрутне таксі | вул. Сихівська — пр. Червоної Калини — Хімзавод (переїзд) — Стуса — Снопківська — Руставелі — Франка — кн. Романа — пр. Свободи — Городоцька — Шпитальна — Краківський ринок | Газель                           |
| 55  | звичайний       | вул. Личаківська (АС-6) — вул. Пасічна — вул. Дж. Вашингтона — вул. Зелена — вул. Сихівська — пр. Червоної Калини — вул. Хуторівка — вул. Наукова — вул. Виговського — вул. Патона — вул. Ряшівська — вул. Городоцька (маг. «Мотор») | ЛАЗ, ПАЗ                         |
| 55а | звичайний       | АФ «Провесінь» — вул. Тракт Глинянський — АС-6 — вул. Пасічна — вул. Дж. Вашингтона — вул. Зелена — вул. Сихівська — вул. Хуторівка — вул. Виговського — вул. Патона — вул. Ряшівська — вул. Городоцька (маг. «Мотор») | ЛАЗ, ПАЗ                         |
| 56  | маршрутне таксі | с. Холодновідка — вул. Городоцька — Сяйво — Левандівська — Шевченка — Городоцька — пр. Чорновола — Мазепи — Грінченка — Галицьке перехрестя | Peugeot Karsan                   |
| 59  | маршрутне таксі | Рясне-2 — вул. Шевченка — Левандівська — Сяйво — Городоцька — Виговського — Володимира Великого — Стрийська — Чмоли — Козельницька (Театр ПрикВО) | РАФ                              |
| 60  | маршрутне таксі | вул. Дністерська — вул. Зелена — Франка — кн. Романа — пр. Свободи — пр. Чорновола — Липинського — Замарстинівська — Лінкольна — вул. Миколайчука/Промислова | Peugeot Karsan                   |
| 61  | маршрутне таксі | пл. Галицька — пр. Свободи — Дорошенка — Словацького (двостороння) — Коперника (двостороння) — Бандери — Чупринки — Рудницького — Житомирська — Кульпарківська — ??? — Кульчицької — Виговського — Патона — маг. Мотор | Peugeot Karsan                   |
| 62  | маршрутне таксі | пр. Червоної Калини — вул. Сихівська — Зелена — Франка — кн. Романа — пр. Свободи — пр. Чорновола — вул. Під Дубом | Peugeot Karsan                   |
| 63  | маршрутне таксі | вул. Скрипника — пр. Червоної Калини — Сихівська — Зубрівська — Зелена — Вашингтона — Пасічна — Личаківська — Винниченка — пл. Соборна — пл. Галицька — пр. Свободи — Городоцька — Куліша — Під Дубом — Єрошенка — Варшавська (в один бік; виїзд через вул. Петра Панча на пр. Чорновола до Куліша) | Peugeot Karsan                   |
| 64  | маршрутне таксі | вул. Тракт Глинянський (Провесінь) — Личаківська — Підвальна — Гонти — Торгова — пр. Чорновола — Мазепи — Миколайчука — Щурата | Peugeot Karsan                   |
| 65  | маршрутне таксі | Рясне-1 — вул. Шевченка — Винниця — Тунельна — пр. Чорновола — пр. Свободи — пл. Галицька | Peugeot Karsan                   |
| 65а | маршрутне таксі | Рясне-2 — вул. Шевченка — Винниця — Тунельна — пр. Чорновола — пр. Свободи — пл. Галицька | Peugeot Karsan                   |
| 66  | маршрутне таксі | Галицьке перехрестя — вул. Грінченка — вул. Мазепи — пр. Чорновола — вул. Куліша — вул. Городоцька — Залізничний вокзал | Peugeot Karsan                   |
| 67  | маршрутне таксі | Залізничний вокзал — вул. Городоцька — вул. Виговського — вул. Кульпарківська — вул. Наукова — вул. Хуторівка — пр. Червоної Калини — вул. Коломийська | Peugeot Karsan                   |
| 68  | маршрутне таксі | Залізничний вокзал — вул. Городоцька — вул. Любінська — вул. Виговського — вул. Володимира Великого — вул. Стрийська — вул. Хуторівка — пр. Червоної Калини — вул. Сихівська — вул. Зелена — вул. Дж. Вашингтона — вул. Пасічна — вул. Личаківська (через Винниківський ліс) — Винники | Peugeot Karsan                   |
| 70  | маршрутне таксі | пл. Галицька — пр. Свободи — вул. Гнатюка — Листопадового Чину — пл. св. Юра — Митрополита Андрея — Героїв УПА (назад по Антоновича, Бандери і Коперника) — Копистинського (назад по Окружній) — Любінська — Петлюри — Кульчицької — вул. Виговського (Південний) | Peugeot Karsan                   |
| 71  | маршрутне таксі | Автовокзал (вул. Стрийська) — Стрийська — Руставелі — Франка — кн. Романа — пл. Галицька | Peugeot Karsan                   |
| 73  | маршрутне таксі | вул. Симоненка — Володимира Великого — Стрийська — Чмоли — Панаса Мирного — Угорська — Віденська (назад по Литвиненка) — Стуса — Снопківська — Руставелі — кн. Романа — пр. Свободи — пр. Чорновола — вул. Зернова | Peugeot Karsan                   |
| 74  | маршрутне таксі | пр. Червоної Калини — вул. Сихівська — Зелена — Луганська — Стуса — Снопківська — Руставелі — Франка — кн. Романа — пр. Свободи — пр. Чорновола — вул. Куліша (Цехова) | Peugeot Karsan                   |
| 75  | маршрутне таксі | вул. Роксоляни (Левандівка) — Широка — Сяйво — Городоцька — пл. Кропивницького — Бандери — Митрополита Андрея — пл. Св. Юра — Крушельницької (назад по Листопадового Чину) — Дорошенка — пр. Свободи — пл. Галицька — пл. Соборна — Винниченка — Личаківська — АС-6 (вул. Ялівець) | Peugeot Karsan                   |
| 77  | маршрутне таксі | Тублікарня — вул. Зелена — Сихівська — пр. Червоної Калини — Стрийська — Руставелі — ??? — вул. Словацького | Iveco TurboDaily                 |
| 80  | маршрутне таксі | пл. Галицька — пр. Свободи — пр. Чорновола — Мазепи — Грінченка — Галицьке перехрестя — с. Грибовичі | Peugeot Karsan                   |
| 81  | маршрутне таксі | пр. Червоної Калини — вул. Хуторівка — Стрийська — Руставелі — Франка — кн. Романа — пр. Свободи — пр. Чорновола — Мазепи — Пилипа Орлика — вул. Миколайчука | Peugeot Karsan                   |
| 81  | звичайний       | вул. Куліша (Цехова) — Під Дубом — Єрошенка — Варшавська — Замарстинівська — кладовище Збиранка | ЛАЗ                              |
| 84  | звичайний       | пл. св. Юра — вул. Митрополита Андрея — Героїв УПА — вул. Копистинського — вул. Окружна (назад Кондукторська — Любінська — Окружна — Антоновича) — вул. Городоцька — смт. Рудне | ЛІАЗ                             |
| 85  | маршрутне таксі | пл. Кропивницького — вул. С.Бандери — Вербицького — Коперника — Ак. Сахарова — Стрийська — Хуторівка — пр. Червоної Калини | Iveco TurboDaily                 |
| 86  | маршрутне таксі | Завод Полярон (вул. Угорська) — Віденська — Стуса — Снопківська — Руставелі — Франка — кн. Романа — пр. Свободи — пр. Чорновола — Замарстинівська — Брюховичі (вокзал) | Iveco TurboDaily                 |
| 88  | маршрутне таксі | АФ «Провесінь» — вул. Тракт Глинянський — Личаківська — Винниченка — пл. Соборна — пл. Галицька — пр. Свободи — вул. Городоцька — маг. Мотор | Iveco TurboDaily                 |
| 90  | маршрутне таксі | с. Муроване — Галицьке перехрестя — Хмельницького — Підзамче — Гайдамацька — Замарстинівська — Під Дубом — пр. Чорновола — пр. Свободи — кн. Романа — Франка — Руставелі — Снопківська — Стуса — Литвиненка — Панаса Мирного (назад по Угорській, Віденській) — Франка — музей І. Франка | Peugeot Karsan                   |
| 91  | маршрутне таксі | вул. Суботівська — Широка — Сяйво — Городоцька — Кропивницького — Шептицьких — пл. св. Юра — Крушельницької — Коперника (назад по Гнатюка і Листопадового Чину) — кн. Романа — Франка — Зелена — Руставелі — Стрийська — Рубчака(?) — вул. Тролейбусна (виїзд через Володимира Великого на Стрийську) | Peugeot Karsan                   |
| 94  | маршрутне таксі | вул. Хоткевича — пр. Червоної Калини — Сихівська — Зелена — Студентська (назад куди?) — Мечникова — Личаківська (назад по Пекарській) — Підвальна — Гонти — Торгова — пр. Чорновола — вул. Під Голоском | Peugeot Karsan                   |
| 95  | маршрутне таксі | Аеропорт — вул. Любінська — Виговського — Володимира Великого — кн. Ольги — Сахарова — Коперника (назад по Дорошенка, Словацького, Коперника, Вербицького) — пр. Свободи — пр. Чорновола — Мазепи – вул. Миколайчука | Peugeot Karsan                   |
| 96  | маршрутне таксі | вул. Грінченка — Мазепи — Тичини — Лінкольна — Замарстинівська — Під Дубом — пр. Чорновола — пр. Свободи — пл. Галицька — пл. Соборна — Винниченка — Личаківська — Пасічна — Вашингтона — Зелена — Сихівська — Червоної Калини — вул. Коломийська | Peugeot Karsan                   |
| 97  | маршрутне таксі | вул. Виговського (Поліклініка) — вул. Любінська — Петлюри — Кульпарківська — Житомирська — Рудницького — Чупринки — Горбачевського — Сахарова — Коперника — пл. Галицька — Пекарська — Мечникова — Зелена — вул. Сихівська | Iveco TurboDaily                 |
| 101 | маршрутне таксі | вул. Винниченка — Лисенка — Піскова — Сагайдачного — Крупярська — Личаківська — Долішня — Ніщинського — Кривчицька Дорога — Богданівська — Тракт Глинянський (де саме?) | Iveco TurboDaily                 |
| 111 | звичайний       | пр. Червоної Калини — вул. Сихівська — Зелена — Франка — Винниченка – Підвальна — Гонти — Торгова — пр. Чорновола — ??? — с. Малехів — м. Дубляни | ЛАЗ                              |
| 119 | звичайний       | вул. Куліша (Цехова) — Під Дубом — Долинського (назад по Гайдамацькій, Замарстинівській) — Підзамче — Хмельницького — Новознесенська — Ковельська — Пластова — Богданівська — Тракт Глинянський — Винники (госпіталь) | ЛАЗ                              |
| 127 | звичайний       | Станція Підзамче — Хмельницького — с. Малехів — м. Дубляни | ЛАЗ                              |
| 139 | маршрутне таксі | вул. Валова — Личаківська (через Винниківський ліс) — Винники | Iveco TurboDaily                 |
| 179 | звичайний       | Порохова вежа — вул. Підвальна — Личаківська — через Винниківський ліс — Винники, вул. Забава | ЛАЗ                              |

### Маршрути з 2008 до 2012 року
До 2012 року автобусна маршрутна мережа загального користування складалася з 86 маршрутів де-юре і 70-74 маршрутів де-факто, оскільки частина маршрутів не обслуговувалась впродовж кількох років, а кілька маршрутів то зникали, то відновлювалися (наприклад, № 26, 51, 78 тощо). На цих маршрутах в будні курсувало близько 700 автобусів різної місткості, більшість з яких складали Богдани, Еталони або аналоги (приблизно 470 автобусів). До 30 % маршрутів обслуговувалися автобусами малого класу — Дельфін, Рута, перероблені з вантажних Мерседеси тощо (приблизно 200 автобусів).
Дві третини цих автобусів були закуплені у період 2004—2010 років, і це було найбільше до цього моменту оновлення автопарку приватних перевізників. Цьому сприяла велика кількість легкодоступних кредитів у 2005—2008 роках, і відносно висока вартість проїзду порівняно до рівня мінімальної заробітної плати та вартості пального.
В цей час працювало 24 приватних перевізники та комунальне АТП-1, яке володіло ~10 % ринку перевезень, і виконувало, так звані «соціальні перевезення».
Мережа характеризувалася хаотичністю, повним дублювання маршрутів електричного транспорту (трамваїв та тролейбусів), і значним дублюванням маршрутів між собою. Основний принцип роботи — конкуренція за платних пасажирів на вулицях міста. Маршрути мали бути довгими і пролягати біля більшості основних точок притягання. Це не завжди відповідало потребам пасажирів, але головним фактором була рентабельність маршруту, тобто дохідність, а це можна було забезпечити лише частою зміною пасажирів кожні 4-5 зупинок. При цьому транспортні засоби мали б бути якомога економніші (витрати пального), і відповідно, малої місткості. На частині маршрутів до 2012 року все ще їздили перероблені з вантажних мікроавтобуси і автобуси без автоматичних дверей (№ 4, 15, 23, 77, 78, 81, 83 тощо).
Найбільша кількість маршрутів проходила з Півдня на Північ міста, та із Заходу на Південь і Північ. Зокрема, з Сихова (Південь) через центральну частину міста на Північ проходило аж 12 маршрутів. У райони з малоповерховою забудовою, малою кількістю об'єктів притягання проблема добирання існувала гостро вже тоді, особливо у вихідні та у пізні вечірні години будніх днів. В той же час через центральний пр. Свободи проходило 30 міських автобусних маршрутів (у 2019 від 10 до 13 на різних частинах), які створювали значне навантаження на історичну частину міста, негативно впливали на дорожній рух та якість повітря.
У 2006 році з міських маршрутів остаточно зникли автобуси ЛАЗ-695 (ПАТ АТП-14630), і до 2009 року не було жодного маршруту з автобусами великого класу (понад 10м).
У 2010—2011 роках кількість автобусів великого класу (12 м) становила лише 25 одиниць, з яких 10 приватних (на маршруті № 24 — ПАТ АТП-14630). До кінця 2011 року кількість зросла до приблизно 50-ти, з яких 35 автобусів були комунальними (№ 1, № 3, № 5, № 11 — АТП-1).
З травня 2008 до 31 грудня 2011 року в місті затверджено маршрутну мережу з 86 автобусних маршрутів. Частину маршрутів скасовано ще в ті роки, а частина маршрутів не обслуговувалася впродовж кількох років до грудня 2011 включно.
Автобусна мережа до 2012 року виглядала так:
| №    | Маршрут | Перевізник            |
| ---- | --- | --------------------- |
| 1    | Університет — пл. Св. Юра — вул. Невського — вул. Тургенєва — (назад по вул. Антоновича) — вул. Кульпарківська — вул. Наукова — вул. Хуторівка — вул. Сихівська — пр. Червоної Калини — ТЦ «Зубра» | ЛК АТП № 1            |
| 2    | вул. Сихівська — пр. Червоної Калини — вул. Угорська — вул. П.Мирного — вул. Чмоли — вул. Стрийська — вул. Володимира Великого — вул. Виговського — вул. Любінська — вул. Городоцька — Гол. зал. вокзал | ЛК АТП № 1            |
| 3    | Рясне-2 — вул. Шевченка — вул. Городоцька — пр. Чорновола — БТІ — вул. Липинського (АС-2) | ЛК АТП № 1            |
| 4    | вул. Щурата — вул. Миколайчука — вул. Мазепи — вул. Замарстинівська — вул. Варшавська — проспект В. Чорновола — вул. Куліша — вул. Городоцька — вул. Шевченка — вул. Левандівська — вул. Широка — вул. Курмановича |                       |
| 5    | ТЦ «Зубра» — пр. Червоної Калини — вул. Угорська — вул. Стуса — вул. І. Франка — пл. Петрушевича — вул. Кн. Романа — пл. Галицька — пр. Свободи — пр. Чорновола («Бомба») | ЛК АТП № 1            |
| 6    | вул. Щурата — вул. Мазепи — пр. Чорновола — пр. Свободи — вул. Ш.Руставелі — вул. Стуса — вул. Луганська — вул. Зелена — вул. Сихівська — вул. Кавалерідзе — вул. Коломийська — вул. Трильовського — вул. Вернадського — т.ц."Зубра" | ВАТ «ЛАТП-14630»      |
| 7    | Автовокзал — вул. Стрийська — вул. Хуторівка — вул. Сихівська — вул. Зелена — вул. Дж. Вашингтона — вул. Пасічна — вул. Личаківська — пл. Митна — вул. Франка — вул. Шухевича — вул. Кн. Романа — пл. Галицька | не курсував           |
| 7-А  | Автовокзал — вул. Стрийська — вул. Хуторівка — вул. Сихівська — вул. Зелена — вул. Дж. Вашингтона — вул. Пасічна — вул. Личаківська — Винники | ТзОВ «Успіх БМ»       |
| 8-А  | Галицьке перехрестя — вул. Б.Хмельницького — вул. Грінченка — вул. Мазепи — вул. Варшавська — пр. Чорновола — вул. Гавришкевича — вул. Гонти — вул. Підвальна — вул. Личаківська — вул. Пасічна — вул. Медової Печери | не курсував           |
| 9    | Лікарня «Охматдит» — вул. Барвінських — вул. Кривоноса — вул. Гуцульська — вул. Винниченка — вул. Підвальна — пл. Митна — пл. Галицька — пр. Свободи — пл. Торгова — вул. Гавришкевича — вул. Кривоноса — Лікарня «Охматдит» | ТзОВ «Міра і К»       |
| 10   | Університет — вул. Невського — вул. Тургенєва — (назад по вул. Антоновича) — вул. Кульпарківська — вул. Наукова — вул. Хуторівка — пр. Червоної Калини — т.ц. «Зубра» | ВАТ «ЛАТП-14630»      |
| 11   | пл. Різні — пр. Чорновола — пр. Свободи — вул. Князя Романа — вул. Івана Франка — вул. Шота Руставелі — вул. Стрийська — ТРЦ «Кінг Кросс Леополіс». | ЛК АТП № 1            |
| 12   | вул. Скрипника — пр. Червоної Калини — вул. Хуторівка — вул. Наукова — вул. Кульпарківська — вул. Виговського — вул. Любінська — вул. Окружна — вул. Городоцька — вул. Клепарівська (назад по Куліша) — ст."СКА" — вул. Варшавська — вул. Під Голоском | ВАТ «Західенерго»     |
| 13   | смт. Брюховичі (вул. Івасюка) — вул. Брюховицька — вул. Замарстинівська — пр. Чорновола — вул. Торгова | ВАТ «ЛАТП-14630»      |
| 13-А | вул. Куліша (Цехова) — пр. Чорновола — вул. Брюховицька — цвинтар — с. Збиранка | не курсував           |
| 13-Б | смт. Брюховичі (Академія) — вул. Брюховицька — вул. Замарстинівська — пр. Чорновола | не курсував           |
| 14   | р-к «Галицьке перехрестя» — вул. Б.Хмельницького — вул. Липинського — пр. Чорновола — пр. Свободи — вул. Дорошенка — вул. Коперника — вул. Сахарова — вул. Кн. Ольги — вул. Володимира Великого — вул. Виговського — вул. Кульпарківська — р-к «Південний» | ПП «Транс-Спорт»      |
| 15   | вул. Суботівська — вул. Повітряна — вул. Левандівська — вул. Шевченка — вул. Куліша — пр. Чорновола — вул. Липинського — вул. Б.Хмельницького — вул. Мазепи — вул. Хвильового — ??? — р-к «Галицьке перехрестя» | ВАТ «ЛАТП-14630»      |
| 16   | вул. Гашека — вул. Стрийська — вул. Володимира Великого — вул. Рубачака — вул. Кн. Ольги — вул. Сахарова — вул. Коперніка (назад по Дорошенка) — пр. Свободи — пр. Чорновола — вул. Під Дубом — вул. Долинського — вул. Замарстинівська — вул. Б.Хмельницького — вул. Грінченка — вул. Миколайчука — вул. Щурата | ВАТ «Західенерго»     |
| 17   | Рясне-2 — вул. Шевченка — Левандівська — Сяйво — Городоцька — Кропивницького — Шептицьких — Крушельницької — Стефаника — пр. Шевченка — ??? — Личаківська — Глинянський Тракт — Провесінь | не курсував           |
| 18   | Головний залізничний вокзал — вул. Чернівецька — вул Городоцька — вул. Любінська — вул. Виговського — вул. Володимир Великого — вул. Стрийська — ТРЦ «Кінг Кросс Леополіс» (у зворотному напрямку ТРЦ «Кінг Кросс Леополіс» — вул. Стрийська — вул. Рубчака — вул. Тролейбусна — вул. Володимира Великого — вул. Виговського — вул. Любінська — Окружна — вул. Городоцька. — вул. Чернівецька — Головний залізничний вокзал) | ЛК АТП № 1            |
| 20   | вул. Личаківська (АС-6) — вул. Пасічна — Вашингтона — Зелена — Франка — Кн. Романа — пр. Свободи — Чорновола — Варшавська — Тунельна — вул. Винниця — вул. Шевченка — Рясне-2 |                       |
| 21   | вул. Лисинецька — вул. Пасічна — вул. Личаківська — пр. Свободи — пр. Чорновола — вул. Варшавська — вул. Тунельна — вул. Шевченка — Рясне-2 | ПП «Ряснянське АТП»   |
| 22   | вул. Антонича — вул. Кавалерідзе — вул. Сихівська — пр. Червоної Калини — вул. Хуторівка — вул. Наукова — вул. Кульпарківська — вул. Антоновича (назад по вул. Тургенєва) — вул. Бандери — вул. Городоцька — пр. Чорновола — вул. Мазепи — вул. Грінченка — р-к «Галицьке перехрестя» | ВАТ «ЛАТП-14630»      |
| 23   | ТЦ «Зубра» — пр. Червоної Калини — вул. Коломийська — вул. Сихівська — вул. Зелена — вул. Навроцького — вул. Угорська — вул. Карбишева — вул. Литвиненка — вул. Панаса Мирного — вул. Стрийська — вул. Володимира Великого — вул. Виговського — вул. Патона — вул. Ряшівська — вул. Городоцька — гуртівня «Інтермаркет» | ТзОВ «Міра і К»       |
| 24   | вул. Грінченка (кінцева тролейбуса № 13) — вул. Б.Хмельницького — вул. Липинського — пр. Чорновола — пр. Свободи — вул.кн. Романа — вул. Зелена — вул. Сихівська — кін. Довженка — пр. Червоної Калини — ТЦ «Зубра» | ВАТ «ЛАТП-14630»      |
| 25   | ТЦ «Зубра» — вул. Коломийська — вул. Сихівська — пр. Червоної Калини — вул. Хуторівка — вул. Рубчака — вул. Стрийська — вул. Володимира Великого — вул. Виговського — вул. Патона — вул. Городоцька — ст."Скнилів" | ТзОВ «Успіх БМ»       |
| 26   | вул. Трильовського — вул. Кавалерідзе — вул. Сихівська — пр. Червоної Калини — вул. Угорська — вул. П. Мирного — вул. Чмоли — вул. Стрийська — вул. Сахарова — вул. Коперніка — вул. Університетська — вул. Городоцька — вул. Сяйво — вул. Левандівська — вул. Шевченка — Рясне-1 — Рясне-2 | не курсував           |
| 27   | Приміський залізничний вокзал — вул. Городоцька — кільцева дорога — Рясне-1 — вул. Шевченка — вул. Татарбунарська | ТзОВ «Успіх БМ»       |
| 28   | т.ц."Зубра" — пр. Червоної Калини — вул. Коломийська — т.ц. Іскра — вул. Сихівська — кін. Довженка — пр. Червоної Калини — вул. Угорська — вул. Карбишева — вул. Литвиненка — вул. Стуса — вул. Снопківська — вул. Ш.Руставелі — вул.кн. Романа — пр. Свободи — пр. Чорновола — вул. Варшавська — вул. Тунельна — вул. Шевченка — Рясне-2 | ВАТ «ЛАТП-14630»      |
| 29   | Приміський залізничний вокзал — вул. Городоцька — вул. С.Бандери — вул. Коперника — вул. Дорошенка — пр. Свободи — вул. Зелена — вул. Дж. Вашингтона — вул. Пасічна — вул. Медової печери — вул. Личаківська | ВАТ «Фіакр»           |
| 29-А | Приміський залізничний вокзал — вул. Городоцька — вул. С.Бандери — вул. Коперника — вул. Дорошенка — пр. Свободи — вул. Личаківська — вул. Пасічна — вул. Медової печери — вул. Дж. Вашингтона — вул. Зелена | ВАТ «Фіакр»           |
| 30   | пр. Червоної Калини (Дит.поліклініка) — вул. Сихівська — вул. Зелена — вул. Дж. Вашингтона — вул. Пасічна — вул. Личаківська — пр. Свободи — пр. Чорновола — вул. Липинського — вул. Б.Хмельницького — вул. Грінченка — вул. Щурата — вул. Миколайчука | ВАТ «ЛАТП-14630»      |
| 31   | вул. Університетська — вул. Листопадового Чину — (назад по вул. С.Крушельницької) — вул. О.Невського — вул. Тургенєва — (назад по вул. Антоновича) — Копистинського (назад по вул. Окружній) — вул. Любінська — вул. Виговського — вул. Патона — вул. Ряшівська (кінцева тролейбусів) | ВАТ «Фіакр»           |
| 32   | вул. Польова — вул. Богданівська — вул. Кривчицька дорога — вул. Личаківська — вул. І.Франка — вул. Ш.Руставелі — вул. Стрийська — вул. Володимира Великого — вул. Виговського — вул. Городоцька — маг."Мотор" | ТзОВ «Сторгозія»      |
| 34   | вул. Кн. Ольги — вул. Володимира Великого — вул. Виговського — вул. Кульчицької — вул. Петлюри — вул. Любінська — вул. Окружна — вул. Антоновича — вул. Тургенєва — вул. О.Невського — вул. С.Крушельницької — вул. Л.Чину — пр. Шевченка — пр. Свободи — пр. Чорновола — вул. Липинського — АС-2 | ВАТ «ЛАТП-14630»      |
| 35   | вул. Миколайчука — вул. Щурата — вул. Мазепи — вул. Варшавська — проспект В. Чорновола — вул. Куліша — вул. Городоцька — вул. Виговського — вул. Володимира Великого — вул. Тролейбусна |                       |
| 36   | вул. Валова — вул. Личаківська (через Винниківський ліс) — м. Винники (вул. Сахарова) | не курсував           |
| 36-А | р-к «Галицьке перехрестя» — вул. Мазепи — пр. Чорновола — пр. Свободи — вул. Личаківська (через Винниківський ліс)— м. Винники (Забава) | ТзОВ «Лідеравтотранс» |
| 36-Б | вул. Валова — вул. Личаківська (через Винниківський ліс) — м. Винники (Шпиталь ІВВВ) | не курсував           |
| 37   | р-к «Галицьке перехрестя» — вул. Б.Хмельницького — вул. Грінченка — вул. Мазепи — пр. Чорновола — вул. Куліша — вул. Городоцька — вул. Кульпарківська — вул. Окружна — вул. Любінська — вул. Виговського — вул. Володимира Великого — вул. Рубчака — вул. Стрийська — Автовокзал | ВАТ «ЛАТП-14630»      |
| 38   | вул. Джорджа Вашингтона — вул. Пасічна — вул. Личаківська — пл. Митна — вул. Підвальна — вул. Гонти — вул. Городоцька — вул. Менцинського — вул. Листопадового Чину (у зворотному напрямку: вул. Устияновича — вул. Технічна — вул. Крушельницької — вул. Дорошенка — просп. Свободи — пл. Галицька) — вул. Митрополита Андрея — вул. Героїв УПА — вул. Копистинського — вул. Любінська (у зворотному напрямку: вул. Любінська — вул. Окружна — вул. Антоновича) — вул. Виговського — вул. Патона — вул. Ряшівська — вул. Городоцька — с. Холодновідка — с. Лапаївка |                       |
| 39   | р-к «Галицьке перехрестя» — вул. Б.Хмельницького — вул. Грінченка — вул. Мазепи — пр. Чорновола — пр. Свободи — вул.кн. Романа — вул. Ш.Руставелі — вул. Стрийська — вул. Хуторівка — пр. Червоної Калини — вул. Сихівська — вул. Кавалерідзе — вул. Трильовського | ТОВ НВП Веламіда      |
| 40   | вул. Суботівська — вул. Широка — вул. Сяйво — вул. Городоцька — вул. Куліша — вул. Чорновола — вул. Під Дубом — вул. Замарстинівська — вул. Долинського — вул. Гайдамацька — вул. Б.Хмельницького — вул. Ковельська | ТзОВ «Сторгозія»      |
| 41   | вул. Суботівська — вул. Широка — вул. Сяйво — вул. Виговського — вул. Володимира Великого — вул. Рубчака — вул. Хуторівка — пр. Червоної Калини — вул. Сихівська — вул. Коломийська — вул. Кавалерідзе — т.ц. «Зубра» | МП «Приватавтотранс»  |
| 42   | вул. Польова — вул. Пластова — вул. Ковельська — вул. Новознесенська — вул. Б. Хмельницького — вул. Грінченка — вул. Мазепи — проспект В. Чорновола — вул. Куліша — вул. Городоцька — вул. Шевченка — Рясне-2 |                       |
| 45   | р-к «Гал. Перехрестя» — вул. Липинського — вул. Грінченка — вул. Мазепи — пр. Чорновола — пр. Свободи — вул. Кн. Романа — вул. І.Франка — вул. Ш.Руставелі — вул. Стуса — пр. Червоної Калини — т.ц. Зубра — вул. Коломийська — вул. Кавалерідзе — вул. Сихівська | ТзОВ «Трансуспіх»     |
| 46   | «Епіцентр», кільцева дорога — вул. Городоцька — вул. Ряшівська — вул. Патона — вул. Виговського — вул. Володимира Великого — вул. Кн. Ольги — вул. Сахарова — вул. Дм. Вітовського — вул. І.Франка — пл. Галицька | ТзОВ «Трансуспіх»     |
| 47   | Приміський залізничний вокзал — вул. Городоцька — вул. Шевченка — Рясне-2 | ВАТ «Фіакр»           |
| 49   | вул. Січових Стрільців (Університет) — вул. Огієнка (назад вул. Лепкого — Листопадового Чину — вул. Устияновича — вул. С.Крушельницької) — вул. Шевченка — Рясне-1 (траса маршруту приблизна) | ТзОВ «Автокворум»     |
| 50   | вул. Наукова (вул. Пулюя, маг. Нептун) — вул. Кн. Ольги — вул. Сахарова — вул. Коперніка — пр. Свободи — пл. Галицька — вул.кн. Романа — вул. Вітовського — вул. І.Франка — вул.кн. Романа — пл. Галицька | ЛК АТП № 1            |
| 51   | с. Зубра, кільцева дорога — вул.. Вернадського — ТЦ «Зубра» — пр. Червоної Калини — вул. Хуторівка — вул. Стрийська — вул. Ш. Руставелі — пр. Свободи — вул. Шпитальна — ринок «Краківський» | не курсував           |
| 52   | вул. Суботівська — вул. Широка — вул. Сяйво — вул. Городоцька — вул. Виговського — вул. Наукова — вул. Хуторівка — пр. Червоної Калини — вул. Сихівська — вул. Зелена — вул. Дж. Вашингтона — вул. Пасічна — вул. Тракт Глинянський — ф-ма «Провесінь» | № ТзОВ «Вікторія К»   |
| 53   | вул. Суботівська — вул. Широка — вул. Сяйво — вул. Городоцька — вул. С.Бандери — вул. Коперника — вул. Стефаника — пр. Шевченка (назад по кн. Романа — пл. Галицька — пр. Свободи — вул. Гнатюка — Листопадового Чину — пл. св. Юра — Шептицьких — Кропивницького) — вул. Зелена — вул. Дж. Вашингтона — вул. Пасічна — вул. Лисинецька | ТзОВ «Автокворум»     |
| 54   | вул. Щурата — вул. Миколайчука — вул. Мазепи — пр. Чорновола — вул. Куліша — пр. Чорновола — вул. Городоцька — вул. Городоцька (ТЦ «МЕТРО») | ПП «Ганусин»          |
| 55   | вул. Личаківська (АС-6) — вул. Пасічна — вул. Дж. Вашингтона — вул. Зелена — вул. Сихівська — пр. Червоної Калини — вул. Хуторівка — вул. Наукова — вул. Виговського — вул. Патона — вул. Ряшівська — вул. Городоцька (ТЦ «МЕТРО») | ВАТ «ЛАТП-14630»      |
| 55А  | АФ «Провесінь» — вул. Тракт Глинянський — вул. Пасічна — вул. Дж. Вашингтона — вул. Зелена — вул. Сихівська — вул. Хуторівка — вул. Виговського — вул. Патона — вул. Ряшівська — вул. Городоцька (ТЦ «МЕТРО») | не курсував           |
| 56   | р-к «Галицьке перехрестя» — вул. Грінченка — вул. Мазепи — пр. Чорновола — вул. Куліша — вул. Шевченка — вул. Левандівська — вул. Широка — вул. Гніздовського — вул. Рудненська — вул. Городоцька | МП «Шерол»            |
| 57   | Автовокзал — вул. Стрийська — вул. Наукова — вул. Кульпарківська — вул. Виговського — вул. Любінська — вул. Окружна — (назад по вул. Копистинського) — вул. Кульпарківська — вул. Городоцька — пр. Чорновола — вул. Липинського — вул. Б.Хмельницького — вул. Опришківська — вул. Кордуби — вул. Заклинських — вул. Старознесенська | ТзОВ «Міра і К»       |
| 59   | вул. Коломийська — вул. Антонича — вул. Сихівська — пр. Червоної Калини — вул. Панаса Мирного — вул. Стрийська — вул. Володимира Великого — вул. Виговського — вул. Сяйво — вул. Левандівська — вул. Шевченка — Рясне-2 | не курсував           |
| 60   | Лікарня ШМД — вул. Лінкольна — вул. Замарстинівська — вул. Липинського — пр. Чорновола — пр. Свободи — вул. Кн. Романа — вул. Зелена — вул. Дністровська — вул. Дунайська — Лікарня № 8 | ЗАТ "ТК «Ференс і К»  |
| 61   | ЛКП «Львівводоканал» — вул. Зелена —??? — вул. Стефаника (?) — вул. Коперника —вул. Бандери вул. Генерала Чупринки — вул. Рудницького — вул. Житомирська — вул. Кульпарківська — ??? — вул. Виговського — вул. Патона — вул. Городоцька (маг. Мотор) | не курсував           |
| 62   | ст. «Підзамче» — вул. Б.Хмельницького — вул. Гайдамацького — вул. Долинського — вул. Під Дубом — пр. Чорновола — пр. Свободи — вул. Зелена — вул. Сихівська — пр. Червоної Калини — ТЦ «Зубра» | ЗАТ "ТК «Ференс і К»  |
| 63   | вул. Скрипника — вул. Драгана — ТЦ «Зубра» — вул. Коломийська — вул. Сихівська — пр. Червоної Калини — (к-тр. Довженка) — вул. Зубрівська — вул. Зелена — вул. Дж. Вашингтона — вул. Пасічна — вул. Личаківська — пр. Свободи — пр. Чорновола — вул. Під Дубом — вул. Єрошенка — вул. Варшавська — вул. Петра Панча (Арсен) — пр. Чорновола | ЗАТ "ТК «Ференс і К»  |
| 64   | вул. Щурата — вул. Мазепи — пр. Чорновола — пр. Свободи — вул. Личаківська — вул. Тракт Глинянський — ф-ма «Провесінь» | ЗАТ "ТК «Ференс і К»  |
| 65   | Рясне-2 — вул. Шевченка — пр. Свободи — пл. Галицька — вул. Ш.Руставелі — вул. Стуса — вул. П.Мирного — вул. Ів. Франка (музей) | ТзОВ «Міра і К»       |
| 66   | р-к «Галицьке перехрестя» — вул. Грінченка — вул. Мазепи — пр. Чорновола — вул. Куліша — вул. Городоцька — Головний залізничний вокзал | ЗАТ "ТК «Ференс і К»  |
| 67   | Головний залізничний вокзал — вул. Городоцька — вул. Виговського — вул. Кульпарківська — вул. Наукова — вул. Хуторівка — пр. Червоної Калини — ТЦ «Зубра» | ЗАТ "ТК «Ференс і К»  |
| 68   | Головний залізничний вокзал — вул. Городоцька — вул. Виговського — вул. Кульпарківська — вул. Наукова — вул. Хуторівка — пр. Червоної Калини — вул. Сихівська — вул. Зелена — вул. Дж. Вашингтона — вул. Пасічна — вул. Личаківська — м. Винники | не курсував           |
| 69   | АС-2 — вул. Липинського — вул. Хімічна — вул. Джерельна — вул. Під Дубом — пр. Чорновола — вул. Торгова — вул. Гонти — вул. Підвальна — вул. Личаківська — вул. Мечнікова — вул. Вахнянина, Погулянка | не курсував           |
| 70   | пл. Галицька — пр. Свободи — вул. Гнатюка — вул. Листопадового Чину — пл. св. Юра — вул. Невського — вул. Тургенєва — вул. Копистинського (назад по Окружній — Антоновича — вул. Бандери — вул. Коперніка) — вул. Любінська — вул. Петлюри — вул. Кульчицької — вул. Виговського — р-к «Південний» | ТзОВ «Міра і К»       |
| 71   | Автовокзал — вул. Стрийська — вул. Ш.Руставелі — вул. І.Франка — вул. Кн. Романа — пр. Свободи — вул. Городоцька — вул. Шевченка — вул. Клепарівська — вул. Золота | ТзОВ «Міра і К»       |
| 72   | вул. Медової Печери — вул. Пасічна — вул. Личаківська — пр. Свободи — вул. Городоцька — вул. Шевченка — вул. Левандівська — вул. Широка — вул. Суботівська | ТзОВ «Міра і К»       |
| 73   | вул. Зернова — пр. Чорновола — пр. Свободи — вул. Кн. Романа — вул. Франка — вул. Шота Руставелі — вул. Волоська — вул. Снопківська — вул. Стуса — вул. Литвиненка (назад по Угорській і Віденській)— вул. Панаса Мирного — вул. Козельницька —вул. Стрийська — вул. Володимира Великого — вул. Симоненка — вул. Наукова — вул. Кульпарківська — вул. Виговського — Південний ринок | не курсував           |
| 74   | пр. Червоної Калини (Дитяча поліклініка)— вул. Сихівська — вул. Зелена — вул. Навроцького — вул. Стуса — вул. Ш.Руставелі — пр. Свободи — пр. Чорновола — вул. Мазепи — вул. Грінченка — вул. Б.Хмельницького АС-2 — вул. Новознесенська — вул. Богданівська — вул. Старознесенська — вул. Польова | ТзОВ «Міра і К»       |
| 75   | с. Білогорща — вул. Широка — вул. Сяйво — вул. Городоцька — вул. С.Бандери — вул. Коперніка — вул. Дорошенка — пр. Свободи — вул. Личаківська — м. Винники (вул. Шевченка — вул. Ломоносова) | ТзОВ «Міра і К»       |
| 76   | вул. Чукаріна — вул. Хоткевича — пр. Червоної Калини — вул. Сихівська — вул. Зелена — пр. Свободи — пр. Чорновола — вул. Під Голоском | ТзОВ «Міра і К»       |
| 77   | Туб.лікарня — вул. Зелена — вул. Сихівська — пр. Червоної Калини — вул. Хуторівка — вул. Наукова — вул. Кн. Ольги — вул. Володимира Великого — вул. Стрийська — вул. Кульпарківська — вул. Антоновича — вул. Невського — вул. Крушельницької (назад по вул. Тургенєва — вул. Листопадого Чину) — вул. Словацького | ТзОВ «Міра і К»       |
| 78   | Туб.лікарня — вул. Зелена — вул. Сихівська — прп. Червоної Калини — вул. Угорська — вул. Стуса — вул. Снопківська — вул. Свєнціцького — вул. Ш.Руставелі — пл. Петрушевича | не курсував           |
| 79   | вул. Кавалерідзе — вул. Сихівська — пр. Червоної Калини — вул. Хуторівка — вул. Наукова — вул. Кн. Ольги — вул. Сахарова — вул. Коперника — вул. Дорошенка (була двостороння) — вул. Словацького — вул. Університетська — вул. Огієнка (назад по Лепкого і Листопадового Чину) — вул. Городоцька — вул. Куліша — пр. Чорновола — вул. Липинського — вул. Хмельницького — Галицьке перехрестя | не курсував           |
| 81   | ТЦ «Зубра» — пр. Червоної Калини — вул. Хуторівка — вул. Стрийська — вул. Ш.Руставелі — вул. І.Франка — пл. Галицька | не курсував           |
| 83   | вул. Грінченка — вул. Мазепи — пр. Чорновола — пр. Свободи — вул. Дорошенка — вул. Вербицького — вул. Коперника — вул. Сахарова — вул. Кн. Ольги — вул. Наукова — вул. Хуторівка — пр. Червоної Калини — ТЦ «Іскра» | ТзОВ «Трансуспіх»     |
| 84   | Університет ім. І. Франка — Листопадового Чину (назад по Крушельницької) — пл. св. Юра — вул. Невського — ??? — вул. Городоцька — кільцева дорога — с. Зимна Вода — смт. Рудне |                       |
| 84а  | вул. Щурата — вул. Миколайчука — вул. Гетьмана Мазепи — просп. Чорновола — вул. Куліша (у зворотному напрямку: просп. Чорновола) — вул. Городоцька — Кільцева дорога — с. Зимна Вода — смт. Рудне |                       |
| 85   | пл. Кропивницького — вул. С.Бандери — вул. Ак. Сахарова — вул. Стрийська — вул. Хуторівка — пр. Червоної Калини — ТЦ «Зубра» | ТзОВ «Леоколор»       |
| 86   | вул. Коломийська — Кавалерідзе — Сихівська — пр. Червоної Калини — вул. Стуса — Снопківська — Шота Руставелі — Франка — Кн. Романа — пр. Свободи — пр. Чорновола — Замарстинівська — Брюховичі — с. Бірки |                       |
| 87   | вул. Драгана — пр. Червоної Калини — вул. Хуторівка — вул. Рубчака — (ЛАЗ) — вул. Володимира Великого — вул. Виговського — вул. Городоцька — смт. Рудно (Духовна семінарія) | ПП «Ганусин»          |
| 88   | АФ «Провесінь» — вул. Тракт Глинянський — вул. Личаківська — пр. Свободи — вул. Городоцька — «Інтермаркет» | ТзОВ «Вердана»        |
| 89   | вул. Медової Печери — вул. Пасічна — вул. Дж. Вашингтона — вул. Зелена — вул. Луганська — вул. П. Мирного — вул. Стрийська — вул. Володимира Великого — вул. Виговського — вул. Городоцька — вул. Левандівська — вул. Шевченка — вул. Брюховицька — вул. Львівська — с. Гамулець | не курсував           |
| 90   | р-к «Галицьке перехрестя» — вул. Б.Хмельницького — вул. Гайдамацька — вул. Замарстинівська — вул. Під Дубом — пр. Чорновола — пр. Свободи — вул. Кн. Романа — вул. Шота Руставелі — вул. Стуса — вул. Панаса Мирного — вул. Чмоли — вул. Стрийська — вул. Рубчака — вул. Володимира Великого — вул. Тролейбусна — вул. Наукова — вул. Симоненка (у зворотному напрямку — вул. Симоненка — вул. Володимира Великого — вул. Тролейбусна — вул. Володимира Великого — вул. Рубчака — вул. Стрийська — вул. вул. Чмоли — вул. Панаса Мирного — вул. Стуса — вул. Шота Руставелі — вул. Кн. Романа — пр. Свободи — пр. Чорновола — вул. Під Дубом — вул. Долинського — вул. Б. Хмельницького — р-к «Галицьке перехрестя») | ВАТ «ЛАТП-14630»      |
| 91   | вул. Суботівська — вул. Широка — вул. Сяйво — вул. Городоцька — вул. Шептицьких — вул. Коперника — вул. Листопадового Чину — пр. Свободи — вул. Ш.Руставелі — вул. Стрийська — вул. Володимира Великого — вул. Виговського — вул. Кульчицької | ТзОВ «БіНП ЛТД»       |
| 93   | с. Зубра — вул. Драгана — пр. Червоної Калини — вул. Хуторівка — вул. Стрийська — вул. Шота Руставелі — Франка — Підвальна — Торгова — Чорновола — Замарстинівська — гетьмана Мазепи — Миколайчука — вул. Пилипа Орлика (лікарня ШМД) | ТзОВ «Вердана»        |
| 94   | вул. Миколайчука — вул. Мазепи — пр. Чорновола — пр. Свободи — вул. Кн. Романа — вул. Зелена — вул. Сихівська — вул. Кавалерідзе — вул. Коломийська — вул. Скрипника — вул. Драгана — пр. Червоної Калини — ТЦ Зубра | ТзОВ «Вердана»        |
| 95   | Аеропорт — вул. Виговського — вул. Володимира Великого — вул. Кн. Ольги — вул. Сахарова — вул. Коперніка — вул. Дорошенка — пр. Свободи — пр. Чорновола — вул. Мазепи — вул. Миколайчука — вул. Щурата | ТзОВ «Інтерпост»      |
| 96   | ТЦ «Зубра» — пр. Червоної Калини — вул. Сихівська — вул. Зелена — вул. Дж. Вашингтона — вул. Пасічна — вул. Личаківська — пр. Свободи — пр. Чорновола — вул. Під Дубом — вул. Замарстинівська — вул. Лінкольна — вул. Тичини — вул. Миколайчука — вул. Мазепи — вул. Грінченка | ТзОВ «Інтерпост»      |
| 97   | вул. Виговського (Поліклініка) — вул. Любінська — вул. Петлюри — вул. Кульпарківська — вул. Житомирська — вул. Рудницького — вул. Чупринки — вул. Горбачевського — вул. Сахарова — вул. Коперніка — вул. Дорошенка — вул. Стефаника — пр. Шевченка — пр. Свободи — вул. Зелена — вул. Дж. Вашингтона — вул. Пасічна (де саме?) | не курсував           |

### Маршрути в 2012 році
Транспортною реформою 1 січня 2012 року у Львові було запроваджено 53 (46+7) міські автобусні маршрути, тобто такі, якими завідує Львівська міська рада. Згодом до них додано ще один. Це:
- 7 радіальних маршрутів (1А-6А, 47А; вони додатково позначені літерою А), які сполучають околиці міста з центральним кільцем проспект Свободи — площа Галицька — Підвальна — Гонти — площа Різні. Маршрути обслуговувались автобусами великої та надвеликої місткості (понад 100 пасажирів). На початку в основному це були ЛАЗ А183, ЛАЗ А191, ЛАЗ А292, Богдан А601, а також б/в автобуси Mercedes-Benz і MAN з Західної Європи.
- 45 хордових маршрутів (7-46, 48-51, 53), які сполучають райони міста між собою. Мінімальними вимогами до рухомого складу, який обслуговує ці маршрути є пасажиромісткість від 35 осіб. В основному це моделі Богдан А092, БАЗ-А079 Еталон, ГалАЗ-3207 Вікторія та подібні до них.

30 грудня 2011 року, напередодні впровадження нової схеми руху, оголошено про впровадження п'ятьох додаткових маршрутів: 1 радіального (47А), 4 хордових (48-51).
| №   | Маршрут | Перевізник      |
| --- | --- | --------------- |
| 1А  | вул. Б.Хмельницького («Галицьке перехрестя») — вул. В.Липинського — просп. В.Чорновола — просп. Свободи — пл. Галицька — вул. Підвальна — вул. І.Гонти — пл. Різні — просп. В.Чорновола — вул. В.Липинського — вул. Б.Хмельницького | ЛК АТП-1        |
| 2А  | вул. Городоцька — просп. Свободи — пл. Галицька — вул. Підвальна — вул. І.Гонти — вул. Городоцька | ЛК АТП-1        |
| 3А  | вул. Стрийська (ТРЦ «King Cross Leopolis») — вул. Шота Руставелі — вул. І.Франка — вул. Підвальна — вул. І.Гонти — пл. Різні — просп. Свободи — пл. Галицька — вул. І.Франка — вул. Шота Руставелі — вул. Стрийська — (ТРЦ «King Cross Leopolis») | ЛК АТП-1        |
| 4А  | просп. Червоної Калини — вул. В.Стуса — вул. Снопківська — вул. Волоська — вул. Шота Руставелі — вул. І.Франка — вул. Підвальна — вул. І.Гонти — пл. Різні — просп. Свободи — вул. І.Франка — вул. Шота Руставелі — вул. Волоська — вул. Снопківська — вул. В.Стуса — просп. Червоної Калини | ЛК АТП-1        |
| 5А  | м. Винники — вул. Личаківська — пл. Митна — вул. Підвальна — вул. І.Гонти — пл. Різні — просп. Свободи — пл. Галицька — пл. Митна — вул. Личаківська — м. Винники | ЛК АТП-1        |
| 6А  | вул. І.Величковського (Рясне-2) — вул. Т.Шевченка — вул. Городоцька — просп. Свободи — пл. Галицька — вул. Підвальна — вул. І.Гонти — вул. Городоцька — вул. Т.Шевченка — вул. І.Величковського (Рясне-2) | ЛК АТП-1        |
| 7   | вул. Під Голоском — вул. Варшавська — вул. В. Липинського — просп. В. Чорновола — вул. П. Куліша — вул. Городоцька — вул. Кульпарківська — вул. Т. Копистинського (у зворотньому напрямку — вул. Окружна) — вул. Любінська — вул. І. Виговського — вул. Кульпарківська — вул. Наукова — вул. Хуторівка — просп. Червоної Калини — вул. М. Скрипника | Міра і К        |
| 8   | вул. Зернова — просп. В. Чорновола (у зворотньому напрямку — вул. П. Куліша) — вул. Замарстинівська — смт. Брюховичі (вул. Львівська — вул. Курортна — вул. Незалежності — вул. Івасюка) | Міра і К        |
| 9   | вул. М. Максимовича (онколікарня) — вул. Стрийська — вул. І. Рубчака — вул. Тролейбусна (у зворотному напрямку — вул. Володимира Великого — вул. Стрийська) — вул. Володимира Великого — вул. Кульпарківська — вул. Городоцька — вул. П. Куліша — вул. Зернова — просп. В. Чорновола (у зворотному напрямку — вул. Куліша) — вул. Замарстинівська — вул. Гайдамацька — вул. Б. Хмельницького (АС-2) — вул. Б. Грінченка — вул. Гетьмана І. Мазепи — вул. І. Миколайчука — вул. Щурата — вул. І. Миколайчука | ЛК АТП-1        |
| 10  | вул. Стрийська (ТРЦ «King Cross Leopolis») — вул. Наукова — вул. Ряшівська — вул. Любінська — вул. І. Виговського — вул. Городоцька — вул. Чернівецька (залізничний вокзал) | ЛК АТП-1        |
| 11  | вул. І. Величковського (Рясне-2) — вул. Т. Шевченка — вул. Левандівська — вул. Сяйво — вул. Городоцька — вул. І. Виговського — вул. Любінська — вул. Ряшівська — вул. Наукова — вул. Хуторівка — просп. Червоної Калини | Міра і К        |
| 12  | вул. І. Величковського (Рясне-2) — вул. Т. Шевченка — вул. Винниця — вул. Тунельна — вул. Варшавська- просп. В. Чорновола- вул. Липинського (АС-2) — вул. Грінченка — вул. Гетьмана І. Мазепи — вул. Миколайчука — вул. Щурата — вул. Миколайчука | Міра і К        |
| 13  | вул. Збиральна — вул. Городоцька — вул. Ряшівська — вул. Кульпарківська — вул. Володимира Великого — вул. Стрийська — вул. І. Чмоли — вул. Панаса Мирного — вул. Угорська (у зворотньому напрямку — вул. Д. Карбишева — вул. С. Литвиненка) — вул. В. Навроцького — вул. Зелена — вул. Сихівська — просп. Червоної Калини | Фіакр           |
| 14  | вул. Збиральна — вул. Городоцька — вул. Ряшівська — вул. Наукова — вул. Хуторівка — просп. Червоної Калини | Міра і К        |
| 15  | вул. Городоцька (приміський вокзал) — вул. С. Бандери — вул. М. Коперника — вул. В. Стефаника — вул. Дж. Дудаєва — просп. Т. Шевченка — вул. О. Герцена — вул. І. Франка — вул. Зелена — вул. Дж. Вашингтона — вул. Пасічна — вул. Медової Печери — вул. Пасічна — вул. Личаківська — М. Заньковецької — вул. М. Лисенка — вул. В. Винниченка — вул. І. Гонти — вул. Городоцька — вул. Б. Лепкого — вул. Листопадового Чину — вул. Шептицьких — вул. Коротка — вул. Городоцька (приміський вокзал) | ПАТ АТП №14630  |
| 16  | вул. Сихівська — просп. Червоної Калини — вул. Д. Карбишева — вул. С. Литвиненка (у зворотньому напрямку — вул. Угорська) — вул. Панаса Мирного — вул. І. Чмоли — вул. Стрийська — вул. Володимира Великого — вул. І. Виговського — вул. Любінська — вул. Окружна (у зворотньому напрямку — вул. Народна) — вул. Городоцька — вул. Чернівецька (залізничний вокзал) | ЛК АТП-1        |
| 17  | вул. І. Виговського — вул. Городоцька — вул. Сяйво — вул. Широка — вул. Суботівська — вул. Повітряна — вул. Левандівська — вул. Т. Шевченка- вул. Винниця — вул. Тунельна — вул. Варшавська — вул. Замарстинівська — вул. Гетьмана І. Мазепи — вул. Б. Грінченка — вул. Б. Хмельницького | Фіакр           |
| 18  | вул. Збиральна — вул. Городоцька — вул. Генерала В. Курмановича — вул. Рудненська — вул. Гніздовського — вул. Широка — вул. Сяйво — вул. Городоцька — вул. І. Виговського — вул. Володимира Великого — вул. Стрийська — вул. Ш. Руставелі — вул. Зелена — вул. Студентська (у зворотньому напрямку — вул. К. Левицького — вул. Дніпровська) — вул. І. Мечникова — вул. Личаківська — вул. Кривчицька дорога — вул. Богданівська | Фіакр           |
| 19  | вул. К. Трильовського — вул. І. Кавалерідзе — вул. Сихівська — вул. Зелена — вул. Дж. Вашингтона — вул. Пасічна — вул. Личаківська — вул. Глинянський Тракт — вул. Богданівська — вул. Пластова — вул. Ковельська — вул. Польова — вул. Новознесенська — вул. Б. Хмельницького — вул. Б. Грінченка — вул. І. Миколайчука — вул. В. Щурата | ПАТ АТП №14630  |
| 20  | вул. Ковельська — вул. Кукурудзяна — Б. Хмельницького — вул. Донецька — вул. Жовківська — вул. Б. Хмельницького — вул. Гайдамацька — вул. Замарстинівська — вул. П. Куліша (у зворотньому напрямку — вул. Зернова — просп. В. Чорновола) — вул. Городоцька — вул. Сяйво — вул. Широка — вул. Суботівська | ЛК АТП-1        |
| 21  | Кільцева дорога (ТЦ «Епіцентр») — вул. Городоцька — вул. Ряшівська — вул. Є. Патона — І. Виговського — вул. Володимира Великого — вул. Княгині Ольги — вул. Академіка А. Сахарова — вул. М. Коперника (у зворотньому напрямку — вул. П. Дорошенка — вул. М. Вербицького) | ПАТ АТП №14630  |
| 22  | вул. Січових Стрільців — вул. Листопадового Чину — вул. І. Огієнка — (у зворотньому напрямку — Б. Лепкого -вул. Університетська) вул. Городоцька — вул. Сяйво — вул. Левандівська- вул. Т. Шевченка — вул. Брюховицька — смт. Брюховичі (вул. Незалежності — вул. Широка — вул. Курортна — вул. Львівська) | Фіакр           |
| 23  | вул. Суботівська — вул. Широка — вул. Сяйво — вул. Городоцька — вул. І. Виговського — вул. Кульпарківська — вул. Наукова — вул. Хуторівка — просп. Червоної Калини — вул. Сихівська — вул. Зелена — вул. Дж. Вашингтона — вул. Пасічна — вул. Личаківська — вул. Тракт Глинянський | ПАТ АТП №14630  |
| 24  | вул. Городоцька (приміський вокзал) — вул. С. Бандери — вул. М. Коперника — вул. В. Стефаника — вул. Дж. Дудаєва — просп. Т. Шевченка — вул. О. Герцена — вул. І. Франка — (у зворотньому напрямку — вул. Шота Руставелі — вул. Д. Вітовського — вул. М. Коперника — вул. С. Бандери) — вул. Зелена — вул. Дж. Вашингтона — вул. Пасічна — вул. Медової Печери | Фіакр           |
| 25  | вул. М. Кордуби — вул. Опришківська — вул. Б. Хмельницького — вул. В. Липинського — просп. В. Чорновола — вул. П. Куліша — вул. Городоцька — вул. Кульпарківська — вул. Т. Копистинського (у зворотньому напрямку — вул. Окружна) — вул. Любінська — вул. І. Виговського — вул. Кульпарківська — вул. Наукова — вул. Стрийська (ТРЦ «King Cross Leopolis») | Міра і К        |
| 26  | вул. Антонича — вул. І. Кавалерідзе — вул. Сихівська — просп. Червоної Калини — вул. В. Стуса — вул. Д. Карбишева — вул. С. Литвиненка (у зворотньому напрямку — вул. Угорська) — вул. Панаса Мирного — вул. І. Франка — вул. Д. Вітовського — вул. М. Коперника — вул. С. Бандери — вул. О. Невського — вул. С. Крушельницької — вул. Університетська — вул. І. Огієнка (у зворотньому напрямку — вул. Б. Лепкого) — вул. Городоцька — вул. П. Куліша — вул. Зернова — просп. В. Чорновола — вул. В. Липинського — вул. Замарстинівська — вул. А. Лінкольна — вул. П. Тичини — вул. М. Хвильового — вул. Миколайчука — вул. Щурата — вул. Миколайчука | ПАТ АТП №14630  |
| 27  | вул. Наукова — вул. Стрийська — вул. І. Чмоли — вул. Панаса Мирного — вул. Угорська (у зворотньому напрямку — вул. Д. Карбишева — вул. С. Литвиненка) — вул. В. Навроцького — вул. Зелена — вул. Дж. Вашингтона — вул. Пасічна — вул. Медової Печери | Міра і К        |
| 28  | вул. М. Скрипника — просп. Червоної Калини — вул. Коломийська — вул. І. Кавалерідзе — вул. Сихівська — вул. Зелена (у зворотньому напрямку — вул. Зелена — вул. Зубрівська — просп. Червоної Калини — вул. М. Скрипника) — вул. Пасічна — вул. Личаківська — вул. М. Заньковецької — вул. М. Лисенка — вул. І. Гонти — вул. Б. Хмельницького — вул. Під Дубом — вул. В. Єрошенка — вул. Варшавська — вул. П. Панча (у зворотньому напрямку — вул. П. Панча — вул. Варшавська — вул. В. Єрошенка — вул. Джерельна — вул. Ш. Шолом-Алейхема — вул. Городоцька — вул. Університетська — вул. В. Стефаника — вул. Дж. Дудаєва — просп. Т. Шевченка — вул. Д. Герцена — вул. І. Франка — вул. Зелена — вул. Студентська — вул. І. Мечникова — вул. Личаківська) | ЛК АТП-1        |
| 29  | с. Лисиничі — вул. Глинянський Тракт — вул. Личаківська — вул. І. Мечникова — вул. Н. Левицького — вул. Дніпровська (у зворотньому напрямку — вул. Студентська) — вул. Зелена — пл. Є. Петрушевича | ЛК АТП-1        |
| 30  | вул. І. Величковського (Рясне-2) — вул. Т. Шевченка — вул. Ярослава Мудрого — вул. Городоцька — вул. С. Бандери — вул. М. Вербицького (у зворотньому напрямку — вул. М. Коперника) — вул. Д. Вітовського — вул. І. Франка — вул. І. Свєнціцького — В. Стуса — вул. С. Литвиненка (у зворотньому напрямку — вул. Д. Карбишева — вул. Угорська) — вул. Панаса Мирного — вул. І. Франка | Фіакр           |
| 31  | вул. Чернівецька (залізничний вокзал) — вул. Городоцька — П. Куліша — вул. Зернова — просп. В. Чорновола (у зворотньому напрямку — вул. П. Куліша) — вул. Під Дубом — вул. В. Єрошенка — вул. Варшавська — вул. Замарстинівська — вул. Гетьмана І. Мазепи — вул. Б. Грінченка — вул. Б. Хмельницького | ПАТ АТП №14630  |
| 32  | вул. Чернівецька (залізничний вокзал) — вул. Городоцька — вул. І. Виговського — вул. Кульпарківська — вул. Наукова — вул. Хуторівка — просп. Червоної Калини | ЛК АТП-1        |
| 33  | вул. І. Виговського — вул. О. Кульчицької — вул. С. Петлюри — вул. Любінська — вул. Окружна — вул. В. Антоновича (у зворотньому напрямку — вул. Героїв УПА — вул. Т. Копистинського — вул. Любінська) — вул. С. Бандери — вул. М. Коперника (у зворотньому напрямку — вул. П. Дорошенка) | Міра і К        |
| 34  | с. Білогорща — вул. Широка — вул. Сяйво — вул. Городоцька — вул. П. Куліша — вул. Зернова — (у зворотньому напрямку просп. В. Чорновола — вул. Вагова — вул. П. Куліша) | Фіакр           |
| 35  | вул. Польова — вул. Новознесенська — вул. Б. Хмельницького — вул. В. Липинського — просп. В. Чорновола — вул. Хімічна — вул. Джерельна — вул. Ш. Шолом-Алейхема — вул. Б. Лепкого — вул. Листопадового Чину — вул. Митрополита Андрея (у зворотньому напрямку — вул. С. Бандери — вул. Городоцька — вул. П. Куліша — вул. Зернова — просп. В. Чорновола) — вул. С. Бандери — вул. Київська — вул. Генерала Т. Чупринки — вул. І. Горбачевського — вул. Княгині Ольги — вул. Володимира Великого — вул. Стрийська — вул. І. Чмоли — вул. Панаса Мирного — вул. Угорська (у зворотньому напрямку — вул. Д. Карбишева — вул. С. Литвиненка) — просп. Червоної Калини — вул. Сихівська — вул. І. Кавалерідзе — вул. К. Трильовського                           | Міра і К        |
| 36  | м. Винники (вул. Ломоносова) — вул. Личаківська — вул. І. Мечникова — вул. К. Левицького — вул. Дніпровська (у зворотньому напрямку — вул. Студентська) — вул. Зелена — пл. Є. Петрушевича | ПАТ АТП №14630  |
| 37  | вул. Під Голоском — просп. В. Чорновола — вул. П. Куліша (у зворотньому напрямку — вул. Зернова — просп. В. Чорновола) — вул. Городоцька — вул. С. Бандери — вул. М. Вербицького (у зворотньому напрямку — вул. М. Коперника — вул. С. Бандери) — вул. М. Коперника — вул. Д. Вітовського — вул. І. Франка (у зворотньому напрямку — пл. Є. Петрушевича — вул. Шота Руставелі — вул. Д. Вітовського) — вул. Зелена — вул. В. Навроцького — просп. Червоної Калини — вул. Г. Хоткевича | ЛК АТП-1        |
| 38  | пл. Святого Юра — вул. Шептицьких — вул. Городоцька — вул. Кульпарківська — вул. Володимира Великого — вул. Княгині Ольги — вул. Наукова — вул. Хуторівка — просп. Червоної Калини — вул. Сихівська — вул. Зелена (тублікарня) | ПАТ АТП №14630  |
| 39  | вул. Зелена (тублікарня) — вул. Сихівська — просп. Червоної Калини — вул. В. Стуса — вул. Шота Руставелі — вул. Зелена — вул. Студентська (у зворотньому напрямку — вул. К. Левицького — вул. Дніпровська) — вул. І. Мечникова — вул. Личаківська — вул. М. Заньковецької — вул. М. Лисенка — вул. М. Кривоноса — вул. Барвінських (у зворотньому напрямку — вул. М. Кривоноса — вул. Гуцульська — вул. М. Лисенка) | Фіакр           |
| 40  | вул. Стрийська (ТРЦ «King Cross Leopolis») — вул. Хуторівка — просп. Червоної Калини — вул. Сихівська — вул. Зелена — вул. Пасічна — вул. Личаківська — м. Винники | Міра і К        |
| 41  | вул. Сихівська — просп. Червоної Калини — вул. Хуторівка — вул. Наукова — вул. Княгині Ольги — вул. І. Горбачевського — вул. Генерала Т. Чупринки — вул. Київська — вул. С. Бандери — вул. Городоцька — вул. П. Куліша — вул. Зернова (у зворотньому напрямку — вул. П. Куліша) — просп. В. Чорновола — вул. Варшавська — вул. Замарстинівська — вул. Гетьмана. І. Мазепи — вул. Б. Грінченка — вул. Б. Хмельницького | Фіакр           |
| 42  | просп. Червоної Калини — вул. Луганська — вул. Стрийська — вул. Академіка А. Сахарова — вул. М. Коперника (у зворотньому напрямку — вул. М. Вербицького) — вул. С. Бандери — пл. М. Кропивницького | ПАТ АТП №14630  |
| 43  | вул. Суботівська — вул. Широка — вул. Сяйво — вул. Городоцька — вул. С. Бандери — вул. Київська — вул. Генерала Т. Чупринки — вул. І. Горбачевського — вул. Академіка А. Сахарова — вул. Стрийська — вул. Володимира Великого — вул. І. Виговського — вул. О. Кульчицької — вул. С. Петлюри | Фіакр           |
| 44  | вул. І. Виговського — вул. Любінська — вул. С. Петлюри — вул. Кульпарківська — вул. Академіка С. Рудницького — вул. Генерала Т. Чупринки — вул. І. Горбачевського — вул. Академіка А. Сахарова — вул. Д. Вітовського — вул. Зелена — вул. Дж. Вашингтона — вул. Пасічна — вул. Медової Печери | ПАТ АТП №14630  |
| 45  | вул. І. Пулюя — вул. Наукова — вул. Княгині Ольги — вул. Академіка А. Сахарова — вул. М. Коперника (у зворотньому напрямку — вул. П. Дорошенка) | ЛК АТП-1        |
| 46  | просп. Червоної Калини — вул. Коломийська — вул. І. Кавалерідзе — вул. Сихівська — вул. Зелена — вул. Дністерська — вул. Липова Алея — вул. Зелена — вул. І. Вагилевича — вул. К. Левицького — вул. Тершаковців — вул. Чехова — вул. Личаківська — М. Заньковецької — вул. М. Лисенка — І. Гонти — вул. Б. Хмельницького (у зворотньому напрямку — вул. П. Куліша — вул. Городоцька — вул. Листопадового Чину — вул. Університетська — вул. В. Стефаника — вул. Дж. Дудаєва — просп. Т. Шевченка — вул. Д. Герцена — вул. І. Франка — вул. Зелена) — вул. Замарстинівська — вул. Гетьмана І. Мазепи — вул. І. Миколайчука — вул. Щурата — вул. П. Орлика                                                                                                   | ЛК АТП-1        |
| 47А | к-тр Довженка — просп. Червоної Калини — вул. Луганська — вул. Зелена — вул. Джорджа Вашингтона — вул. Пасічна — вул. Личаківська — вул. Підвальна — вул. Торгова — просп. Свободи — пл. Галицька | ТзОВ «Успіх-БМ» |
| 48  | Аеропорт — вул. Любінська — вул. Петлюри — вул. Садова — вул. Кульпарківська — вул. Антоновича — вул. Коновальця — вул. Чупринки — вул. Степана Бандери — вул. Коперніка | ТзОВ «Успіх-БМ» |
| 49  | Рясне-2 — вул. Шевченка — вул. Городоцька (приміський вокзал) | ТзОВ «Успіх-БМ» |
| 50  | Рясне-2 (вул. І. Величковського) — вул. Шевченка — вул. Левандівська — вул. Городоцька — вул. Степана Бандери — вул. Стефаника — вул. Дж. Дудаєва — просп. Шевченка — вул. Герцена — вул. Івана Франка — вул. Зелена — вул. Студентська — вул. Мечнікова — вул. Личаківська — вул. Пасічна — вул. Лисинецька | ТзОВ «Успіх-БМ» |
| 51  | вул. Наукова (перехрестя з вул. Симоненка) — кн. Ольги — вул. Володимира Великого — вул. Виговського — вул. Кульчицької — вул. Петлюри — вул. Любінська — вул. Окружна — вул. Кульпарківська — вул. Городоцька — вул. Куліша — вул. Зернова — просп. Чорновола — вул. Замарстинівська — вул. Гетьмана Мазепи — вул. Миколайчука — вул. Щурата | ТзОВ «Успіх-БМ» |

Станом на 1 січня 2013 року договори на перевезення пасажирів автотранспортом у м. Львові укладено між Управлінням транспорту ЛМР та перевізниками: ЛКП «АТП № 1», ТзОВ «Міра і К», ТзОВ «Фіакр-Львів», ПАТ «Львівське АТП-14630», ТзОВ «Успіх БМ». Інші перевізники, які до 1 січня 2012 року обслуговували маршрути самостійно, стали субпідрядниками цих 5-ти перевізників. Наприклад, у 2012 році маршрути №20, 28, 29, 32, 37 тощо, які офіційно закріплені за комунальним АТП №1, обслуговувалися субпідрядником ТзОВ "Інтерпост". У чотирьох приватних перевізників працювала аналогічна схема — менші перевізники стали субпідрядниками.

### Маршрути від 2018 року
Зміни в міські автобусні маршрути Львова вносяться регулярно, періодично додаються нові. Через велику кількість скарг мешканців додано маршрути 8А (раніше повністю дублював № 8 на смт. Брюховичі; 8А обслуговує АТП-1, що дало можливість випустити на маршрути 12-метрові низькопідлогові автобуси), 36А (для мешканців м. Винники; припинив роботу у 2022), 54 (с. Бірки), 55 (с. Збиранка), 56 (с. Великі Грибовичі), 57 (маршрут до онколікарні).
До переліку перевізників додалося Миколаївське АТП-14627, яке мало обслуговувати маршрут 36. Цей перевізник так і не розпочав обслуговувати маршрут, і договір з ним розірвали.
У 2024 році конкурс на міські маршрути виграв перевізник ТОВ "Епітранс" та ТОВ "Транссіті", які обслуговують маршрути №12, 30, 48 та 57. 
У стовпчику «Випуск будні/вихідні» вказана кількість автобусів, яка має курсувати згідно з конкурсом (паспортами маршрутів), але по факту кількість автобусів на більшості маршрутів є меншою на 20-50 %. Випуск в будні по факту (01.2025) становить ~480 автобусів середнього (~280) і великого класу (~174), при потребі не менше 580 одиниць рухомого складу (на 54 маршрути) згідно з проведеним конкурсом 2018 року.
Перелік маршрутів станом на червень 2025 року.
Закреслений текст - маршрут не обслуговується.
| №   | Маршрут | Випуск будні / вихідні | Категорія та місткість                                            | Перевізник                                                                       |
| --- | --- | ---------------------- | ----------------------------------------------------------------- | -------------------------------------------------------------------------------- |
| 1А  | м. Дубляни – с. Малехів – вул. Б. Хмельницького – вул. В. Липинського – просп. В. Чорновола – просп. Свободи – пл. А. Міцкевича – пл. Галицька – пл. Соборна – вул. В. Винниченка – вул. Підвальна – пл. Данила Галицького – вул. І. Гонти – пл. Різні – просп. В. Чорновола – вул. В. Липинського – вул. Б. Хмельницького – с. Малехів – м. Дубляни | 6/4                    | Категорія М3 І класу, загальна пасажиромісткість не менше 80 пас. | Комунальне АТП №1                                                                |
| 2А  | вул. Городоцька-кільцева дорога (ТЦ «Метро») — вул. Городоцька — вул. Ряшівська — вул. Є. Патона — вул. І. Виговського — вул. Любінська — вул. Окружна — вул. В. Антоновича — вул. Митрополита Андрея — вул. М. Устияновича — вул. Технічна — вул. С. Крушельницької — вул. Університетська — вул. Листопадового Чину — вул. Героїв УПА — вул. Т. Копистинського — вул. Любінська — вул. І. Виговського — вул. Є. Патона — вул. Ряшівська — вул. Городоцька — вул. Городоцька-кільцева дорога (ТЦ «Метро») | 6/3                    | М3 І класу, не менше 80 пас.                                      | відсутній                                                                        |
| 3А  | вул. Стрийська (ТРЦ «King Cross Leopolis») — Автовокзал — вул. Шота Руставелі — вул. І. Франка — вул. Підвальна — вул. Івана Гонти — вул. Торгова — пл. Різні — просп. Свободи — пл. Галицька — вул. Князя Романа — вул. І. Франка — вул. Шота Руставелі — вул. Стрийська (ТРЦ «King Cross Leopolis») | 14/14                  | М3 І класу, не менше 80 пас.                                      | Комунальне АТП №1                                                                |
| 4А  | просп. Червоної Калини (Санта-Барбара) — вул. Стуса — вул. Снопківська — вул. Волоська — вул. Шота Руставелі — вул. Франка — вул. Підвальна — вул. Івана Гонти — пл. Різні — просп. Свободи — вул. Князя Романа — вул. Франка — вул. Шота Руставелі — вул. Волоська — вул. І. Свєнціцького — вул. В. Стуса — вул. Литвиненка — вул. Угорська — просп. Червоної Калини (Санта-Барбара) | 4/2                    | М3 І класу, не менше 80 пас.                                      | відсутній                                                                        |
| 5А  | пл. Різні — просп. Чорновола — просп. Свободи — пл. А. Міцкевича — пл. Галицька — пл. Соборна (у зворотному напрямку: вул. Підвальна — пл. Данила Галицького — вул. І. Гонти — пл. Князя Ярослава Осмомисла — вул. Торгова — пл. Різні) — вул. В. Винниченка — пл. Митна — вул. Личаківська — м. Винники (вул. Забава) | 6/4                    | М3 І класу, не менше 80 пас.                                      | Комунальне АТП №1                                                                |
| 6А  | вул. І. Величковського (Рясне-2) — вул. Т. Шевченка — вул. Городоцька — просп. Свободи — пл. Галицька — пл. Соборна — вул. В. Винниченка — вул. Підвальна — вул. Івана Гонти — вул. Торгова — вул. Городоцька — вул. Т. Шевченка — вул. І. Величковського (Рясне-2) (з березня 2020 року курсує за таким маршрутом: вул. І. Величковського (Рясне-2) — вул. Т. Шевченка — вул. Левандівська — вул. Сяйво — вул. Городоцька — просп. Свободи — пл. Галицька — пл. Соборна — вул. В. Винниченка — вул. Підвальна — вул. Івана Гонти — вул. Торгова — вул. Городоцька — вул. Сяйво — вул. Левандівська — вул. Т. Шевченка — вул. І. Величковського (Рясне-2)) | 10/6                   | М3 І класу, не менше 80 пас.                                      | Комунальне АТП №1                                                                |
| 7   | вул. Чигиринська — вул. Б. Грінченка — вул. Гетьмана І. Мазепи — вул. Замарстинівська — просп. В. Чорновола — вул. Городоцька — вул. С. Бандери — вул. Героїв УПА — вул. Кульпарківська — вул. Наукова — вул. Хуторівка — просп. Червоної Калини — вул. М. Драгана — вул. М. Гориня — вул. М. Драгана — просп. Червоної Калини — вул. Хуторівка — вул. Наукова — вул. Кульпарківська — вул. В. Антоновича — вул. С. Бандери — вул. Городоцька — просп. В. Чорновола — вул. Замарстинівська — вул. Гетьмана І. Мазепи — вул. Б. Грінченка — вул. Чигиринська | 6/4                    | категорії М3 І класу, загальна пасажиромісткість не менше 35 пас. | Міра і К                                                                         |
| 8   | вул. Зернова — просп. Чорновола (у зворотному напрямку: просп. Чорновола — вул. Куліша) — вул. Замарстинівська — Брюховичі (вул. Львівська — вул. Курортна — вул. Незалежності — вул. В. Івасюка) | 5/4                    | М3 І класу, не менше 35 пас.                                      | відсутній                                                                        |
| 8А  | вул. Зернова — просп. Чорновола (у зворотному напрямку: просп. Чорновола — вул. Куліша) — вул. Замарстинівська — Брюховичі (вул. Львівська — вул. Курортна — вул. Незалежності — вул. В. Івасюка) | 4/2                    | М3 І класу, не менше 80 пас.                                      | Комунальне АТП №1                                                                |
| 9   | с. Муроване (вул. Тецівська) — Галицьке перехрестя – вул. Б. Хмельницького — вул. В. Липинського — просп. В. Чорновола — просп. Свободи — вул. П. Дорошенка — вул. С. Бандери — вул. Генерала Т. Чупринки — вул. І. Горбачевського — вул. Академіка А. Сахарова — вул. Княгині Ольги — вул. Володимира Великого — вул. Стрийська — вул. В. Вернадського (автовокзал) – вул. Стрийська — вул. І. Рубчака — вул. Тролейбусна — вул. Володимира Великого — вул. Княгині Ольги — вул. Академіка А. Сахарова — вул. М. Коперника — вул. П. Дорошенка — просп. Свободи — пл. Різні — просп. В. Чорновола — вул. В. Липинського — вул. Б. Хмельницького — Галицьке перехрестя — с. Муроване (вул. Тецівська) | 16/12                  | М3 І класу, не менше 80 пас.                                      | Комунальне АТП №1                                                                |
| 10  | вул. Стрийська (ТРЦ «King Cross Leopolis») — вул. Наукова — вул. Кульпарківська — вул. Городоцька — вул. Чернівецька — пл. Двірцева (головний залізничний вокзал) | 10/8                   | М3 І класу, не менше 80 пас.                                      | Комунальне АТП №1                                                                |
| 11  | вул. І. Величковського (Рясне-2) — вул. Т. Шевченка — вул. Левандівська — вул. Сяйво — вул. Городоцька — вул. І. Виговського — вул. Володимира Великого — вул. Стрийська — вул. Хуторівка — просп. Червоної Калини (Санта-Барбара) — вул. Хуторівка — вул. Стрийська — вул. І. Рубчака — вул. Тролейбусна — вул. Володимира Великого — вул. І. Виговського — вул. Городоцька — вул. Сяйво — вул. Левандівська — вул. Т. Шевченка — вул. І. Величковського (Рясне-2) | 10/6                   | М3 І класу, не менше 35 пас.                                      | Міра і К                                                                         |
| 12  | вул. І. Величковського – вул. Т. Шевченка – вул. о. Омеляна Ковча – вул. Винниця – вул. Тунельна – вул. Варшавська – вул. Замарстинівська – вул. Гетьмана І. Мазепи – вул. Б. Грінченка – вул. Б. Хмельницького – вул. В. Липинського (автовокзал “Північний“) – вул. І. Миколайчука – вул. Гетьмана І. Мазепи – вул. Замарстинівська – вул. Варшавська – вул. Тунельна – вул. Винниця – вул. о. Омеляна Ковча – вул. Т. Шевченка – вул. І. Величковського | 6/4                    | М3 І класу, не менше 35 пас.                                      | Епітранс                                                                         |
| 13  | вул. Суботівська — вул. Широка — вул. Сяйво — вул. Городоцька — вул. І. Виговського — вул. Володимира Великого — вул. Стрийська — вул. І. Чмоли — вул. Козельницька — вул. Панаса Мирного — вул. Угорська — просп. Червоної Калини — вул. Луганська — вул. Зелена — вул. Сихівська — вул. І. Кавалерідзе — вул. Коломийська — просп. Червоної Калини (Санта-Барбара) — вул. Коломийська — вул. І. Кавалерідзе — вул. Сихівська — вул. Зелена — вул. Луганська — просп. Червоної Калини — вул. Угорська — вул. Віденська — вул. С. Литвиненка — вул. Панаса Мирного — вул. Козельницька — вул. І. Чмоли — вул. Стрийська — вул. Володимира Великого — вул. І. Виговського — вул. Городоцька — вул. Сяйво — вул. Широка — вул. Суботівська | 12/6                   | М3 І класу, не менше 35 пас.                                      | Фіакр-Львів (припинив обслуговувати 11.2024)                                     |
| 14  | вул. Городоцька-кільцева дорога (ТЦ «Метро») — вул. Городоцька — вул. Ряшівська — вул. Є. Патона — вул. І. Виговського — вул. Кульпарківська — вул. Наукова — вул. Хуторівка — просп. Червоної Калини — вул. Сихівська — вул. І. Кавалерідзе — вул. Коломийська — просп. Червоної Калини — вул. К. Трильовського — вул. Б.-І. Антонича | 12/8                   | М3 І класу, не менше 35 пас.                                      | Міра і К                                                                         |
| 15  | вул. Городоцька (приміський вокзал) — пл. М. Кропивницького — вул. С. Бандери — вул. М. Коперника — вул. П. Дорошенка — пр. Свободи — пл. А. Міцкевича — пл. Галицька — вул. кн. Романа — вул. І. Франка — вул. Зелена — вул. Дж. Вашингтона — вул. Пасічна — вул. Медової Печери — вул. Пасічна — вул. Личаківська — пл. Митна — вул. В. Винниченка — вул. Підвальна — вул. І. Гонти — вул. Торгова — вул. Городоцька — вул. Городоцька (приміський вокзал) | 12/8                   | М3 І класу, не менше 35 пас.                                      | АТП-14630                                                                        |
| 16  | вул. Сихівська — просп. Червоної Калини — вул. Віденська — вул. Литвиненка (у зворотному напрямку: вул. Угорська) — вул. Панаса Мирного — вул. І. Чмоли — вул. Стрийська — вул. Володимира Великого — вул. Виговського — вул. Любінська — вул. Окружна (у зворотному напрямку: вул. Народна) — вул. Городоцька — вул. Чернівецька — пл. Двірцева (головний залізничний вокзал) | 14/9                   | М3 І класу, не менше 80 пас.                                      | Комунальне АТП №1                                                                |
| 17  | ТСЦ МВС, вул. Данила Апостола – вул. Генерала В. Курмановича – вул. Рудненська — вул. Я. Гніздовського — вул. Широка — вул. Суботівська — вул. Іванни Блажкевич — вул. П. Калнишевського — вул. Повітряна — вул. Левандівська — вул. Т. Шевченка — вул. Ю. Бенедиктовича — вул. Городоцька — вул. Торгова — пл. Різні — просп. В. Чорновола — вул. Варшавська — вул. Замарстинівська — вул. Гетьмана І. Мазепи — вул І. Миколайчука — вул. В. Щурата — вул. І. Миколайчука — вул. Гетьмана І. Мазепи — вул. Замарстинівська — вул. Варшавська — просп. В. Чорновола — вул. Городоцька — вул. Т. Шевченка — вул. Левандівська — вул. Повітряна — вул. П. Калнишевського — вул. Іванни Блажкевич — вул. Суботівська — вул. Широка — вул. Я. Гніздовського — вул. Рудненська — вул. Генерала В. Курмановича – вул. Данила Апостола | 10/5                   | М3 І класу, не менше 35 пас.                                      | Фіакр-Львів                                                                      |
| 18  | вул. Тракт Глинянський (Провесінь) – Личаківська — вул. І. Франка — вул. Зелена — вул. Шота Руставелі — вул. Стрийська — вул. Володимира Великого — вул. І. Виговського — вул. Городоцька — вул. Сяйво — вул. Широка — вул. Суботівська | 10/8                   | М3 І класу, не менше 80 пас.                                      | Комунальне АТП №1                                                                |
| 19  | вул. Б.-І. Антонича — вул. К. Трильовського — просп. Червоної Калини — вул. Сихівська — вул. Зелена — вул. Пасічна — вул. Личаківська — вул. Тракт Глинянський — вул. Богданівська — вул. Пластова — вул. Ковельська — вул. Новознесенська — вул. Б. Хмельницького — вул. Б. Грінченка — вул. Гетьмана І. Мазепи — вул. І. Миколайчука — вул. В. Щурата — вул. І. Миколайчука | 10/4                   | М3 І класу, не менше 35 пас.                                      | Комунальне АТП №1                                                                |
| 20  | вул. Польова – вул. Пластова — вул. Ковельська — вул. Кукурудзяна — вул. Б. Хмельницького — вул. Гайдамацька — вул. Замарстинівська — вул. Під Дубом — вул. Городоцька — вул. Сяйво — вул. Широка — вул. Суботівська — вул. Широка — вул. Сяйво — вул. Городоцька — просп. В. Чорновола — вул. Під Дубом — вул. Замарстинівська — вул. Л. Долинського — вул. Б. Хмельницького — вул. Кукурудзяна — вул. Ковельська — вул. Пластова — вул. Польова | 18/18                  | М3 І класу, не менше 35 пас.                                      | Комунальне АТП №1                                                                |
| 21  | Кільцева дорога (ТЦ «Три слони») – кільцева дорога (гіпермаркет «Епіцентр») — вул. Городоцька — вул. Ряшівська — вул. Є. Патона — вул. І. Виговського — вул. Володимира Великого — вул. Княгині Ольги — вул. Академіка А. Сахарова — вул. М. Коперника — вул. П. Дорошенка — просп. Свободи — пл. Різні — просп. В. Чорновола — просп. Свободи — вул. П. Дорошенка — вул. М. Коперника — вул. С. Бандери — вул. М. Вербицького — вул. Академіка А. Сахарова — вул. Княгині Ольги — вул. Володимира Великого — вул. І. Виговського — вул. Є. Патона — вул. Ряшівська — вул. Городоцька — кільцева дорога (гіпермаркет «Епіцентр») — кільцева дорога (ТЦ «Три слони») | 12/10                  | М3 І класу, не менше 35 пас.                                      | АТП-14630                                                                        |
| 22  | вул. Зернова — просп. В. Чорновола — вул. Варшавська — вул. Замарстинівська — Брюховичі (вул. Львівська — вул. Весняна — вул. Смолиста — вул. Незалежності України — вул. Курортна — вул. Львівська — вул. Під Осовою – вул. Львівська — вул. Курортна — вул. Незалежності України — вул. Смолиста — вул. Весняна — вул. Львівська) — вул. Замарстинівська — вул. Варшавська — просп. В. Чорновола — вул. П. Куліша — вул. Зернова | 2/1                    | М3 І класу, не менше 35 пас.                                      | Фіакр-Львів                                                                      |
| 23  | вул. Суботівська — вул. Широка — вул. Сяйво — вул. Городоцька — вул. Виговського — вул. Кульпарківська — вул. Наукова — вул. Хуторівка — просп. Червоної Калини — вул. Сихівська — вул. Зелена — вул. Джорджа Вашингтона — вул. Пасічна — вул. Личаківська — вул. Тракт Глинянський (Провесінь) | 14/10                  | М3 І класу, не менше 35 пас.                                      | АТП-14630                                                                        |
| 24  | вул. Городоцька (приміський вокзал) – вул. С. Бандери — вул. М. Коперника — вул. П. Дорошенка — просп. Свободи — пл. Галицька — пл. Соборна — вул. Личаківська — вул. Пасічна — вул. Медової Печери – вул. Пасічна — вул. Дж. Вашингтона — вул. Зелена — вул. І. Франка — вул. Д. Вітовського — вул. М. Коперника — вул. С. Бандери — вул. Городоцька (приміський вокзал) | 12/6                   | М3 І класу, не менше 35 пас.                                      | відсутній                                                                        |
| 25  | вул. Кордуби (Знесіння) — вул. Опришківська — вул. Богдана Хмельницького — вул. Липинського — просп. Чорновола — вул. Городоцька — вул. Кульпарківська — вул. Копистинського (у зворотному напрямку: вул. Окружна) — вул. Любінська — вул. Виговського — вул. Кульпарківська — вул. Наукова — вул. Стрийська (ТРЦ «King Cross Leopolis») | 15/12                  | М3 І класу, не менше 35 пас.                                      | Міра і К                                                                         |
| 26  | вул. Б.-І. Антонича — вул. Коломийська — вул. І. Кавалерідзе — вул. Сихівська — просп. Червоної Калини — вул. Угорська — вул. Віденськаа — вул. В. Стуса — вул. Снопківська — вул. Волоська — вул. Шота Руставелі — вул. Зелена — вул. І. Франка — пл. Соборна — вул. В. Винниченка — вул. Підвальна — вул. І. Гонти — пл. Різні — просп. В. Чорновола — вул. В. Липинського — вул. Замарстинівська — вул. А. Лінкольна — вул. П. Тичини — вул. М. Хвильового — вул. І. Миколайчука — вул. В. Щурата — вул. І. Миколайчука — вул. Гетьмана І. Мазепи — вул. П. Тичини — вул. А. Лінкольна — вул. Замарстинівська — вул. В. Липинського — просп. В. Чорновола — вул. Торгова — вул. І. Гонти — вул. В. Винниченка — пл. Соборна — вул. І. Франка — вул. Зелена — вул. Шота Руставелі — вул. Волоська — вул. І. Франка — вул. І. Свєнціцького — вул. В. Стуса — вул. С. Литвиненка — вул. Угорська — просп. Червоної Калини — вул. Сихівська — вул. І. Кавалерідзе — вул. Коломийська — вул. Б. — І. Антонича | 8/4                    | М3 І класу, не менше 35 пас.                                      | відсутній(не курсує з 03.2020)                                                   |
| 27  | Станція Скнилів — вул. Авіаційна — вул. Городоцька — вул. Ряшівська — вул. Є. Патона — вул. І. Виговського — вул. Кульпарківська — вул. Наукова — вул. Стрийська — вул. І. Чмоли — вул. Козельницька — вул. Панаса Мирного — вул. Угорська — вул. В. Навроцького — вул. Зелена — вул. Дж. Вашингтона — вул. Пасічна — вул. Личаківська (АС-6) — вул. Пасічна — вул. Дж. Вашингтона — вул. Зелена — вул. В. Навроцького — вул. Угорська — вул. Віденська — вул. С. Литвиненка — вул. Панаса Мирного — вул. Козельницька — вул. І. Чмоли — вул. Стрийська — вул. Наукова — вул. Кульпарківська — вул. І. Виговського — вул. Є. Патона — вул. Ряшівська — вул. Городоцька — вул. Авіаційна — ст. Скнилів | 10/6                   | М3 І класу, не менше 35 пас.                                      | Міра і К                                                                         |
| 28  | Рудне (вул. Грушевського) — Старе Рудне — кільцева дорога — вул. Городоцька — пл. Різні — просп. В. Чорновола — вул. Під Дубом — вул. Під Дубом (ТЦ Форум) | 18/12                  | М3 І класу, не менше 35 пас.                                      | відсутній                                                                        |
| 29  | м. Винники (вул. Івасюка) – с. Лисиничі — вул. Тракт Глинянський — вул. Личаківська — пл. Митна — вул. В. Винниченка — вул. Підвальна — вул. І. Гонти — вул. Торгова — вул. Городоцька — вул. Чернівецька — пл. Двірцева (головний залізничний вокзал) | 12/8                   | М3 І класу, не менше 80 пас.                                      | Комунальне АТП №1                                                                |
| 30  | вул. Т. Шевченка (Рясне 1) – вул. Левандівська – вул. Сяйво – вул. Городоцька – пл. М. Кропивницького – вул. С. Бандери – вул. М. Вербицького – вул. М. Коперника – вул. Академіка А. Сахарова – вул. Княгині Ольги – вул. Академіка А. Сахарова – вул. Стрийська – вул. Луганська – вул. Козельницька – вул. Панаса Мирного – вул. Угорська – вул. Віденська – вул. С. Литвиненка – вул. Панаса Мирного – вул. Козельницька – вул. І. Чмоли – вул. Стрийська – вул. Академіка А. Сахарова – вул. М. Коперника – вул. С. Бандери – пл. М. Кропивницького – вул. Городоцька – вул. Сяйво – вул. Левандівська – вул. Т. Шевченка (Рясне 1) | 8/4                    | М3 І класу, не менше 35 пас.                                      | ТОВ "Епітранс"                                                                   |
| 31  | Пл. Двірцева (головний залізничний вокзал) — вул. Чернівецька — вул. Городоцька — пр. Чорновола — вул. Замарстинівська — вул. Гетьмана Мазепи — вул. Грінченка — вул. Б. Хмельницького (Галицьке перехрестя) | 10/8                   | М3 І класу, не менше 80 пас.                                      | АТП-14630                                                                        |
| 32  | Пл. Двірцева (головний залізничний вокзал) — вул. Чернівецька — вул. Городоцька — вул. Виговського — вул. Кульпарківська — вул. Наукова — вул. Хуторівка — просп. Червоної Калини (Санта-Барбара) | 15/15                  | М3 І класу, не менше 35 пас.                                      | Комунальне АТП №1                                                                |
| 33  | вул. І. Виговського (Південний) — вул. Кульпарківська — вул. С. Петлюри — вул. Любінська — вул. Окружна — вул. В. Антоновича — вул. Митрополита Андрея — пл. Святого Юра — вул. М. Устияновича — вул. Ірини Фаріон — вул. С. Крушельницької — вул. Січових Стрільців (Університет) — вул. Т. Костюшка — вул. Листопадового Чину — пл. Святого Юра — вул. Митрополита Андрея — вул. Героїв УПА — вул. Т. Копистинського — вул. Любінська — вул. С. Петлюри — вул. І. Виговського (Південний) | 8/7                    | М3 І класу, не менше 35 пас.                                      | Міра і К                                                                         |
| 34  | с. Білогорща — вул. Роксоляни — вул. Широка — вул. Сяйво — вул. Городоцька — вул. Торгова — пл. Різні — просп. В. Чорновола — вул. В. Липинського — вул. Б. Хмельницького — вул. Б. Грінченка — вул. Гетьмана І. Мазепи — вул. Замарстинівська — вул. Варшавська — просп. В. Чорновола — вул. Городоцька — вул. Ю. Бенедиктовича — вул. Городоцька — вул. Сяйво — вул. Широка — вул. Роксоляни — с. Білогорща | 16/8                   | М3 І класу, не менше 35 пас.                                      | Фіакр-Львів                                                                      |
| 35  | вул. Польова — вул. Новознесенська — вул. Механічна — вул. Б. Хмельницького — вул. В. Липинського — просп. В. Чорновола — пл. Князя Ярослава Осмомисла — вул. І. Гонти — пл. Данила Галицького — вул. Підвальна — вул. В. Винниченка — пл. Соборна — вул. І. Франка — вул. Зелена — вул. Шота Руставелі — вул. Стрийська — с. Солонка (вул. Наварійська) | 8/4                    | М3 І класу, не менше 35 пас.                                      | відсутній                                                                        |
| 36А | м. Винники (вул. В. Івасюка – вул. Галицька – кільцева дорога – вул. Галицька – вул. В. Івасюка) | 1/1                    | М3 І класу, не менше 35 пас.                                      | відсутній                                                                        |
| 37  | вул. Під Голоском — вул. Варшавська — просп. В. Чорновола — вул. Торгова — вул. І. Гонти — вул. Підвальна — вул. В. Винниченка — вул. І. Франка — вул. Зелена — вул. Сихівська — просп. Червоної Калини — вул. В. Чукаріна — вул. Г. Хоткевича (Сихів) | 15/12                  | М3 І класу, не менше 35 пас.                                      | Комунальне АТП №1                                                                |
| 38  | вул. Університетська (Головний корпус Національного університету імені Івана Франка) — вул. Листопадового Чину (у зворотному напрямку: вул. Устияновича — вул. Технічна — вул. Крушельницької) — пл. Святого Юра — вул. Митрополита Андрея — вул. Героїв УПА (у зворотному напрямку: вул. В. Антоновича) — вул. Кульпарківська — вул. Володимира Великого — вул. Княгині Ольги — вул. Наукова — вул. Хуторівка — просп. Червоної Калини — вул. Сихівська — вул. Зелена (Пульмонологічний центр) | 2/2                    | М3 І класу, не менше 35 пас.                                      | відсутній (не курсує з 03.2022)                                                  |
| 39  | вул. Б. Грінченка — вул. Б. Хмельницького — вул. В. Липинського — вул. І. Миколайчука — вул. А. Лінкольна — вул. Замарстинівська — вул. В. Липинського — просп. В. Чорновола — вул. І. Гонти — вул. Підвальна — вул. Личаківська — вул. Тракт Глинянський — вул. Х. Колумба — вул. П. Ніщинського — вул. Дорога Кривчицька — вул. Богданівська (Авторинок Кривчиці) | 8/4                    | М3 І класу, не менше 35 пас.                                      | Фіакр-Львів                                                                      |
| 39А | вул. Богданівська (Авторинок Кривчиці) – вул. Дорога Кривчицька – вул. П. Ніщинського – вул. Долішня – вул. Личаківська – вул. В. Винниченка – пл. Соборна – вул. І. Франка – вул. Князя Романа – пл. Галицька – пл. Соборна – вул. В. Винниченка – вул. Личаківська – вул. Долішня – вул. П. Ніщинського – вул. Дорога Кривчицька – вул. Богданівська (Авторинок Кривчиці). | 1/1                    | М3 І класу, не менше 35 пас.                                      | Комунальне АТП №1                                                                |
| 40  | вул. Стрийська (ТРЦ «King Cross Leopolis») — вул. Хуторівка — просп. Червоної Калини — вул. Сихівська — вул. Зелена — вул. Джорджа Вашингтона — вул. Пасічна — вул. Личаківська — м. Винники | 10/6                   | М3 І класу, не менше 80 пас.                                      | Комунальне АТП №1                                                                |
| 41  | вул. Сихівська — просп. Червоної Калини — вул. Хуторівка — вул. Наукова — вул. Княгині Ольги — вул. Горбачевського — вул. Генерала Чупринки — вул. С. Бандери — вул. Городоцька — просп. Чорновола — вул. Варшавська — вул. Замарстинівська — вул. Гетьмана І. Мазепи — вул. Грінченка — вул. Б. Хмельницького (Галицьке перехрестя) | 19/10                  | М3 І класу, не менше 35 пас.                                      | Фіакр-Львів                                                                      |
| 42  | просп. Червоної Калини (Санта-Барбара) — вул. Луганська — вул. Стрийська — вул. Академіка Сахарова — вул. Коперника — вул. С. Бандери (у зворотному напрямку: вул. Степана Бандери — вул. Вербицького — вул. Степана Бандери) — пл. Кропивницького | 12/8                   | М3 І класу, не менше 35 пас.                                      | відсутній                                                                        |
| 43  | вул. Суботівська – вул. Широка — вул. Сяйво — вул. Городоцька — вул. С. Бандери — вул. М. Коперника — П. Дорошенка — пр. Свободи — пл. Галицька — вул. кн. Романа — вул. І. Франка — вул. Зелена — вул. Дністерська — вул. Дунайська — вул. І. Раковського (8-ма лікарня) — вул. Дунайська — вул. Дністерська — вул. Зелена — вул. І. Франка — вул. Д. Вітовського — вул. М. Коперника — вул. С. Бандери — вул. Городоцька — вул. Сяйво — вул. Широка — вул. Суботівська | 14/7                   | М3 І класу, не менше 35 пас.                                      | Фіакр-Львів                                                                      |
| 44  | ТРЦ «Вікторія Гарденс» – вул. Наукова — вул. В. Симоненка (у зворотному напрямку: вул. Княгині Ольги)– вул. Володимира Великого — вул. Стрийська — вул. Шота Руставелі — вул. Зелена — вул. Дж. Вашингтона — вул. Пасічна — вул. Медової Печери | 8/4                    | М3 І класу, не менше 35 пас.                                      | відсутній (не курсує з 18.11.2022)                                               |
| 45  | ТРЦ «Вікторія Гарденс» — вул. Наукова — вул. Княгині Ольги — вул. Академіка А. Сахарова — вул. М. Коперника — вул. П. Дорошенка — просп. Свободи — пл. А. Міцкевича — пл. Галицька — пл. Соборна — вул. В. Винниченка — вул. М. Кривоноса — вул. О. Довбуша — вул. Барвінських (КНП ЛОР "Клінічний центр дитячої медицини") — вул. О. Довбуша — вул. М. Кривоноса — пл. Данила Галицького — вул. Підвальна — вул. В. Винниченка — пл. Соборна — пл. Галицька — пл. А. Міцкевича — просп. Свободи — вул. П. Дорошенка — вул. М. Коперника — вул. С. Бандери — вул. М. Вербицького — вул. М. Коперника — вул. Академіка А. Сахарова — вул. Княгині Ольги — вул. Наукова — ТРЦ «Вікторія Гарденс» | 9/6                    | М3 І класу, не менше 80 пас.                                      | Комунальне АТП №1                                                                |
| 46  | просп. Червоної Калини (Санта-Барбара) – вул. Коломийська — вул. І. Кавалерідзе — вул. Сихівська — вул. Зелена — вул. І. Франка — вул. В. Винниченка — вул. Підвальна — вул. І. Гонти (у зворотному напрямку просп. Свободи — вул. Князя Романа) — просп. В. Чорновола — вул. Варшавська — вул. Замарстинівська — вул. Гетьмана І. Мазепи — вул. І. Миколайчука — вул. Пилипа Орлика — вул. Віри, Надії, Любові — вул. І. Миколайчука | 16/12                  | М3 І класу, не менше 80 пас.                                      | Комунальне АТП №1                                                                |
| 47А | просп. Червоної Калини (Санта-Барбара) — вул. Коломийська — вул. І. Кавалерідзе — вул. Сихівська — вул. Зелена — вул. Вашингтона — вул. Пасічна — вул. Личаківська — вул. Підвальна — пл. Різні — просп. В. Чорновола — вул. Варшавська — вул. Тунельна — вул. Винниця — вул. о. Омеляна Ковча — вул. Т. Шевченка — вул. І. Величковського (Рясне-2) | 10/10                  | М3 І класу, не менше 80 пас.                                      | Комунальне АТП №1                                                                |
| 48  | вул. Любінська (міжнародний аеропорт імені Данила Галицького) — вул. Любінська — вул. І. Виговського — вул. Володимира Великого — вул. Княгині Ольги — вул. Академіка А. Сахарова — вул. М. Коперника — вул. П. Дорошенка — просп. Свободи — пл. Різні — просп. В. Чорновола — вул. Замарстинівська — вул. Л. Долинського — вул. Б. Хмельницького — вул. Б. Хмельницького (Галицьке перехрестя) — вул. Б. Хмельницького — вул. Гайдамацька — вул. Замарстинівська — просп. В. Чорновола — просп. Свободи — вул. П. Дорошенка — вул. М. Вербицького — вул. Академіка А. Сахарова — вул. Княгині Ольги — вул. Володимира Великого — вул. І. Виговського — вул. Любінська — вул. Любінська (міжнародний аеропорт імені Данила Галицького) | 8/4                    | М3 І класу, не менше 35 пас.                                      | Епітранс                                                                         |
| 49А | вул. І. Величковського (Рясне-2) – вул. Т. Шевченка – вул. Левандівська – вул. Сяйво – вул. Городоцька – вул. Чернівецька – пл. Двірцева (залізничний вокзал) | 4/3                    | М3 І класу, не менше 80 пас.                                      | Комунальне АТП №1, на заміну 49                                                  |
| 50  | вул. Городоцька (АС "Західна") – просп. Свободи – пл. А. Міцкевича – пл. Галицька – пл. Соборна – вул. В. Винниченка – вул. М. Кривоноса – вул. О. Довбуша – вул. Барвінських (КНП ЛОР "Клінічний центр дитячої медицини") – вул. О. Довбуша – вул. М. Кривоноса – пл. Данила Галицького – вул. І. Гонти – пл. Князя Ярослава Осмомисла – вул. Торгова – вул. Городоцька – вул. Т. Шевченка – вул. Захисників України – вул. Городоцька (АС "Західна") |                        |                                                                   | відсутній (не курсував ніколи, натомість продовжено маршут №45 від пл.Гальцької) |
| 51  | вул. Б. Хмельницького (Галицьке перехрестя) — вул. Б. Грінченка — вул. Гетьмана І. Мазепи — вул. Замарстинівська — просп. В. Чорновола — вул. Городоцька — вул. Кульпарківська — вул. Любінська — вул. С. Петлюри — вул. О. Кульчицької — вул. І. Виговського — вул. Володимира Великого — вул. Княгині Ольги — вул. Наукова (ТЦ «Вікторія Гарденс») | 16/14                  | М3 І класу, не менше 35 пас.                                      | Успіх-БМ                                                                         |
| 52  | Рудне, Духовна семінарія — кільцева дорога — вул. Городоцька — пл. Різні — просп. Чорновола — вул. Липинського —вул. Варшавська (кінцева Петра Панча) — просп. Чорновола — вул. Городоцька — кільцева дорога — Рудно, Духовна семінарія | 15/10                  | М3 І класу, не менше 80 пас.                                      | Комунальне АТП №1                                                                |
| 53  | вул. Б.Хмельницького (Галицьке перехрестя) — вул. В. Липинського — просп. В. Чорновола — просп. Свободи — вул. Князя Романа — вул. І. Франка — вул. Зелена — вул. Шота Руставелі — вул. Волоська — вул. І. Франка — вул. Козельницька — вул. Панаса Мирного — вул. Угорська — просп. Червоної Калини (Санта-Барбара) — вул. Угорська — вул. Віденська — вул. С. Литвиненка — вул. Панаса Мирного — вул. Козельницька — вул. І. Франка — вул. Волоська — вул. Шота Руставелі — вул. Зелена — вул. І. Франка — вул. Підвальна — вул. І. Гонти — пл. Різні — просп. В. Чорновола — вул. В. Липинського — вул. Б. Хмельницького (Галицьке перехрестя) | 16/12                  | М3 І класу, не менше 80 пас.                                      | Успіх-БМ                                                                         |
| 54  | с. Бірки — смт. Брюховичі (вул. Незалежності України) — вул. Брюховицька — вул. Т. Шевченка — вул. Городоцька — пл. М. Кропивницького — вул. С. Бандери — вул. М. Коперника — вул. Академіка А. Сахарова — вул. Стрийська — вул. Луганська — просп. Червоної Калини — вул. Сихівська — вул. І. Кавалерідзе — вул. Коломийська — вул. Б.-І. Антонича | 4/2                    | М3 І класу, не менше 35 пас.                                      | відсутній                                                                        |
| 55А | с. Збиранка — вул. І. Миколайчука – вул. Гетьмана І. Мазепи – вул. Замарстинівська – вул. Варшавська – просп. В. Чорновола – вул. Торгова – пл. Різні | 1/1                    | М3 І класу, не менше 35 пас.                                      | Комунальне АТП №1                                                                |
| 56А | пл. 700-річчя Львова – вул. Під Дубом – просп. В. Чорновола – вул. Варшавська – вул. Замарстинівська – вул. Гетьмана І. Мазепи – вул. Б. Грінченка – вул. Б. Хмельницького – дорога М09 – с. Великі Грибовичі (вул. Дублянська) – м. Дубляни (вул. Б. Хмельницького – вул. І. Франка – вул. М. Коцюбинського – вул. Т. Шевченка) – м. Дубляни (вул. Т. Шевченка) | 1/1                    | М3 І класу, не менше 35 пас.                                      | Комунальне АТП №1                                                                |
| 57  | Пл. Різні – просп.Свободи – пл.Міцкевича – пл. Галицька – вул.Князя Романа – вул. І. Франка – вул. Зелена – вул. Шота Руставелі – вул. Стрийська – вул. М. Максимовича – вул. Стрийська – вул. Шота Руставелі – вул. Зелена – вул. І. Франка – пл. Соборна – вул. В. Винниченка – вул. Підвальна – пл. Данила Галицького – вул. І. Гонти – пл. Князя Ярослава Осмомисла – пл. Різні | 5                      | М3 І класу, не менше 35 пас.                                      | Транссіті                                                                        |
| 58  | вул.Під Дубом – вул.Замарстинівська – вул.Л.Долинського – вул. Б. Хмельницького – вул. Б. Хмельницького – с. Малехів – с. Великі Грибовичі – с. Гряда – с. Великий Дорошів – с. Зашків – с. Завадів – с. Зашків – с. Великий Дорошів – с. Гряда – с. Малехів – вул. Б. Хмельницького – вул.Гайдамацька – вул.Замарстинівська – вул.Хімічна – вул.Джерельна – вул.Під Дубом |                        | М3 І класу, не менше 35 пас.                                      | АТП-14630                                                                        |
| 59  | вул.Під Дубом – вул.Замарстинівська – вул.Л.Долинського – вул. Б. Хмельницького – с. Малехів – с. Великі Грибовичі – с. Гряда – с. Великий Дорошів – с. Зашків – с. Зарудці – с. Зашків – с. Великий Дорошів – с. Гряда – с. Великі Грибовичі – с. Малехів – вул.Липинського – вул.Промислова – вул. Б. Хмельницького – вул.Гайдамацька – вул.Замарстинівська – вул.Під Дубом |                        | М3 І класу, не менше 35 пас.                                      | АТП-14630                                                                        |
| 60  | пл. Різні – просп. В. Чорновола – вул. В. Липинського - вул. Б. Хмельницького – с. Малехів – с. Гамаліївка – с. Малі Підліски – с. Ситихів |                        | М3 І класу, не менше 35 пас.                                      | Комунальне АТП №1                                                                |
| 61  | с. Підрясне – с. Рясне Руське – вул. Т. Шевченка – вул. Захисників України – вул. Городоцька – вул. Торгова – пл. Князя Ярослава Осмомисла – вул. І. Гонти – пл. Данила Галицького – вул. Підвальна – вул. В. Винниченка – пл. Митна – вул. Личаківська – вул. М. Голинського – вул. Тракт Глинянський – с. Підбірці – вул. Тракт Глинянський – вул. Личаківська – пл. Митна – вул. В. Винниченка – вул. Підвальна – пл. Данила Галицького – вул. І. Гонти – пл. Князя Ярослава Осмомисла – вул. Торгова – вул. Городоцька – вул. Т. Шевченка – с. Рясне Руське – с. Підрясне | 10/?                   | М3 І класу, не менше 80 пас.                                      | Комунальне АТП №1                                                                |
| 62  | вул. Б. Хмельницького (станція “Підзамче“) – вул. Б. Хмельницького – с. Малехів – с. Великі Грибовичі – с. Малі Грибовичі – с. Великі Грибовичі – с. Малехів – вул. Б. Хмельницького – вул. Б. Хмельницького (станція “Підзамче“) | 1/1                    | М3 І класу, не менше 35 пас.                                      | Успіх-БМ                                                                         |
| 63  | вул. Під Дубом — просп. В. Чорновола — пл. 700-річчя Львова — вул. Замарстинівська — вул. Л. Долинського — вул. Б. Хмельницького — с. Малехів — с. Великі Грибовичі - с. Гряда — с. Воля Гамулецька — с. Гряда — с. Великі Грибовичі - с. Малехів — вул. Б. Хмельницького — вул. Гайдамацька — вул. Замарстинівська — пл. 700-річчя Львова — вул. Під Дубом | 1/1                    | М3 І класу, не менше 35 пас.                                      | Комунальне АТП №1                                                                |
| 64  | вул. Незалежності України (селище Брюховичі) – вул. Брюховицька – вул. Т. Шевченка – дорога М10 – кільцева дорога – вул. Лугова (с. Рясне-Руське) – кільцева дорога – дорога М10 – вул. Т. Шевченка – вул. Брюховицька – вул. Незалежності України (селище Брюховичі) |                        |                                                                   | відсутній                                                                        |
| 84  | Рудно (вул. Т. Шевченка, Львівська духовна семінарія УГКЦ) – Рудно (вул. Т. Шевченка – вул. М. Лисенка – вул. М. Грушевського – вул. Володимира Великого – вул. А. Шептицького – вул. Лесі Українки) – с. Зимна Вода (вул. Миру – вул. Романа Шухевича) – кільцева дорога – вул. Городоцька – вул. Торгова – пл. Різні – просп. В. Чорновола – вул. Варшавська – вул. Замарстинівська – вул. Гетьмана І. Мазепи – вул. І. Миколайчука – вул. В. Щурата | 20                     | М3 І класу, не менше 80 пас.                                      | Успіх-БМ                                                                         |
| 90  | Рясне-1 (ТЦ “Сільпо“) – вул. Т. Шевченка – с. Рясне-Руське – с. Підрясне – кільцева дорога – вул. Городоцька – вул. Сяйво – вул. Рудненська – вул. Я. Гніздовського – вул. Широка – вул. Суботівська |                        |                                                                   | відсутній (дубль маршруту 1001, не курсував ніколи)                              |
| 92  | вул. Вашингтона — вул. Пасічна — вул. Личаківська — вул. Підвальна — просп. Данила Галицького — вул. Городоцька — вул. Народна — вул. Любінська — вул. Виговського — вул. Патона — вул. Ряшівська — вул. Городоцька — вул. Городоцька (АС Західна) — вул. Городоцька — вул. Ряшівська — вул. Патона — вул. Виговського — вул. Любінська — вул. Окружна — вул. Антоновича — вул. С. Бандери — вул. М. Коперника — вул. П. Дорошенка — пл. Міцкевича — пл. Галицька — пл. Соборна — вул. Личаківська — вул. Пасічна — вул. Вашингтона | 14/10                  | М3 І класу, не менше 80 пас.                                      | Комунальне АТП №1                                                                |
| 99  | пл. Галицька – пл. Соборна – вул. В. Винниченка – вул. Личаківська – вул. І. Ріпина – вул. Ніжинська – вул. Чернеча Гора – Музей народної архітектури і побуту імені Климентія Шептицького (Шевченківський гай) – вул. П. Могили – вул. Мучна – вул. Круп’ярська – вул. Личаківська – вул. В. Винниченка – пл. Соборна – вул. І. Франка – вул. Князя Романа – пл. Галицька | 0/1                    |                                                                   | Комунальне АТП №1                                                                |

### Нічні маршрути
| №  | Маршрут | Перевізник |
| -- | --- | ---------- |
| 1Н | пл. Двірцева (Залізничний вокзал) — вул. Городоцька — пл. Різні — просп. Чорновола — вул. Мазепи — вул. Грінченка — вул. Б. Хмельницького («Галицьке перехрестя»)                                                  | не працює  |
| 2Н | пл. Різні — вул. Городоцька — пл. Двірцева (Залізничний вокзал) — ТЦ «Скриня» — вул. Окружна — вул. Любінська — Аеропорт «Львів» — вул. Патона — вул. Ряшівська — ц. Вознесіння — вул. Городоцька (ТЦ «Метро»)     | не працює  |
| 3Н | пл. Двірцева (Залізничний вокзал) — вул. Городоцька — пл. Різні — просп. Свободи — вул. Дорошенка — вул. Коперника — вул. Сахарова — вул. Стрийська — Автовокзал — вул. Стрийська (ТРЦ «King Cross Leopolis»)      | не працює  |
| 4Н | пл. Двірцева (Залізничний вокзал) — вул. Городоцька — пл. Різні — просп. Свободи — вул. Франка — вул. Козельницька — вул. Мирного — вул. Угорська — просп. Червоної Калини (Санта-Барбара)                         | не працює  |
| 5Н | пл. Двірцева (Залізничний вокзал) — вул. Городоцька — пл. Різні — просп. Свободи — пл. Галицька (вул. Підвальна — вул. Гонти) — вул. Личаківська — вул. Пасічна — вул. Вашингтона — вул. Зелена — вул. Дністерська | не працює  |
| 6Н | пл. Різні — вул. Городоцька — пл. Двірцева (Залізничний вокзал) — ТЦ «Скриня» — вул. Сяйво — вул. Широка — вул. Суботівська — вул. Поівтряна — вул. Левандівська — вул. Шевченка — вул. Величковського (Рясне-2)   | не працює  |
| 7Н | пл. Різні — вул. Городоцька — пл. Двірцева (Залізничний вокзал) — ТЦ «Скриня» — вул. Кульпарківська — вул. Володимира Великого — вул. Княгині Ольги — вул. Наукова (вул. Симоненка)                                | не працює  |

## Приміські маршрути
Через Львів курсує також близько 40 приміських (обласних) маршрути, які перебувають у віданні Львівської обласної державної адміністрації і сполучають місто з прилеглими населеними пунктами в передмістях. Ці маршрути мають тризначні номери.
Існує також чотири приміські маршрути у віданні Львівської міської ради, вони мають чотиризначні номери. Їх запроваджено в рамках введення в дію нової транспортної системи Львова у 2011—2012 роках. 30 грудня 2011 року було оголошено про відкриття 2 маршрутів для обслуговування Кільцевої дороги (1001—1002). Тимчасові угоди на їх обслуговування терміном на три місяці були укладені з приватним ТзОВ «Успіх БМ». Однак маршрут 1001 близько місяця після запровадження нової схеми не курсував через те, що його не було погоджено з облдержадміністрацією; маршрут 1002 так і не був погоджений. Маршрут 1001 виявився нерентабельним і перестав курсувати; натомість з лютого було впроваджено маршрут 1003 до села Збиранка, переданий згодом АТП № 1; а у квітні — маршрут 1004 до Сокільників. З 24 травня 2012 року маршрут № 1001 відновив свою роботу.
В 2016 році на вул. Городоцькій у Львові навпроти ТЦ «Метро» облаштували тимчасову автостанцію «Західна». Це стало першим кроком до того, щоб скоротити міжміські маршрути до автостанцій на околицях міста. Цього ж року Львівська міська рада відкликала усі погодження щодо кінцевих зупинок на пл. Св. Теодора, вул. Зерновій, пл. Петрушевича, пл. Митній, Приміському та Головному залізничному вокзалах. До АС № 3 (вул. Петлюри) мали би курсувати автобуси Городоцького, Мостиського, Старосамбірського напрямків. На нову АС «Західна» мали переселити автобуси Самбірського та Турківського напрямків. Маршрутки Яворівського напрямку мали зупинятися на АС № 4 на вул. Шевченка, 105 навпроти Янівського цвинтаря, допоки не збудують та не введуть в експлуатацію автостанцію у мікрорайоні Рясне-1. До АС №6 (вул. Личаківська 162-182) курсують автобуси Золочівського та Перемишлянського напрямків. Вреальності як ЛОДА, так і самі обласні перевізники противились цьому рішенню і продовжували курсувати за старими схемами. В 2017 році відбулась ще одна спроба скоротити обласні маршрути до автостанцій, цього разу маршрутки Городоцького та Мостиського напрямків мали курсувати не до району Привокзальної, АС-8 (Головний залізничний вокзал), як раніше, а в інші точки: мостиські — до АС «Західна», городоцькі — до АС-3 на вул. Петлюри.
| №    | Маршрут | Перевізник                         |
| ---- | --- | ---------------------------------- |
| 101  | Автостанція № 6 (вул. Личаківська)— м. Винники (Офтальмологічна поліклініка — вул. Івасюка — вул. Галицька — вул. Яворницького — Кільцева дорога) — с. Підгірне — с. Підберізці — с. Чижиків; - с. Миколаїв — с. Підсоснів — с. Городиславичі | ФОП «БАНДРОВСЬКА М.Г.»             |
| 102  | пл. Митна — вул. Личаківська — м. Винники — Кільцева дорога — с. Соснівка — с. Дмитровичі | ТОВ «Миколаївське АТП-14627»       |
| 103  | вул. Митрополита Андрея — вул. Кульпарківська — вул. Володимира Великого — вул. Стрийська — с. Солонка — с. Липники — с. Хоросно |                                    |
| 104  | вул. Зернова — просп. Чорновола — вул. Замарстинівська — смт. Брюховичі — с. Бірки — с. Лозино — с. Дубровиця |                                    |
| 105  | пл. Митна — вул. Личаківська — м. Винники — с. Підгірне — с. Підберізці |                                    |
| 108  | вул. Митрополита Андрея — с. Хоросно |                                    |
| 109  | Автостанція № 3 (вул. Петлюри, 11) — с. Пустомити — с. Піски — с. Добряни |                                    |
| 110  | пл. Митна — вул. Личаківська — м. Винники — Кільцева дорога — с. Чишки |                                    |
| 111  | вул. Виговського (ринок «Південний») — вул. Городоцька — просп. Чорновола — вул. Гетьмана Мазепи — вул. Грінченка — вул. Богдана Хмельницького — с. Малехів — м. Дубляни | ТзОВ «АТП-14631»                   |
| 113  | Автостанція № 3 (вул. Петлюри, 11) — с. Яструбків |                                    |
| 114  | вул. Виговського (ринок «Південний») — вул. Володимира Великого — вул. Княгині Ольги — вул. Академіка Сахарова — вул. Коперника (у зворотному напрямку: вул. Дорошенка — вул. Вербицького — вул. Коперника) — просп. Свободи — просп. Чорновола — вул. Липинського — вул. Богдана Хмельницького — с. Малехів — с. Муроване — с. Сороки-Львівські — с. Ямпіль |                                    |
| 115  | вул. Митрополита Андрея — с. Сокільники — с. Солонка — с. Ков'ярі — с. Липники — с. Загір'я — с. Вовків — с. Милятичі — с. Товщів |                                    |
| 116  | Автостанція № 5 — вул. Зелена — вул. Сихівська — просп. Червоної Калини (Санта-Барбара) — вул. Хуторівка — вул. Стрийська — с. Солонка — с. Ков'ярі — с. Липники — с. Поршна — м. Пустомити |                                    |
| 117  | вул. Виговського (поліклініка № 5) — вул. Кульпарківська — вул. Наукова — вул. Хуторівка — просп. Червоної Калини — вул. Сихівська — вул. Зелена — вул. Джорджа Вашингтона — вул. Пасічна — вул. Личаківська — Тракт Глинянський — с. Лисиничі — м. Винники (вул. Івасюка) | скасовано                          |
| 119  | Автостанція № 3 (вул. Петлюри, 11) — вул. Садова — вул. Кульпарківська — с. Малечковичі — с. Наварія — м. Пустомити — с. Містки — с. Полянка |                                    |
| 120  | Автостанція № 2 (Автовокзал «Північний») — с. Малехів — с. Гамаліївка — с. Малі Підліски — смт. Запитів — с. Старий Яричів — смт. Новий Яричів |                                    |
| 121  | вул. Городоцька (приміський вокзал) — просп. Чорновола (у зворотному напрямку: просп. Чорновола — вул. Куліша) — вул. Липинського — вул. Богдана Хмельницького — с. Малехів — м. Дубляни — с. Ямпіль — с. Пикуловичі — с. Борщовичі | ПП "Гал-Всесвіт                    |
| 123  | Автостанція № 2 (Автовокзал «Північний») — смт. Брюховичі — с. Бірки — с. Буда — с. Лозино — с. Дубровиця — с. Фійна — с. Крехів |                                    |
| 124  | Автостанція № 2 (Автовокзал «Північний») — с. Великі Грибовичі — с. Великий Дорошів — с. Куликів — с. Надичі — с. Гребінці — с. Віднів — с. Сулимів |                                    |
| 125  | Автостанція № 8 — Рясне — с. Рясне-Руське — с. Страдч — с. Івано-Франкове — м. Новояворіськ — смт. Шкло |                                    |
| 126  | вул. Городоцька (приміський вокзал) — с. Холодновідка — с. Оброшине — с. Ставчани — с. Підгайці — с. Любовичі — с. Великий Любінь |                                    |
| 127  | Автостанція № 2 (Автовокзал «Північний») — с. Великі Грибовичі — с. Великий Дорошів — с. Куликів — с. Надичі — с. Нове Село — с. Кошелів — с. Стронятин |                                    |
| 129  | |                                    |
| 131  | с. Рясне-Руське — вул. Шевченка — вул. Левандівська — вул. Сяйво — вул. Городоцька — вул. Виговського — вул. Володимира Великого (у зворотному напрямку: вул. Наукова — вул. Княгині Ольги — вул. Володимира Великого) — вул. Стрийська (ТРЦ «King Cross Leopolis») | ТзОВ «Атто»                        |
| 132  | Автостанція № 3 (вул. Петлюри, 11) — с. Малечковичі — с. Наварія — м. Пустомити — с. Щирець — с. Одиноке — с. Сердиця — с. Дуб'янка |                                    |
| 133  | вул. Митрополита Андрея (пам'ятник Степану Бандері) — вул. Героїв УПА (у зворотному напрямку: вул. Кульпарківська) — вул. Кульпарківська — вул. Володимира Великого — вул. Стрийська (у зворотному напрямку: вул. Стрийська — вул. Рубчака — вул. Тролейбусна — вул. Володимира Великого) — с. Солонка — с. Ков'ярі | ТзОВ «Атто»                        |
| 133а | Автостанція № 3 (вул. Петлюри, 11) — вул. Садова — вул. Кульпарківська — вул. Володимира Великого — вул. Стрийська — с. Сокільники — с. Солонка — с. Жирівка |                                    |
| 138  | вул. Джорджа Вашингтона — вул. Пасічна — вул. Личаківська — пл. Митна — вул. Підвальна — вул. Гонти — вул. Городоцька — вул. Менцинського — вул. Листопадового Чину (у зворотному напрямку: вул. Устияновича — вул. Технічна — вул. Крушельницької — вул. Дорошенка — просп. Свободи — пл. Галицька) — вул. Митрополита Андрея — вул. Героїв УПА — вул. Копистинського — вул. Любінська (у зворотному напрямку: вул. Любінська — вул. Окружна — вул. Антоновича) — вул. Виговського — вул. Патона — вул. Ряшівська — вул. Городоцька — с. Холодновідка — с. Лапаївка               | ПП «СОП-Транс»                     |
| 140  | вул. Городоцька (приміський вокзал) — с. Холодновідка — с. Конопниця — с. Воля-Бартатівська — м. Городок |                                    |
| 141  | Приміський вокзал (вул. Городоцька) — вул. Кульпарківська — с. Сокільники — с. Малечковичі — с. Наварія — м. Пустомити |                                    |
| 142  | Автостанція № 3 (вул. Петлюри, 11) — вул. Любінська — вул. Виговського — вул. Городоцька — с. Холодновідка — Скнилів — с. Басівка — с. Годовиця — с. Наварія — м. Пустомити | скасовано                          |
| 143  | Автостанція № 5 — с. Давидів — с. Звенигород — с. Відники |                                    |
| 144  | вул. Під Дубом — вул. Куліша — вул. Городоцька — вул. Шевченка — вул. Брюховицька — смт. Брюховичі (вул. Незалежності України) — с. Бірки — с. Лісопотік — с. Ясниська |                                    |
| 147  | пл. Митна — вул. Личаківська (Винниківський ринок) — м. Винники — Кільцева дорога — с. Миклашів |                                    |
| 148  | Приміський вокзал (вул. Городоцька) — с. Лапаївка — с. Оброшине — м. Пустомити |                                    |
| 150  | Автостанція № 2 (Автовокзал «Північний») — Кам'янка-Бузька | ПП «АТП-Завада»                    |
| 151  | Автостанція № 2 (Автовокзал «Північний») — вул. Липинського — вул. Хмельницького — Малехів — Грибовичі — Гряда — Дорошів — Куликів — Перемивки — Смереків — Сопошин — Жовква |                                    |
| 153  | Автостанція № 2 (Автовокзал «Північний») — с. Великі Грибовичі — с. Великий Дорошів — с. Куликів — с. Звертів — с. Перемивки — с. Сопошин — м. Жовква |                                    |
| 154  | Автостанція № 5 — с. Давидів — с. Звенигород — с. Гаї — с. Городиславичі |                                    |
| 155  | Автостанція № 6 (вул. Личаківська) — вул. Ялівець — вул. Бахматюка — вул. Дріжджова — Винниківське озеро — м. Винники (Офтальмологічна поліклініка — вул. Івасюка — вул. Галицька — вул. Яворницького — Кільцева дорога) — с. Підгірне — с. Підберізці — с. Чижиків — с. Тарасівка — с. Печенія — с. Куровичі — с. Вижняни(Магазин) с. Вижняни; — с.Заставне(Сільська рада,Магазин,Стадіон,Мельники) — с. Розворяни — м. Глиняни (вул. Івана Франка — вул. Івана Мазепи або Санта Барбара — кінцева зупинка)                                                                       | ФОП "БАНДРОВСЬКА МАРТА ГРИГОРІВНА" |
| 156  | вул. Під Дубом — вул. Куліша (у зворотному напрямку: просп. Чорновола) — вул. Городоцька — Кільцева дорога — с. Зимна Вода |                                    |
| 160  | вул. Шота Руставелі — вул. Зелена — Сихівський цвинтар — с. Давидів — вул. Зелена — вул. Сихівська — пр. Червоної Калини — вул. Стуса — вул. Снопківська — вул. Волоська — вул. Шота Руставелі |                                    |
| 161  | вул. Шота Руставелі — вул. Зелена — с. Давидів — с. Милятичі |                                    |
| 164  | Автостанція № 6 (вул. Личаківська) — м. Винники (Офтальмологічна поліклініка — вул. Івасюка — вул. Галицька — вул. Яворницького — Кільцева дорога) — с. Підгірне - с. Підберізці; - с. Чижиків; — с. Тарасівка — с. Чорнушовичі — с. Журавники | ФОП "БАНДРОВСЬКА МАРТА ГРИГОРІВНА" |
| 165  | Автостанція № 2 (Автовокзал «Північний») — с. Великі Грибовичі — с. Великий Дорошів — с. Зашків — с. Завадів |                                    |
| 166  | Автостанція № 6 (вул. Личаківська) — вул. Ялівець — вул. Бахматюка — вул. Дріжджова — Винниківське озеро — м. Винники (Офтальмологічна поліклініка — вул. Івасюка — вул. Галицька — вул. Яворницького — Кільцева дорога) — с. Підгірне — с. Підберізці — с. Чижиків — с. Тарасівка — с. Печенія — с. Куровичі — с. Вижняни (Магазин) - с.Вижняни; — с. Великий Полюхів (Магазин,Капличка,Хрест,Капличка) — с. Розворяни(Магазин,Школа) — м. Глиняни (вул. Івана Франка — вул. Івана Мазепи або Санта Барбара — кінцева зупинка)                                                    | ФОП "БАНДРОВСЬКА МАРТА ГРИГОРІВНА" |
| 167  | Автостанція № 2 (Автовокзал «Північний») — с. Великі Грибовичі — с. Великий Дорошів — с. Куликів — с. Артасів — с. Нагірці — с. Зіболки — с. Блищоводи — м. Жовква |                                    |
| 169  | вул. Митрополита Андрея (пам'ятник Степану Бандері) — вул. Героїв УПА (у зворотному напрямку: вул. Антоновича) — вул. Кульпарківська — вул. Володимира Великого — вул. Стрийська (у зворотному напрямку: вул. Стрийська — вул. Рубчака — вул. Тролейбусна — вул. Володимира Великого) — с. Солонка — с. Ков'ярі — с. Загір'я — с. Вовків — с. Милятичі |                                    |
| 170  | вул. Городоцька (приміський вокзал) — с. Холодновідка — с. Конопниця — с. Воля-Бартатівська — с. Керниця |                                    |
| 171  | вул. Митрополита Андрея (пам'ятник Степану Бандері) — вул. Героїв УПА (у зворотному напрямку: вул. Антоновича) — вул. Кульпарківська — с. Малечковичі — с. Наварія — с. Годовиця — с. Басівка |                                    |
| 173  | Приміський вокзал — вул. Городоцька — вул. Шевченка — Рясне — с. Рясне-Руське — с. Страдч — с. Івано-Франкове — с. Поріччя — с. Мальчиці |                                    |
| 175  | Автостанція № 2 (Автовокзал «Північний») — с. Великі Грибовичі — с. Великий Дорошів — с. Куликів — с. Перемивки — с. Сопошин — м. Жовква — с. Стара Скварява — с. Мокротин |                                    |
| 177  | Автостанція № 4 — вул. Шевченка — Рясне — с. Рясне-Руське — с. Страдч — с. Івано-Франкове — с. Лелехівка |                                    |
| 178  | вул. Зелена — с. Давидів — с. Черепин |                                    |
| 179  | вул. Івана Кавалерідзе — вул. Сихівська — м/н Старий Сихів — вул. Колодязна — станція Сихів — с. Пасіки-Зубрицькі (Пульмонологічний центр) — Сихівський цвинтар — с. Пасіки-Зубрицькі (вул. Лесі Українки) — вул. Трильовського — Санта-Барбара — вул. Коломийська — Поліклініка № 4 — Центр Довженка | ТОВ "УСПІХ БМ"                     |
| 180а | вул. Зернова — просп. Чорновола (у зворотному напрямку: просп. Чорновола — вул. Куліша) — вул. Липинського — вул. Богдана Хмельницького — с. Малехів — м. Дубляни |                                    |
| 181  | Автостанція № 6 (вул. Личаківська) — вул. Ялівець — вул. Бахматюка — вул. Дріжджова — Винниківське озеро — м. Винники (Офтальмологічна поліклініка — вул. Івасюка — вул. Галицька — вул. Яворницького — Кільцева дорога) — с. Підгірне — с. Підберізці — с. Чижиків — с. Тарасівка — с. Печенія — с. Куровичі с.Вижняни(Магазин) — с.Вижняни — с. Заставне(Сільська рада,Магазин,Стадіон,Мельники) — с. Розворяни — м. Глиняни (вул. Івана Франка — вул. Івана Мазепи або Санта Барбара — Газовня — Лікарня — вул. Стуса) — с. Женів                                               | ФОП "БАНДРОВСЬКА МАРТА ГРИГОРІВНА" |
| 182  | Приміський вокзал — вул. Городоцька — с. Холодновідка — с. Конопниця — с. Воля-Бартатівська — с. Мшана — с. Залужжя — с. Повітно — с. Заверешиця — с. Мальчиці |                                    |
| 183  | Автостанція № 2 (Автовокзал «Північний») — Приміський вокзал — вул. Городоцька — Кільцева дорога — с. Зимна Вода — с. Суховоля |                                    |
| 184  | Автостанція № 2 (Автовокзал «Північний») — Приміський вокзал — вул. Городоцька — Кільцева дорога — с. Зимна Вода — смт. Рудне — с. Суховоля (Доманів) |                                    |
| 185  | |                                    |
| 187  | |                                    |
| 195  | |                                    |
| 199  | вул. Городоцька (приміський вокзал) — вул. Авіаційна — с. Скнилів |                                    |
| 196  | |                                    |
| 199  | |                                    |
| 206  | |                                    |
| 210  | |                                    |
| 217а | вул. Величковського (Рясне-2) — вул. Шевченка — вул. Городоцька — вул. Гонти — вул. Підвальна — пл. Митна — вул. Личаківська — Тракт Глинянський — с. Лисиничі — с. Підбірці | ПП «Ліон-Транс»                    |
| 219  | |                                    |
| 231  | |                                    |
| 247  | |                                    |
| 255  | пл. Митна — вул. Личаківська - Автостанція №6— м. Винники (Офтальмологічна поліклініка — вул. Івасюка — вул. Галицька — вул. Яворницького — Кільцева дорога) - с. Миклашів - с. Нижня Білка - с. Сухоріччя | ТОВ «Миколаївське АТП-14627»       |
| 260  | Автостанція № 6 (вул. Личаківська) — вул. Ялівець — вул. Бахматюка — вул. Дріжджова — Винниківське озеро — м. Винники (Офтальмологічна поліклініка — вул. Івасюка — вул. Галицька — вул. Яворницького — Кільцева дорога) — с. Підгірне — с. Підберізці — с. Чижиків | ПП "Вест - Авто"                   |
| 261  | |                                    |
| 263  | Автостанція 6 (вул.Личаківська) - вул. Ялівець -вул.Бахматюка - вул.Дріжджова - Винниківське озеро - м.Винники(Офтальмологічна поліклініка - вул.Івасюка - вул.Галицька - вул.Яворницького - Кільцева дорога) - с.Підгірне -с.Підберізці - c.Верхня Білка | ФОП Мудрий І.В.                    |
| 264  | Автостанція № 6 (вул. Личаківська) — вул. Ялівець — вул. Бахматюка — вул. Дріжджова — Винниківське озеро — м. Винники (вул. Івасюка — вул. Галицька — вул. Яворницького — Кільцева дорога) — с. Підгірне — с. Підберізці — с. Чижиків — с. Гаї — с. Глуховичі | ФОП"БАНДРОВСЬКА МАРТА ГРИГОРІВНА"  |
| 265  | |                                    |
| 267  | |                                    |
| 269  | |                                    |
| 270  | |                                    |
| 273  | |                                    |
| 277  | |                                    |
| 286  | Центр Довженка — вул. Івана Кавалерідзе — вул. Сихівська — м/н Старий Сихів — вул. Колодязна — станція Сихів — с. Пасіки-Зубрицькі (Пульмонологічний центр) — Сихівський цвинтар — с. Пасіки-Зубрицькі (Кільцева дорога) — с. Кротошин | ТОВ "Львівське АТП-14631"          |
| 287  | вул. Драгана — просп. Червоної Калини — вул. Хуторівка — вул. Стрийська — вул. Володимира Великого (у зворотному напрямку — вул. Володимира Великого — вул. Тролейбусна — вул. Рубчака — вул. Стрийська) — вул. Виговського — вул. Патона — вул. Ряшівська — вул. Городоцька — Кільцева дорога — с. Зимна Вода — смт. Рудне |                                    |
| 288  | |                                    |
| 295  | |                                    |
| 296  | |                                    |
| 303  | |                                    |
| 320  | |                                    |
| 330  | |                                    |
| 331  | Автостанція № 6 - вул. Ялівець — вул. Бахматюка — вул. Дріжджова — Винниківське озеро — м. Винники (вул. Івасюка — вул. Галицька — вул. Яворницького — Кільцева дорога) — с. Підгірне — с. Підберізці — с. Чижиків — с. Тарасівка — с. Печенія — с. Куровичі — с. Погорільці - с. Станимир - с. Ганачівка - с. Селиська | ПП "Автошлях"                      |
| 332  | Автостанція № 6 - вул. Ялівець — вул. Бахматюка — вул. Дріжджова — Винниківське озеро — м. Винники (вул. Івасюка — вул. Галицька — вул. Яворницького — Кільцева дорога) — с. Підгірне — с. Підберізці — с. Чижиків — с. Тарасівка — с. Печенія — с. Куровичі - с. Солова - с. Під'ярків | ПП "Автошлях"                      |
| 333  | |                                    |
| 334  | |                                    |
| 348  | |                                    |
| 387  | |                                    |
| 390  | |                                    |
| 393  | |                                    |
| 416  | Автостанція "Золочів" - с. Хильчиці - с. Почапи - с. Гончарівка - с. Скварява - с. Острівчик-Пильний - с. Петричі - смт Красне - с. Русилів - с. Балучин - м. Глиняни | ПП "Вест-Авто"                     |
| 430  | Автостанція "Золочів" - с. Ясенівці - с. Червоне - с. Велика Вільшаниця - с. Бортків - с. Скнилів - с. Мала Вільшанка - с. Андріївка - смт Красне - с. Русилів - с. Балучин - м. Глиняни | ПП "Вест-Авто"                     |
| 431  | Автостанція "Золочів" - с. Ясенівці - с. Червоне - с. Стінка - с. Велика Вільшаниця - с. Новосілки - с. Митулин - с. Словіта - с. Якторів - с. Мазів - м. Глиняни | ПП "Вест-Авто"                     |
| 526  | Автостанція № 6 (вул. Личаківська) — вул. Ялівець — вул. Бахматюка — вул. Дріжджова — Винниківське озеро — м. Винники (Офтальмологічна поліклініка — вул. Івасюка — вул. Галицька — вул. Яворницького — Кільцева дорога) — с. Підгірне — с. Підберізці — с. Чижиків — с. Тарасівка — с. Печенія — с. Куровичі — с. Підгайчики — с. Шопки — с. Якторів —с. Мазів — м. Глиняни — с. Перегноїв — с. Кривичі | ФОП "БАНДРОВСЬКА МАРТА ГРИГОРІВНА" |
| 725  | Автостанція № 6 — вул. Ялівець — вул. Бахматюка — вул. Дріжджова — Винниківське озеро — м. Винники (Офтальмологічна поліклініка — вул. Івасюка — вул. Галицька — вул. Яворницького — Кільцева дорога) — с. Підгірне — с. Підберізці — с. Чижиків — с. Тарасівка — с. Печенія — с. Куровичі - с. Погорільці - с. Затемне - с. Коросне - м. Перемишляни - с. Мерещів - с. Брюховичі - с. Кореличі | ПП "Автошлях"                      |
| 726  | Автостанція № 6 — вул. Ялівець — вул. Бахматюка — вул. Дріжджова — Винниківське озеро — м. Винники (Офтальмологічна поліклініка — вул. Івасюка — вул. Галицька — вул. Яворницького — Кільцева дорога) — с. Підгірне — с. Підберізці — с. Чижиків — с. Тарасівка — с. Печенія — с. Куровичі - с. Погорільці - с. Затемне - с. Коросне - м. Перемишляни - с. Мерещів - с. Вовків - с. Брикун - с. Плетеничі - с. Малий Полюхів | ПП "Автошлях"                      |
| 727  | Автостанція № 6 — вул. Ялівець — вул. Бахматюка — вул. Дріжджова — Винниківське озеро — м. Винники (Офтальмологічна поліклініка — вул. Івасюка — вул. Галицька — вул. Яворницького — Кільцева дорога) — с. Підгірне — с. Підберізці — с. Чижиків — с. Тарасівка — с. Печенія — с. Куровичі - с. Погорільці - с. Затемне - с. Коросне - м. Перемишляни - с. Унів | ПП "Автошлях"                      |
| 729  | Автостанція № 6 — вул. Ялівець — вул. Бахматюка — вул. Дріжджова — Винниківське озеро — м. Винники (Офтальмологічна поліклініка — вул. Івасюка — вул. Галицька — вул. Яворницького — Кільцева дорога) — с. Підгірне — с. Підберізці — с. Чижиків — с. Тарасівка — с. Печенія — с. Куровичі - с. Погорільці - с. Затемне - с. Коросне - м. Перемишляни - с. Борщів - с. Виписки - с. Чемеринці - с. Плеників - с. Вишнівчик | ПП "Автошлях"                      |
| 731  | Автостанція № 6 — вул. Ялівець — вул. Бахматюка — вул. Дріжджова — Винниківське озеро — м. Винники (Офтальмологічна поліклініка — вул. Івасюка — вул. Галицька — вул. Яворницького — Кільцева дорога) — с. Підгірне — с. Підберізці — с. Чижиків — с. Тарасівка — с. Печенія — с. Куровичі - с. Погорільці - с. Затемне - с. Коросне - м. Перемишляни - с. Борщів - с. Виписки - с. Пнятин - с. Ладанці | ФОП "ГАЦ МИХАЙЛО БОГДАНОВИЧ"       |
| 733  | Автостанція № 6 — вул. Ялівець — вул. Бахматюка — вул. Дріжджова — Винниківське озеро — м. Винники (Офтальмологічна поліклініка — вул. Івасюка — вул. Галицька — вул. Яворницького — Кільцева дорога) — с. Підгірне — с. Підберізці — с. Чижиків — с. Тарасівка — с. Печенія — с. Куровичі - с. Погорільці - с. Затемне - с. Коросне - м. Перемишляни - с. Мерещів - с. Брюховичі - с. Іванівка - с. Болотня - с. Подусільня | ПП "Автошлях"                      |
| 734  | Автостанція № 6 — вул. Ялівець — вул. Бахматюка — вул. Дріжджова — Винниківське озеро — м. Винники (Офтальмологічна поліклініка — вул. Івасюка — вул. Галицька — вул. Яворницького — Кільцева дорога) — с. Підгірне — с. Підберізці — с. Чижиків — с. Тарасівка — с. Печенія — с. Куровичі - с. Погорільці - с. Затемне - с. Коросне - м. Перемишляни - с. Мерещів - с. Брюховичі - с. Дусанів - с. Бачів | ПП "Автошлях"                      |
| 735  | Автостанція № 6 — вул. Ялівець — вул. Бахматюка — вул. Дріжджова — Винниківське озеро — м. Винники (Офтальмологічна поліклініка — вул. Івасюка — вул. Галицька — вул. Яворницького — Кільцева дорога) — с. Підгірне — с. Підберізці — с. Чижиків — с. Тарасівка — с. Печенія — с. Куровичі - с. Погорільці - с. Затемне - с. Коросне - м. Перемишляни - с. Борщів - с. Липівці - с. Лоні | ПП "Автошлях"                      |
| 737  | Автостанція № 6 — вул. Ялівець — вул. Бахматюка — вул. Дріжджова — Винниківське озеро — м. Винники (Офтальмологічна поліклініка — вул. Івасюка — вул. Галицька — вул. Яворницького — Кільцева дорога) — с. Підгірне — с. Підберізці — с. Чижиків — с. Тарасівка — с. Печенія — с. Куровичі - с. Погорільці - с. Затемне - с. Коросне - м. Перемишляни - с. Борщів - с. Виписки - с. Чемеринці - с. Курний - с. Дунаїв - с. Біле | ПП "Автошлях"                      |
| 738  | Автостанція № 6 — вул. Ялівець — вул. Бахматюка — вул. Дріжджова — Винниківське озеро — м. Винники (Офтальмологічна поліклініка — вул. Івасюка — вул. Галицька — вул. Яворницького — Кільцева дорога) — с. Підгірне — с. Підберізці — с. Чижиків — с. Тарасівка — с. Печенія — с. Куровичі - с. Погорільці - с. Затемне - с. Коросне - м. Перемишляни - с. Мерещів - с. Брюховичі - с. Костенів - с. Білка - с. Подусів - с. Новосілки | ПП "Автошлях"                      |
| 739  | Автостанція № 6 — вул. Ялівець — вул. Бахматюка — вул. Дріжджова — Винниківське озеро — м. Винники (Офтальмологічна поліклініка — вул. Івасюка — вул. Галицька — вул. Яворницького — Кільцева дорога) — с. Підгірне — с. Підберізці — с. Чижиків — с. Тарасівка — с. Печенія — с. Куровичі — с. Підгайчики — с. Шопки — с. Якторів - с. Словіта - с. Митулин - с. Новосілки - с. Велика Вільшаниця - с. Трудовач - с. Гологірки - с. Зашків - с. Вишнівчик - с. Плеників - с. Чемеринці - с. Курний - с. Дунаїв - с. Смереківка                                                    | ПП "Автошлях"                      |
| 739А | Автостанція № 6 — вул. Ялівець — вул. Бахматюка — вул. Дріжджова — Винниківське озеро — м. Винники (Офтальмологічна поліклініка — вул. Івасюка — вул. Галицька — вул. Яворницького — Кільцева дорога) — с. Підгірне — с. Підберізці — с. Чижиків — с. Тарасівка — с. Печенія — с. Куровичі - с. Погорільці - с. Затемне - с. Коросне - м. Перемишляни - с. Борщів - с. Виписки - с. Чемеринці - с. Курний - с. Дунаїв - с. Смереківка | ФОП "ГАЦ МИХАЙЛО БОГДАНОВИЧ"       |
| 741  | Автостанція № 6 — вул. Ялівець — вул. Бахматюка — вул. Дріжджова — Винниківське озеро — м. Винники (Офтальмологічна поліклініка — вул. Івасюка — вул. Галицька — вул. Яворницького — Кільцева дорога) — с. Підгірне — с. Підберізці — с. Чижиків — с. Тарасівка — с. Печенія — с. Куровичі - с. Погорільці - с. Затемне - с. Коросне - м. Перемишляни - с. Борщів - с. Виписки - с. Чемеринці - с. Курний - с. Дунаїв - с. Біле - с. Хомина | ФОП "ГАЦ МИХАЙЛО БОГДАНОВИЧ"       |
| 742  | Автостанція № 6 — вул. Ялівець — вул. Бахматюка — вул. Дріжджова — Винниківське озеро — м. Винники (Офтальмологічна поліклініка — вул. Івасюка — вул. Галицька — вул. Яворницького — Кільцева дорога) — с. Підгірне — с. Підберізці — с. Чижиків — с. Тарасівка — с. Печенія — с. Куровичі - с. Погорільці - с. Затемне - с. Коросне - м. Перемишляни - с. Мерещів - с. Осталовичі - с. Розсохи - с. Утіховичі - с. Добряничі - с. Прибин | ФОП "ГАЦ МИХАЙЛО БОГДАНОВИЧ"       |
| 743  | Автостанція № 6 — вул. Ялівець — вул. Бахматюка — вул. Дріжджова — Винниківське озеро — м. Винники (Офтальмологічна поліклініка — вул. Івасюка — вул. Галицька — вул. Яворницького — Кільцева дорога) — с. Підгірне — с. Підберізці — с. Чижиків — с. Тарасівка — с. Печенія — с. Куровичі - с. Погорільці - с. Затемне - с. Коросне - м. Перемишляни - с. Борщів - с. Липівці | ФОП "ГАЦ МИХАЙЛО БОГДАНОВИЧ"       |
| 745  | Автостанція №6 - вул. Ялівець — вул. Бахматюка — вул. Дріжджова — Винниківське озеро — м. Винники (Офтальмологічна поліклініка — вул. Івасюка — вул. Галицька — вул. Яворницького — Кільцева дорога) — с. Підгірне — с. Підберізці — с. Чижиків — с. Тарасівка — с. Печенія — с. Куровичі - с. Погорільці - с. Затемне - с. Коросне - м. Перемишляни - с. Мерещів - с. Брюховичі - с. Дусанів | ФОП "ГАЦ МИХАЙЛО БОГДАНОВИЧ"       |
| 750  | Автостанція № 6 — вул. Ялівець — вул. Бахматюка — вул. Дріжджова — Винниківське озеро — м. Винники (Офтальмологічна поліклініка — вул. Івасюка — вул. Галицька — вул. Яворницького — Кільцева дорога) — с. Підгірне — с. Підберізці — с. Чижиків — с. Тарасівка — с. Печенія — с. Куровичі — с. Підгайчики — с. Шопки — с. Якторів - с. Словіта - с. Митулин - с. Новосілки - с. Велика Вільшаниця - с. Стінка - с. Червоне - с. Ясенівці - м. Золочів | ПП "АТП-ЗАВАДА"                    |
| 751  | Автостанція № 6 — вул. Ялівець — вул. Бахматюка — вул. Дріжджова — Винниківське озеро — м. Винники (Офтальмологічна поліклініка — вул. Івасюка — вул. Галицька — вул. Яворницького — Кільцева дорога) — с. Підгірне — с. Підберізці — с. Чижиків — с. Тарасівка — с. Печенія — с. Куровичі — с. Підгайчики — с. Шопки — с. Якторів - с. Словіта - с. Митулин - с. Новосілки - с. Велика Вільшаниця - с. Стінка - с. Червоне - с. Ясенівці - м. Золочів - с. Підгородне - с. Струтин - с. Кийків - с. Зарваниця - с. Поляни - с. Красносільц - с. Торгів - смт. Поморяни            | ПП "АТП-ЗАВАДА"                    |
| 753  | Автостанція № 6 — вул. Ялівець — вул. Бахматюка — вул. Дріжджова — Винниківське озеро — м. Винники (Офтальмологічна поліклініка — вул. Івасюка — вул. Галицька — вул. Яворницького — Кільцева дорога) — с. Підгірне — с. Підберізці — с. Чижиків — с. Тарасівка — с. Печенія — с. Куровичі — с. Підгайчики — с. Шопки — с. Якторів - с. Словіта - с. Митулин - с. Новосілки - с. Велика Вільшаниця - с. Стінка - с. Червоне - с. Ясенівці - м. Золочів - с. Підгородне - с. Струтин - с. Кийків - с. Зарваниця - с. Плугів - с. Підлипців - с. Івачів - с. Осовиця - с. Новоселище | ПП "АТП-ЗАВАДА"                    |
| 754  | Автостанція № 6 — вул. Ялівець — вул. Бахматюка — вул. Дріжджова — Винниківське озеро — м. Винники (Офтальмологічна поліклініка — вул. Івасюка — вул. Галицька — вул. Яворницького — Кільцева дорога) — с. Підгірне — с. Підберізці — с. Чижиків — с. Тарасівка — с. Печенія — с. Куровичі — с. Підгайчики — с. Шопки — с. Якторів - с. Словіта - с. Митулин - с. Новосілки - с. Велика Вільшаниця - с. Стінка - с. Червоне - с. Ясенівці - м. Золочів - с. Єлиховичі - с. Сасів - с. Колтів - с. Кругів - с. Лукавець - с. Батьків                                                | ПП "Вест - Авто"                   |
| 755  | Автостанція № 6 — вул. Ялівець — вул. Бахматюка — вул. Дріжджова — Винниківське озеро — м. Винники (Офтальмологічна поліклініка — вул. Івасюка — вул. Галицька — вул. Яворницького — Кільцева дорога) — с. Підгірне — с. Підберізці — с. Чижиків — с. Тарасівка — с. Печенія — с. Куровичі — с. Підгайчики — с. Шопки — с. Якторів - с. Словіта - с. Митулин - с. Новосілки - с. Велика Вільшаниця - с. Стінка - с. Червоне - с. Ясенівці - м. Золочів - с. Вороняки - с. Ремезівці - с. Шпилокоси - с. Жуків - с. Кропивна                                                        | ПП "АТП-ЗАВАДА"                    |
| 757  | Автостанція № 6 — вул. Ялівець — вул. Бахматюка — вул. Дріжджова — Винниківське озеро — м. Винники (Офтальмологічна поліклініка — вул. Івасюка — вул. Галицька — вул. Яворницького — Кільцева дорога) — с. Підгірне — с. Підберізці — с. Чижиків — с. Тарасівка — с. Печенія — с. Куровичі — с. Підгайчики — с. Шопки — с. Якторів - с. Словіта - с. Митулин - с. Новосілки - с. Велика Вільшаниця - с. Стінка - с. Червоне - с. Ясенівці - м. Золочів - с. Єлиховичі - с. Сасів - с. Хомець - с. Грабово - с. Гутище - с. Підгірці                                                | ПП "Вест - Авто"                   |
| 759  | Автостанція № 6 — вул. Ялівець — вул. Бахматюка — вул. Дріжджова — Винниківське озеро — м. Винники (Офтальмологічна поліклініка — вул. Івасюка — вул. Галицька — вул. Яворницького — Кільцева дорога) — с. Підгірне — с. Підберізці — с. Чижиків — с. Тарасівка — с. Печенія — с. Куровичі — с. Підгайчики — с. Шопки — с. Якторів - с. Словіта - с. Митулин - с. Новосілки - с. Велика Вільшаниця - с. Стінка - с. Червоне - с. Ясенівці - м. Золочів - с. Золочівка - с. Луг - с. Монастирок                                                                                     | ПП "Вест - Авто"                   |
| 762  | Автостанція № 6 — вул. Ялівець — вул. Бахматюка — вул. Дріжджова — Винниківське озеро — м. Винники (Офтальмологічна поліклініка — вул. Івасюка — вул. Галицька — вул. Яворницького — Кільцева дорога) — с. Підгірне — с. Підберізці — с. Чижиків — с. Тарасівка — с. Печенія — с. Куровичі — с. Підгайчики — с. Шопки — с. Якторів - с. Словіта - с. Митулин - с. Новосілки - с. Велика Вільшаниця - с. Стінка - с. Червоне - с. Ясенівці - м. Золочів - с. Єлиховичі - с. Сасів - с. Хомець - с. Ушня                                                                             | ПП "Вест - Авто"                   |
| 763  | Автостанція № 6 — вул. Ялівець — вул. Бахматюка — вул. Дріжджова — Винниківське озеро — м. Винники (Офтальмологічна поліклініка — вул. Івасюка — вул. Галицька — вул. Яворницького — Кільцева дорога) — с. Підгірне — с. Підберізці — с. Чижиків — с. Тарасівка — с. Печенія — с. Куровичі — с. Підгайчики — с. Шопки — с. Якторів - с. Словіта - с. Митулин - с. Новосілки - с. Велика Вільшаниця - с. Стінка - с. Червоне - с. Ясенівці - м. Золочів - с. Єлиховичі - с. Городилів                                                                                               | ПП "Вест - Авто"                   |
| 764  | Автостанція № 6 — вул. Ялівець — вул. Бахматюка — вул. Дріжджова — Винниківське озеро — м. Винники (Офтальмологічна поліклініка — вул. Івасюка — вул. Галицька — вул. Яворницького — Кільцева дорога) — с. Підгірне — с. Підберізці — с. Чижиків — с. Тарасівка — с. Печенія — с. Куровичі — с. Підгайчики — с. Шопки — с. Якторів - с. Словіта - с. Митулин - с. Новосілки - с. Велика Вільшаниця - с. Стінка - с. Червоне - с. Ясенівці - м. Золочів - с. Хильчиці - с. Почапи - с. Жуличі - с. Білий Камінь                                                                     | ПП "АТП-ЗАВАДА"                    |
| 765  | Автостанція № 6 — вул. Ялівець — вул. Бахматюка — вул. Дріжджова — Винниківське озеро — м. Винники (Офтальмологічна поліклініка — вул. Івасюка — вул. Галицька — вул. Яворницького — Кільцева дорога) — с. Підгірне — с. Підберізці — с. Чижиків — с. Тарасівка — с. Печенія — с. Куровичі — с. Підгайчики — с. Шопки — с. Якторів - с. Словіта - с. Митулин - с. Новосілки - с. Велика Вільшаниця - с. Стінка - с. Червоне - с. Ясенівці - м. Золочів - с. Вороняки - с. Ремезівці - с. Бібщани                                                                                   | ПП "АТП-ЗАВАДА"                    |
| 766  | Автостанція № 6 — вул. Ялівець — вул. Бахматюка — вул. Дріжджова — Винниківське озеро — м. Винники (Офтальмологічна поліклініка — вул. Івасюка — вул. Галицька — вул. Яворницького — Кільцева дорога) — с. Підгірне — с. Підберізці — с. Чижиків — с. Тарасівка — с. Печенія — с. Куровичі — с. Підгайчики — с. Шопки — с. Якторів - с. Словіта - с. Митулин - с. Новосілки - с. Велика Вільшаниця - с. Стінка - с. Червоне - с. Ясенівці - м. Золочів - с. Підгородне - с. Струтин - с. Кийків - с. Зарваниця - с. Лука - с. Тростянець                                           | ПАТ "Золочівське АТП-14611"        |
| 769  | Автостанція № 6 — вул. Ялівець — вул. Бахматюка — вул. Дріжджова — Винниківське озеро — м. Винники (Офтальмологічна поліклініка — вул. Івасюка — вул. Галицька — вул. Яворницького — Кільцева дорога) — с. Підгірне — с. Підберізці — с. Чижиків — с. Тарасівка — с. Печенія — с. Куровичі — с. Підгайчики — с. Шопки — с. Якторів - с. Словіта - с. Митулин - с. Новосілки - с. Велика Вільшаниця - с. Трудовач - с. Гологірки - с. Гологори - с. Майдан Гологірський | ТОВ "Золочівавтотранс"             |
| 929  | Автостанція № 6 — вул. Ялівець — вул. Бахматюка — вул. Дріжджова — Винниківське озеро — м. Винники (Офтальмологічна поліклініка — вул. Івасюка — вул. Галицька — вул. Яворницького — Кільцева дорога) — с. Підгірне — с. Підберізці — с. Чижиків — с. Тарасівка — с. Печенія — с. Куровичі - с. Погорільці - с. Лагодів | ФОП "ГАЦ МИХАЙЛО БОГДАНОВИЧ"       |
| 1001 | вул. Шевченка (Рясне-1) — Кільцева дорога — вул. Городоцька (Мотозавод) — вул. Суботівська (Левандівка) | ТзОВ «Успіх-БМ»                    |
| 1002 | вул. Шевченка (Рясне-1) — Кільцева дорога — вул. Стрийська (ТРЦ «King Cross Leopolis») | скасовано                          |
| 1003 | пл. Різні — просп. Чорновола — вул. Замарстинівська — вул. Гетьмана Мазепи — вул. Миколайчука — с. Збиранка → з 2013 року замінено міським маршрутом № 55 | скасовано                          |
| 1004 | вул. Шота Руставелі — вул. Стрийська — с. Сокільники | ПП «Вест-Авто»                     |

Загалом, приміські маршрути обслуговують такі перевізники:
- ПП «АТП-Завада» (маршрут № 150)
- ПП «Вест-Авто» (маршрути № 121, 184А, 1004)
- ПП «Гал-Всесвіт» (маршрут № 116)
- ПП «Городинська В.О» (маршрут № 195)
- ПП «Ліон-Транс» (маршрут № 217А)
- ПП «Рудно-Транс» (маршрут № 287)
- ПП «Соп-Транс» (маршрут № 138)
- ПП «Статус Т» (маршрут № 288)
- ПП «Транс-Екіпаж» (маршрут № 147)
- ПП «Транс-Спорт» (маршрут № 114)
- ПП «Фалкон» (маршрут № 180А)
- ПП «Шлях-Авто» (маршрути № 105, 110, 156)
- ТзОВ «Атто» (маршрути № 117, 131, 170, 171)
- ТзОВ «Львівське АТП-14631» (маршрути № 111, 140)
- ТзОВ «Лідеравтотранс» (маршрути № 133, 142)
- ТзОВ «Миколаївське АТП-14627» (маршрут № 102)
- ТзОВ «Міра і К» (маршрути № 120, 129, 185, 295)
- ТзОВ «Сатурн-Плюс» (маршрут № 199)
- ТзОВ «Успіх БМ» (маршрути № 160, 1001)
- ТзОВ «Фіакр-Львів» (маршрут № 141)
- ФОП Зейдан В. М. (маршрут № 144)
- ФОП Бандровська Марта Григорівна (маршрути 101;155;164;166;181;260;264;526)